# Bergbaurevier Chibinen
Das Bergbaurevier Chibinen befindet sich im Gebirgsmassiv der Chibinen nordöstlich der Stadt Apatity in der Oblast Murmansk auf der Halbinsel Kola in Russland. Die Chibinen gelten als eines der größten Alkaligesteinsmassive der Erde und umfassen die weltgrößte Nephelinsyenit-Intrusion.
Die geologische Erforschung des Gebiets begann in den letzten zwei Jahrzehnten des 19. Jahrhunderts. Seit den frühen 1920er Jahren findet eine umfassende Erkundung statt, wobei gigantische Apatitlagerstätten (genauer Lagerstätten von Fluorapatit) entdeckt wurden. In der Folge nahm mit dem Tagebau Saamski (russisch Саамский карьер) unweit des heutigen Kirowsk im Jahre 1929 das erste Bergwerk der Chibinen den Abbau von Apatit und Nephelin auf. Das Bergwerk Kukiswumtschorr (auch als Kirowsker (Apatit-)Bergwerk bekannt russisch Кировский рудник), zu der der Tagebau Saamski gehörte, steht noch heute in Förderung.
In den Chibinen wird in sechs weiteren Bergwerken, die sich alle unmittelbar östlich an das Bergwerk Kukiswumtschorr anschließen, bis heute Apatit und Nephelin abgebaut: Bergwerk Juksporr, Bergwerk Apatitowy Zirk, Bergwerk Zentralny, Tagebau Koaschwa (mit dem Bergwerk Wostotschny),  Tagebau Njorkpachk und Bergwerk Oleni Rutschej. In der ersten Hälfte des 2. Jahrhunderts wurden auch Molybdänit, Rinkit und Lovchorrit (als Quelle für Metalle der Seltenen Erden), Titanit, Pyrrhotin und Dolomit gewonnen.
Das gesamte Massiv der Chibinen weist lagerstätten- und fundpunktübergreifend eine enorme Mineralvielfalt auf. Bislang (Stand Juli 2021) wurden aus dem Revier 531 gültige Minerale beschrieben, und das Massiv ist derzeit Typlokalität für 122 Minerale – darunter die teilweise bereits in den 1880er/1890er Jahren gefundenen und als neu identifizierten, aber erst später vollständig beschriebenen Loparit, Yuksporit und Manganoneptunit.

## Lage und Name

Kirowsk in den Chibinen

Die Apatit-Nephelin-Lagerstätten befinden sich im Alkaligesteinsmassiv der Chibinen (russisch Хибины), die nördlich des Polarkreises in der Oblast Murmansk auf der Halbinsel Kola in Russland liegen. Die Chibinen besitzen bei annähernd kreisförmiger Kontur einen Durchmesser von etwa 45 km und sind das einzige echte Gebirge im europäischen Teil dieses Landes. Der mit 1201 m Seehöhe höchste Gipfel des Massivs ist der Judytschwumtschorr. Aus orographischer und petrographischer Sicht weisen die Chibinen die Form eines sich nach Osten öffnenden Hufeisens auf, welches aus konzentrischen Gebirgsketten mit tief eingeschnitten, schneebedeckten Pässen besteht.
In der Mehrzahl sind die einzelnen plateau- oder kegel- bis spornförmigen Berge in den Chibinen, deren Namen fast ausschließlich aus dem Samischen stammen, die Quelle für die Bezeichnungen der Lagerstätten.

## Bergbaugeschichte
„Chibina (auch Khibina, alter Name Umptek) ist ein Sammelname für die aus der Chibinatundra, östlich der Murmanbahn in der Mitte der Halbinsel Kola gelegenen Fundstellen in einem riesigen Gebiet von Alkaligesteinen. Östlich schließt sich die Lovozero Tundra (= Lujaur Urt, früher gebräuchlich) mit ganz ähnlichen Gesteinen an. Nephelin, Ägirin, Eudialyt (hervorragend!), Titanit, Apatit, Murmanit, Natrolith (riesige XX), Lamprophyllit, Elpidit, Neptunit, Lovchorrit, Lovozerit, Ussingit, Ramsayit u.a. – Bei der Stadt Apatita (sic!) riesiger Abbau von Apatit!“

### Aktivitäten im 19. Jahrhundert

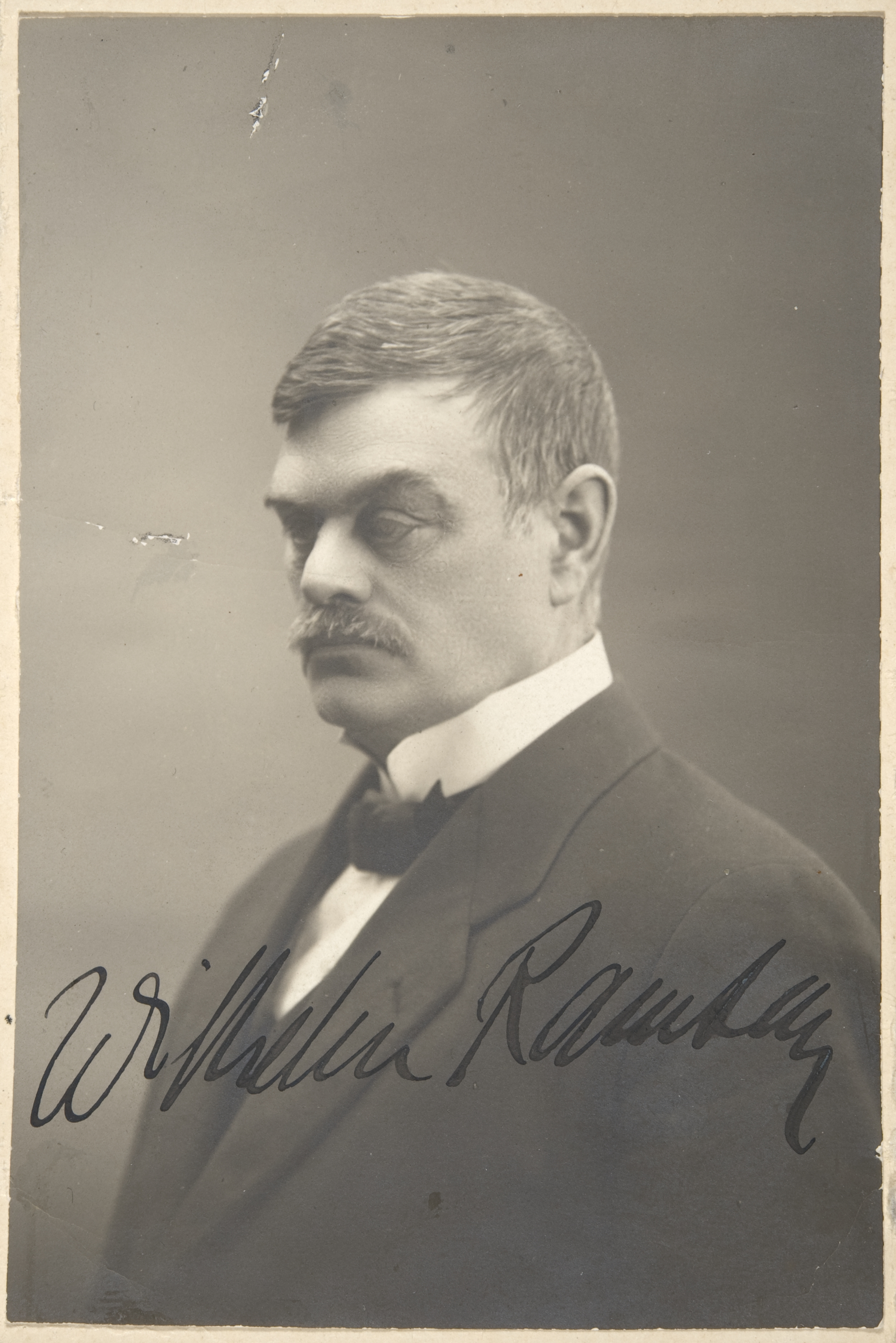
Wilhelm Ramsay – Pionier der Erforschung der Chibinen

Die Chibinen, so wie das gesamte Areal der inneren Halbinsel Kola, blieben bis in die zweite Hälfte des 19. Jahrhunderts so gut wie unbekannt. Erst in der Folge der von finnischen Wissenschaftlern im Frühjahr und Sommer 1888 durchgeführten sogenannten Kola-Expedition rückten das Massiv der Lowosero-Tundren und später auch die Chibinen in den Fokus des wissenschaftlichen Interesses. Bereits Wilhelm Ramsay und Victor Axel Hackman stellten für das Massiv der Chibinen ein jüngeres Alter als das Archaikum, eine lakkolithische Form und eine hauptsächlich nephelinsyenitische Zusammensetzung fest. Ramsay und Hackman waren auch die Erstbeschreiber einer größeren Anzahl von exotischen Alkaligesteinsarten aus den Chibinen, wobei sie viele der Bezeichnungen von lokalen Namen ableiteten. In allen Fällen handelt es sich um Nephelinsyenite und andere Alkaligesteine, wozu Chibinit, Lujavrit, Foyait, Ijolith, Malignit, Melteigit, Rischorrit, Turjait und Urtit zählen. Ungeachtet der damaligen limitierten Mittel und der insgesamt nur wenigen Wochen Aufenthalt konnten Ramsay und Hackman auch eine Kristallisationssequenz für die wichtigsten Gesteinsarten definieren, die wie folgt – vom Älteren zum Jüngeren – angegeben werden kann: Augitporphyrite → Nephelinsyenite (Khibinite und Foyaite) → Theralite, Ijolithe, Urtite → Umptekite und aplitische Nephelinsyenite → Monchiquite und Tinguaite → Pegmatite → Eudialyt-Aegirin- sowie Titanit-Gänge. Ferner erkannten sie in ihrem Material drei neue Minerale, die später als Loparit-(Ce), Yuksporit und Manganoneptunit beschrieben wurden.

### Die Ära Fersman

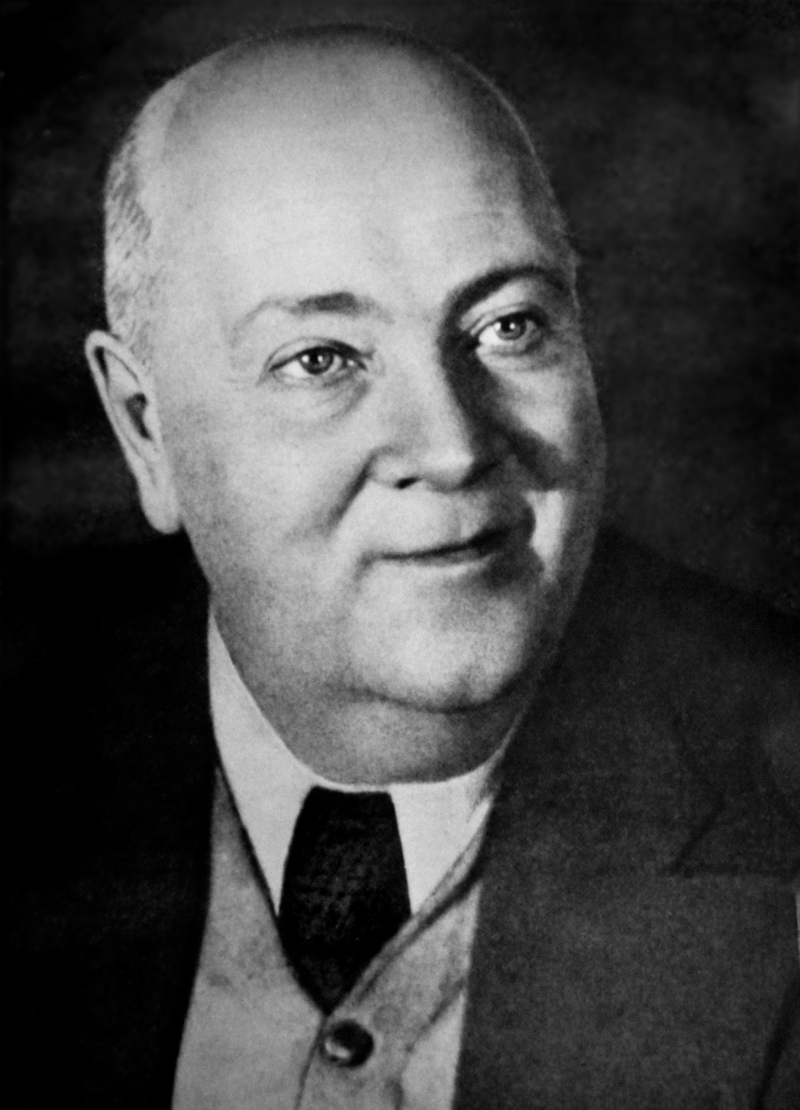
Alexander Jewgenjewitsch Fersman

Die nächste Phase der Erkundung der Chibinen begann erst nach der russischen Februarrevolution 1917, als der junge Staat dringend Ressourcen benötigte.

«Весной 1920 г. была создана специальная комиссия видных ученых, в которую вошел и академик А. Е. Ферсман. В начале лета того же года по недавно построенной железной дороге она отправилась в Мурманск для оценки производственных сил Севера. Случайная прогулка А. Е. Ферсмана на Малый Маннепахк во время технической стоянки поезда полностью изменила судьбу не только этого глухого края, но и целой страны: «Среди людей, поднявшихся на вершину, я был единственным минералогом. Мне без конца подавали образцы найденных минералов, и я прямо терялся в определении этих, еще невиданных никогда мною эгиринов, эвдиалитов, эвколитов. Для меня сразу стало ясно, что Хибины – это целый новый, своеобразный мир камня.» (Ферсман 1968)»

„Im Frühjahr 1920 wurde eine Sonderkommission prominenter Wissenschaftler eingesetzt, zu der auch Akademiemitglied A. E. Fersman gehörte. Zu Beginn des Sommers desselben Jahres fuhr die Kommission mit der neu gebauten Eisenbahn nach Murmansk, um die Produktivkräfte des Nordens zu begutachten. Eine zufällige Wanderung von A. E. Fersman auf den Berg Maly Mannepachk während eines technischen Halts des Zuges veränderte nicht nur vollständig das Schicksal dieser abgelegenen Region, sondern das des ganzen Landes: ‚Unter den Leuten, die auf die Spitze geklettert sind, war ich der einzige Mineraloge. Ich wurde endlos mit Proben der gefundenen Minerale versorgt, und ich verlor den Kopf bei der Identifizierung von Ägirinen, Eudialyten und Eukolyten – Mineralen, die ich noch nie zuvor gesehen hatte. Mir wurde sofort klar, dass die Chibinen eine ganz neue, eigentümliche Welt aus Stein sind.‘ (Fersman 1968)“

Die ersten systematischen mineralogisch-geochemischen Untersuchungen der Chibinen fanden unter der Leitung des Akademiemitglieds Alexander Jewgenjewitsch Fersman statt. Sie begannen im Herbst des Jahres 1920, als eine von Fersman geführte, mehr oder weniger unvorbereitete Gruppe von Studenten und jungen Lehrern unter dem ersten Schnee mit den ersten mineralogischen Aufsammlungen begann. Hierbei wurden bereits ungewöhnliche und seltene alkalische Minerale gefunden.
Anschließend erkundeten von 1921 bis 1924 zahlreiche Abteilungen von Sommerexpeditionen ausführlich die Täler, Pässe und das Plateau der Chibinen. Es wurden genaue Karten erstellt, detaillierte Informationen zu den einzelnen Gesteinen gesammelt und erste Abschätzungen über die industrielle Verwertbarkeit verschiedener Erze abgegeben. Die ersten neuen Minerale (Manganoneptunit, Yuxporit, Murmanit, Loparit, Fersmanit) wurden beschrieben.

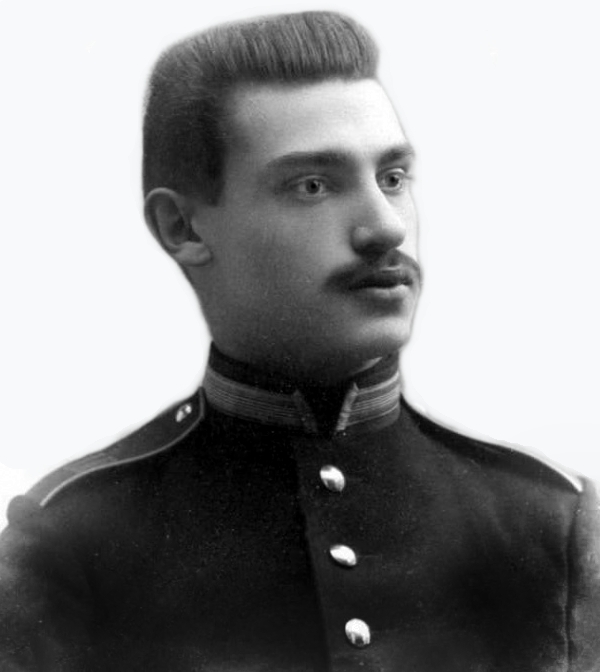
Aleksander N. Labunzow

Im Jahre 1922 stieß der begeisterte Geologe Aleksander Nikolaewitsch Labunzow (russisch Александр Николаевич Лабунцов) zu den Expeditionen von Fersman. Zu dem Team von Fersman gehörten ferner u. a.:
- Elsa Maximilianowna Bonschtedt-Kupletskaja (russisch Эльза Максимилиановна Бонштедт-Куплетская). Mineralogin und Professorin am Institut für Geologie von Erzlagerstätten, Petrographie, Mineralogie und Geochemie (IDEM) der Akademie der Wissenschaften der UdSSR. Publizierte bereits in den frühen 1920er Jahren über die Mineralogie der Chibinen.[4] Nach ihr wurde das Mineral Bonshtedtit benannt.
- Irina Dmitriewna Borneman-Starynkewitsch (russisch Иринаы Дмитриевнаы Борнеман-Старынкевич). Chemikerin, leitete seit 1932 das chemische Labor des Explorationstrusts „Apatit“ und untersuchte die chemische Zusammensetzung von Mineralen. Seit 1975 Leiterin des Zentralen Chemischen Labors der IGEM. Nach ihr wurde das Mineral Bornemanit benannt.
- Pjotr Nikolajewitsch Tschirwinski (russisch Пётр Николаевич Чирвинский). Geologe und Petrograph, 1943–1953 Leiter der Sektion Petrographie der Staatlichen Universität Perm. Nach ihm wurde das Mineral Chirvinskyit benannt.
- Michail Pawlowitsch Fiweg (russisch Михайл Павлович Фивег, auch Fiveg oder Vieweg). Geologe und Bergbauingenieur, Spezialist für nichtmetallische Minerallagerstätten, insbesondere Apatit. Leitete das erste Prospektionsteam für Apatit in den Chibinen (1928–1933). Nach ihm wurde das Mineral Fivegit benannt.
- Wasili Iwanowitsch Gerasimowski (russisch Василий Иванович Герасимовский). Geologe. Entdeckte 1934 zusammen mit Olga A. Worobjowa (russisch Ольга Анисимовна Воробьёва) industriell verwertbare Vorkommen von Loparit-Erz auf der Kola-Halbinsel. Leitete von 1954 bis 1979 das Labor für die „Geochemie magmatischer Gesteine“ am Institut für Geochemie und Analytische Chemie der Akademie der Wissenschaften der UdSSR. Nach ihm wurde das Mineral Gerasimovskit benannt.
- Nina Nikolajewna Gutkowa (russisch Нина Николаевна Гуткова). Mineralogin, die sich intensiv mit den Chibinen und den Lowosero-Tundren beschäftigte und als erste die Eigenschaften des Apatits der Chibinen beschrieb.[5] Entdeckte 1930 primäre Lovchorrit-Lagerstätten in den Chibinen und veröffentlichte 1928 die erste Liste der Minerale der Lowosero-Tundren. Nach ihr wurde das Mineral Gutkovait-Mn benannt.
- Ekaterina Jewtichijewna Kostyljowa-Labunzowa (russisch Екатерина Евтихиевна Костылёва-Лабунцова). Mineralogin und Petrographin. Leitete seit 1958 die mineralogische Forschung in den Chibinen. Nach ihr wurde das Mineral Kostylevit sowie die Minerale der Labuntsovit-Gruppe benannt.
- Wladimir Iljitsch Kryschanowski (russisch Владимир Ильич Крыжановский). Mineraloge. Kurator des Mineralogischen Museums, benannt nach A. J. Fersman in Moskau. Nach ihm wurde das Mineral Kryzhanovskit benannt.
- Boris Michailowitsch Kupletski (russisch Борис Михайлович Куплетский). Geologe und Petrograph am Institut für Geologische Wissenschaften der Akademie der Wissenschaften der UdSSR. Nach ihm (und seiner Frau) wurde das Mineral Kupletskit benannt.

- Aleksander Nikolaewitsch Labunzow. Nahm seit 1922 an geologischen Expeditionen auf die Kola-Halbinsel teil, war 1923–1926 einer der Entdecker der Apatit-Lagerstätten der Chibinen (u. a. 1926 die Lagerstätte im Kar Apatitowy Zirk) und fand 1926 in den Chibinen die ersten Lovchorrit-Erze. Von 1929 bis 1933 Leiter des Explorationstrusts „Apatit“. War Entdecker und Erstbeschreiber der Minerale Pamirit (heute Forsterit) und Fersmanit. Nach ihm (und seiner Frau Ekaterina Jewtichijewna Kostyljowa-Labunzowa) wurde das Mineral Labuntsovit (heute Labuntsovit-Mn) sowie die anderen Vertreter der Labuntsovit-Gruppe benannt.
- Wladimir Iwanowitsch Vlodavets (russisch Владимир Иванович Влодавец). Petrograph und Vulkanologe. Führte ab 1922 petrographische Forschungen auf der Kola-Halbinsel durch. Nahm die erste industrielle Bewertung der Apatitlagerstätte am Berg Kukiswumtschorr vor, welche die große industrielle Bedeutung der Lagerstätte bewies. War Organisator und erster Direktor (1935–1936) der vulkanischen Station Kamtschatka, untersuchte dort eine Gruppe aktiver und erloschener Vulkane. Wechselte Anfang 1963 zusammen mit dem Labor für Vulkanologie der Akademie der Wissenschaften der UdSSR an das neu gegründete Institut für Vulkanologie der sibirischen Abteilung der Akademie der Wissenschaften der UdSSR. Nach ihm wurde das Mineral Vlodavetsit benannt.

Alle nach diesen Wissenschaftlerinnen und Wissenschaftlern benannten Minerale haben ihre Typlokalität in den Chibinen oder in den Lowosero-Tundren (nulla regula sine exceptione: Vlodavetsit, Kryzhanovskit). Zu beachten ist der hohe Frauenanteil an dieser Forzchergruppe. Ähnliches stellte Cornelius Searle Hurlbut fest, als er am 17. Internationalen Geologenkongresses im Juli 1937 in Moskau teilnahm. Anlässlich der Nordexkursion besuchte er auch die Titanit-Lagerstätte am Berg Juksporr und fand es „interessant festzustellen, dass die Leiterin des Titanit-Bergwerks eine Frau ist und dass etwa die Hälfte der Arbeiter, wie anderswo in Russland, Frauen sind“.
Der im südlichen Teil der Chibinen operierende, durch Aleksander Nikolaewitsch Labunzow und Boris Michailowitsch Kupletski geleitete Expeditionsteil entdeckte im Sommer 1923 an den Südhängen des Berges Raswumtschorr (Berg des grasigen Tales) Bruchstücke von aus dem Moos ragendem feinkörnigem Apatit. Zwei Jahre später konnte Labunzow auf einer Fläche von über 10.000 m² Ausbisse von Apatit-Nephelin-Gesteinen lokalisieren. Anfang November 1926 organisierten die Mitarbeiter der landwirtschaftlichen Versuchsstelle in den Chibinen I. G. Eikhfeld und G. M. Kreps die Gewinnung der ersten technologischen Probe von Apatit-Erz. Etwa 100 Pud Apatit (1 Pud entspricht 18,28 kg) wurden aus dem Ijolith-Sporn am Berg Raswumtschorr gewonnen, auf Rentieren ins Tal transportiert und zur Untersuchung eingeschickt. Im Sommer 1927 wurde die Suche nach Apatit fortgesetzt. Fersman und Kupletski entschlüsselten den geologischen Bau des Massivs und prognostizierten Flächen mit Vorkommen von Apatit-Erz, die sich später als die weltgrößten Apatitlagerstätten herausstellten.
Diese Entdeckung beeinflusste nicht nur die Wirtschaft der jungen UdSSR, sondern auch die Weltlandwirtschaft. Damit war die lange Etappe des Studiums der Chibinen durch Einzelreisende und kleine Abteilungen beendet. Die Ära der komplexen wissenschaftlichen und industriellen Entwicklung des Gebirges begann.
Im Bereich der Berge Kukiswumtschorr, Juksporr und Raswumtschorr wurden große Erzkörper von Apatit-Nephelin-Gesteinen gefunden; in der Folge konnten die geologische Struktur des Massivs weiter verfeinert und die wichtigsten Arten von Pegmatit-Erzgängen sowie deren geologische Position entschlüsselt werden.
Die ersten Untersuchungsergebnisse zur Petrografie, Mineralogie und Geochemie der Chibinen veröffentlichten Fersman und seine Mitarbeiter bereits 1923. Die Entdeckung der Apatitlagerstätten wurde 1928 mitgeteilt.

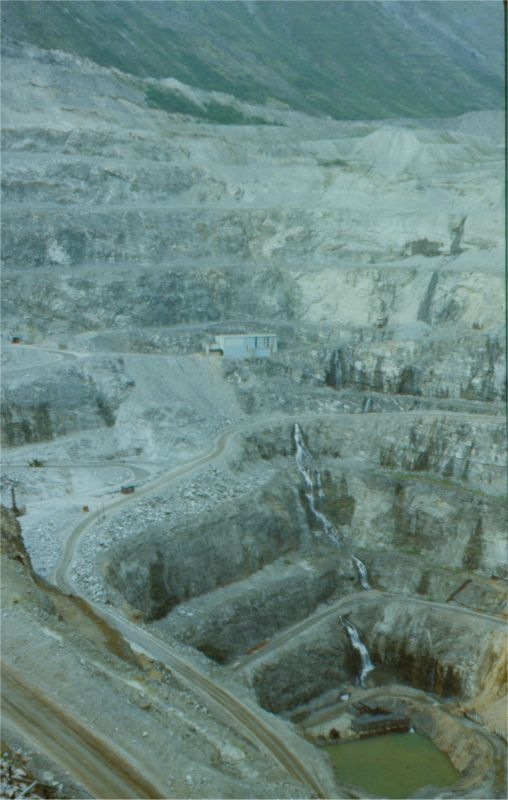
Apatittagebau Saamski bei Kirowsk im Jahre 1989

Die Bergbaugeschichte der Chibinen begann 1928, als Wladimir I. Vlodavets die erste industrielle Bewertung der Apatitlagerstätten vornahm, welche die große industrielle Bedeutung der Lagerstätte demonstrierte. Das erste Erz wurde Anfang November 1929 im Bergwerk Kukiswumtschorr abgebaut. Am 13. November 1929 wurde der Explorationstrust Trest „Apatit“ (Трест «Апатит») mit dem Ziel gegründet, Apatitkonzentrate herzustellen. Dieser Tag gilt auch als Gründungsdatum des Unternehmens Apatit. Die gesamte spätere Geschichte der Untersuchungen der Chibinen und der industriellen Entwicklung der gesamten Halbinsel Kola war mit der Tätigkeit des Trusts verbunden, der heute in AO „Apatit“ (АО «Апатит») bzw, englisch Apatit Joint-Stock Company (Apatit JSC) umbenannt ist. Von 1930 bis 1933 wurden zunächst nur die reichhaltigen gefleckten und gebänderten Erze im Tagebau abgebaut. Erst im Jahre 1933 wurde ein unterirdisches Bergwerk aufgefahren, das in sowjetischer Tradition nach Sergei Mironowitsch Kirow, einem wichtigen sowjetischen Staats- und Parteifunktionär, als „Kirowsker Bergwerk“ (russisch Кировский рудник) benannt wurde. Bereits Cornelius Hurlbut hatte darauf hingewiesen, dass der Hauptgrund für den Übergang vom Tage- zum Tiefbau die langen arktischen Winter waren, die nur eine kurze Zeit für die Arbeit im Freien ließen.
Im Jahr 1936 wurden etwa 2 Millionen Tonnen Apatit-Erz abgebaut. Schon zu dieser Zeit exportierte die UdSSR etwa ein Viertel des erzeugten Superphospatdüngers in andere europäische Länder.
In den 1930er Jahren konzentrierte sich der Bergbau- und Chemie-Trust „Apatit“ nicht nur auf die Exploration, Gewinnung und Verarbeitung von Apatit, sondern auch von Nephelin, Titanit, Lovchorrit (ein kolloidaler Mosandrit-(Ce)), Pyrrhotin, Molybdänit (in den Chibinen) sowie von Eudialyt, Loparit-(Ce) und Eisen- und Kupfer-Nickel-Erzen in anderen Gebieten der Halbinsel. Das Interesse an Molybdänrohstoffen war Resultat der Politik der damaligen Führung der Sowjetunion, das Land mit eigenen Ressourcen zu versorgen, die Schwerindustrie aufzubauen und den militärisch-industriellen Komplex zu entwickeln. Mit Molybdän, Nickel, Chrom und anderen Elementen legierte Stähle waren für die Herstellung von Panzern, Artilleriegeschützen, Kurbelwellen usw. erforderlich; Molybdänverbindungen fanden dabei die breiteste technische Anwendung.
Während des Zweiten Weltkriegs wurden die meisten Produktionsanlagen aus den Chibinen in den mittleren Ural und nach Kasachstan verlegt. Nur wenige Einrichtungen arbeiteten weiterhin mit der Pilot-Chemieanlage in Kirowsk und einem Teil des Kirowsker Bergwerks, welches Verteidigungsbedarf lieferte. Noch vor Kriegsende wurde im Frühjahr 1944 die Produktion von Apatitkonzentrat für die Landwirtschaft wieder aufgenommen. Im gleichen Maße, wie sich die Volkswirtschaft in der Nachkriegszeit erholte, wuchs der Bedarf des Staates an Phosphatdünger. Neue Düngemittelanlagen wurden gebaut und der die Produktion von Apatitkonzentrat erhöht. Mitte der 1950er Jahre wurden zwei neue Untertagebergwerke, an den Bergen Juksporr und Raswumtschorr, aufgefahren und 1963 die ANOF-2-Verarbeitungsanlage in der Stadt Apatity in Betrieb genommen. Im Jahre 1950 erzeugte das Unternehmen Apatit JSC 1 Million Tonnen Apatitkonzentrat, 1967 war die Produktionsrate auf jährlich 9 Millionen Tonnen angewachsen. Auf der Hochebene des Raswumtschorr begann 1964 der zentrale Tagebau Plato Raswumtschorr mit der Förderung. Da er auf ca. 1000 m Seehöhe liegt, konnte das Erz in Eisenbahnwaggons verladen werden, die bereits stillgelegte Bergwerksstollen nutzten. Die höheren Produktionsraten führten jedoch dazu, dass der durchschnittliche Phosphorgehalt von 21 % P2O5 in den frühen 1960er Jahren auf 15–17 % im Jahr 1981 sank. Durch die Inbetriebnahme der Aufbereitungsanlage ANOF-3 im Jahr 1988 war Ende der 1980er Jahre eine weitere Steigerung der Erzproduktion auf durchschnittlich 60 Millionen Tonnen pro Jahr möglich. In diesem Zeitraum gelangten jährlich mehr als 20 Millionen Tonnen Apatitkonzentrat per Seetransport zu den Verbrauchern.

### Probleme zu Beginn der 1990er Jahre
Der ungebremste Übergang von der zentralen Planwirtschaft der UdSSR in einen freien russischen Markt führte Anfang der 1990er Jahre zu einem erheblichen Rückgang der Inlandsnachfrage sowohl nach Apatitkonzentrat als auch nach Düngemitteln. Zu den wirtschaftlichen Schwierigkeiten kamen die Notwendigkeit für den Explorationstrust „Apatit“, Anlagen weit unter ihrer Nennkapazität zu betreiben und die Verpflichtung als „stadtbildendes Unternehmen“, die kommunale Technik und Infrastruktur der Städte Kirowsk und Apatity zu verwalten und zu erhalten. Ferner hatte der Staat seine Kapitalinvestitionen eingestellt, sodass eine Rationalisierung oder Modernisierung der Bergbauanlagen in nennenswertem Umfang nicht mehr möglich war. Bis 1994 war die Produktion von Apatitkonzentrat auf jährlich 6 Millionen Tonnen zurückgegangen – die Existenz des Unternehmens war in Gefahr. Die Notwendigkeit zu massiven Investitionen für die Aufrechterhaltung der Apatitproduktion auf der Kola-Halbinsel war ein Hauptfaktor bei der Gründung großer, gut finanzierter Holding-Gesellschaften zur Verwaltung der russischen Phosphatdüngemittelindustrie. Der Trust „Apatit“ wurde in die offene Aktiengesellschaft Apatit JSC umstrukturiert und eine Tochter der PhosAgro, einem russischen Düngemittelhersteller mit Firmensitz in Moskau und derzeit größter Europa|europäischer Hersteller von Phosphat-Düngern. Der Apatit-Magnetit-Baddeleyit-Betrieb in Kowdor wurde von Eurochem JSC übernommen. PhosAgro hat drei Hauptniederlassungen – Cherepovetsky Azot, Balakovskiye Mineralniye Udobrenia und Ammophos – zur Herstellung granulierter phosphorhaltiger Düngemittel (Monoammoniumphosphat, Diammoniumphosphat), von Ammoniumpolyphosphatlösung, komplexen stickstoffhaltigen Phosphatdüngern (NP) und komplexen Düngemitteln (DAFK, NPK) sowie Ammoniumnitrat.
Als Wendepunkt in der jüngeren Geschichte des Unternehmens Apatit JSC gelten die Jahre 1996 und 1997. Auf Basis einer Analyse der Rohstoffsituation und des Zustands der Abbau- und Aufbereitungsanlagen wurde ein Konzept zur strategischen Weiterentwicklung erstellt, dessen Durchführung dem Unternehmen half, die kritische Situation zu überwinden, den Betrieb zu stabilisieren und mit der Produktionsentwicklung zu beginnen. Bis 2007 wurden 600 Millionen m³ Abraum entfernt, mehr als 3 Milliarden Tonnen Gestein abgebaut und mehr als 1,6 Milliarden Tonnen Apatit-Nephelin-Erz extrahiert. Im Zuge der Aufbereitung wurden ungefähr 600 Millionen Tonnen Apatitkonzentrat und 60 Millionen Tonnen Nephelinkonzentrat gewonnen.
Für die Förderung der mehr als 2 Milliarden Tonnen Erz, die im Jahre 2009 noch in den 10 erforschten Erzkörpern verfügbar waren und aus vier Bergwerken gefördert wurden, war eine neue
strategische Planung notwendig. Mit dieser Planung wurde eine Reihe von Problemen überwunden, die sich aus dem Umfang der früheren Bergbauaktivitäten und dem Mangel an Investitionen Anfang der 1990er Jahre ergaben. Durch die zunehmende Tiefe des Abbaus wurden die Transportwege länger, der Anteil am Abraum höher und der P2O5-Gehalt des geförderten Erzes geringer. Im Jahre 2009 wurde für die Produktion einer Tonne Apatitkonzentrat 1,3 mal so viel Erz verbraucht wie 20 Jahre davor. Noch deutlicher veränderte sich das Verhältnis des abgebauten Gesteins zur Menge des Endprodukts: Es war 2009 2,3 mal höher als 1989. Insgesamt machten Erzgewinnung und -transport 50 % der Gesamtkosten des Unternehmens Apatit JSC aus. Die gravierende Situation hinsichtlich der Erzreserven der Tagebaue wirkt sich auch die heutigen Abbaumöglichkeiten aus. Das im Tagebau Zentralny gewonnene Erz vom Raswumtschorr war normalerweise nur halb so teuer wie Erz aus jedem anderen Bergwerk. Von 1980 bis 1990 lieferte dieses Bergwerk jährlich 23 bis 28 Millionen Tonnen Erz. Im Jahre 2009 wurde die gleiche Erzmenge von insgesamt von vier zum Unternehmen Apatit JSC gehörenden Bergwerken gefördert. Im Jahre 1986 stammten etwa 70 % der gesamten Gesteinsförderung aus den Tagebauen, obwohl die Anteile der berechneten Reserven, die für den Tage- und Untertagebergbau geeignet waren, 25 % bzw. 75 % betrugen. Die Tagebaue in den Grenzen vom 1. Januar 1994 enthielten noch 18 % der Gesamtreserven, zum 1. Januar 2009 waren aber nur noch 10 % der Reserven für die Gewinnung im Tagebau verfügbar. Erschwerend kommt hinzu, dass sich in den letzten 10 bis 15 Jahren die Abbautiefe um 150 m bis 200 m vergrößert und die horizontale Fläche der Erzkörper erheblich verringert hat, was sich zwangsläufig auf die Effizienz der Erzgewinnung auswirkte. Auf die Erzanreicherung entfielen 30 % der Kosten des Unternehmens. Neben den steigenden Stromkosten wurde auch die Aufbereitung des Erzes teurer, weil der Erzgehalt sank und sich die Erzstruktur verändert hatte.

### Der Sprung in das 21. Jahrhundert
Die mittel- und langfristigen Entwicklungskonzepte von Apatit JSC beruhen auf einer im Jahr 2000 abgeschlossenen Machbarkeitsstudie über die optimale Entwicklung des Unternehmens im Zeitraum bis 2020 und die Zukunftsaussichten für den Zeitraum bis 2050. In dieser Studie wurde das optimale Produktionsniveau für Apatitkonzentrat mit jährlich 8 Millionen Tonnen festgelegt. Dieses Niveau konnte mit den bestehenden Verarbeitungsanlagen ANOF-2 und ANOF-3 erreicht werden und erforderte die jährliche Förderung von insgesamt 28–30 Millionen Tonnen Apatit-Nephelin-Erz in den vier zum damaligen Zeitpunkt in Betrieb befindlichen Bergwerken. Die unterirdischen Bergwerke befinden sich in der Nähe von Kirowsk und dem natürlichen, etwa 380 m über dem Meeresspiegel liegenden See Bolschoi Wudjawr. Obwohl Kirowsk in gerader Linie nur 5 km vom Tagebau Zentralny und 6 km vom Tagebau Wostotschny entfernt ist, sind die Straßenverbindungen aufgrund des bergigen Geländes insgesamt etwa 40 km länger. Die Bergwerke sind über das elektrische Eisenbahnsystem des Unternehmens mit den Aufbereitungsanlagen verbunden. Die Erzzüge bestehen in der Regel aus 25 × 104 Tonnen-Waggons. Ein erheblicher Teil der Gleise im Abbaugebiet verläuft unterirdisch, z. B. unterhalb des Bergwerks Raswumtschorr sowie unter dem Tagebau Zentralny, sodass die Erzförderung minimiert werden kann. Das Kirowsker Bergwerk und das Bergwerk Raswumtschorr sind alte, komplexe Betriebe, die seit Mitte der 1990er Jahre erheblich umgebaut wurden.
Neben der Änderung der Abbaumethode und der Mechanisierung hat das Unternehmen seit 1997 schrittweise in die Entwicklung von zwei neuen Abbausohlen auf +170 m und +90 m im Kirowsker Bergwerk investiert. Die +170-m-Sohle sollte in der Folge sowohl die Kukiswumtschorr- als auch die Juksporr-Flanke des Erzkörpers abbauen, während die +90-m-Sohle die Kukiswumtschorr-Flanke bearbeiten sollte. Der Betrieb auf +170 m wurde im Jahr 2002 aufgenommen, wodurch die Erzproduktion der Grube auf 11,5 Millionen t/a gesteigert wurde. Ein Bahntransportsystem führt zu einem unterirdischen Brecherkomplex, der 2006–2007 in Betrieb genommen wurde. Der neue Hauptschachts 2 wurde planmäßig zum geplanten Inbetriebnahmezeitraum 2012–2013 fertiggestellt – die Kapazität im Kirowsker Bergwerk wurde damit auf 14 Millionen t/a erhöht. Die unterirdische Grubenentwässerung in diesem Erzbergwerk weist vier Auffangbehälter und fünf Pumpensätzen auf. Das Bergwerk arbeitet in vier Sieben-Stunden-Schichten.
Im Bergwerk Raswumtschorr, das unter schwierigen Bedingungen im praktisch erschöpften Hochland des Erzkörpers im Kar Apatitowy Zirk betrieben wird, wurde die Erzproduktion von 2001 bis 2009 um das 2,5-Fache gesteigert, was durch Abbau von Reserven zwischen den Erzkörpern in diesem Kar und dem Plateau Raswumtschorr an der Schnittstelle zum Tagebau Zentralny erreicht. Die Arbeiten auf der +310-m-Sohle, die 1993 eingestellt worden waren, begannen 2001 erneut und wurden 2002 abgeschlossen. Die Einführung einer zyklischen und kontinuierlichen Bergbautechnologie soll ermöglichen, ausreichend lange auf einem Niveau von 4,5 Millionen Tonnen pro Jahr zuverlässig zu arbeiten, um den mittelfristigen Bedarf des Unternehmens zu decken. Das Bergwerk auf dem Raswumtschorr-Plateau sollte genutzt werden, um auf die Reserven unterhalb des Zentralny-Tagebaus zuzugreifen.
Im Jahre 2009 förderte der Tagebau Zentralny jährlich immer noch 5 bis 5,5 Millionen Tonnen Erz. Zwar investiert Apatit JSC noch in neue Ausrüstung für diesen Tagebau, jedoch sollten die Arbeiten langfristig in den Tagebau Wostotschny übergehen. Über diesen Tagebau wird die Lagerstätte Koschwa abgebaut, die im Jahre 2009 3,5 × 1,5 km maß maximal 160 m Tiefe aufwies. Koschwa weist hinsichtlich der Designparameter einige Nachteile auf. Beim Transport entstehen aufgrund der Streckenlänge von über 4 km wirtschaftliche Verluste, das Volumen pro Tonne abgebautem Gestein betrug 2009 bis zu 3,4 m³ und sollte sich in der Zukunft auf 4 m³ pro Tonne erhöhen. Als größtes Problem erwiesen sich die enormen Wasserzuflüsse aus dem Fluss Wuonnemjok und Dutzenden von Bächen. Das Grubenentwässerungssystem umfasste 2009 12 leistungsstarke Pumpen, ein Rohrleitungsnetz und Dutzende von Entwässerungsbohrungen. Jährlich wurden über diese Anlage über 45 Millionen Kubikmeter Wasser aus dem Grubenbereich entnommen. Die Verwaltungs- und Wartungskosten dieser Einrichtungen sind erheblich, infolgedessen sind die Erzproduktionskosten viel höher als im Tagebau Zentralny. Zur Abmilderung dieser Nachteile nahm das Unternehmen Apatit JSC im Ort Koaschwa mit dem Bau einer neuen Brech- und Siebanlage und eines Erzumschlagplatzes mit Bahnanbindung sowie dem Umbau der Stromversorgung und der Hydraulik gravierende Änderungen vor. Dadurch wurde die Förderkapazität 2009 auf 4 Millionen Tonnen Erz erhöht; geplant waren Steigerungen auf jährlich 6 bis 7 Millionen Tonnen.
Die aktuellen Förderzahlen der Bergwerke und Tagebaue in den Chibinen finden sich im nachfolgenden Abschnitt.

## Förder- und Produktionszahlen sowie Vorräte

### Förder- und Produktionszahlen
In den Jahren von 1930 bis 2006 wurden 595 Millionen Tonnen Apatitkonzentrat produziert.
Während der 1990er Jahre sind Erzförderung und Produktion von Apatit- und Nephelinkonzentraten des Unternehmens Apatit JSC infolge des stark sinkenden Inlandsverbrauchs, aber auch durch einen effektiveren und nachhaltigeren Lagerstättenabbau, deutlich zurückgegangen. So wurden im Jahre 1990 noch 56 Millionen Tonnen Erz gefördert, 10 Jahre später nur noch 25,3 Millionen Tonnen. Die letztere Zahl wurde erst 2010 wieder übertroffen, als Apatit JSC 27,1 Millionen Tonnen Erz förderte. Im Jahre 2020 betrug die Erzförderung des Unternehmens 37,55 Millionen Tonnen (siehe hierzu auch die nebenstehende Tabelle).
Apatit JSC will seine Erzförderung im Jahre 2040 auf 41 Millionen Tonnen steigern.
Die North-Western Phosphorous Company JSC (NWPC) hat im Jahre 2020 aus seinen Lagerstätten 5,617 Millionen Tonnen Apatit-Nephelin-Erz gewonnen, wovon 4,2 Millionen Tonnen aus der Förderung im Tagebau Oleni Rutschej stammen. Daraus wurden 2020 1,182 Millionen Tonnen Apatitkonzentrat erzeugt. Für das Jahr 2021 wird mit 1,3 Millionen Tonnen Apatitkonzentrat gerechnet, für 2023 mit 1,5 Millionen Tonnen Apatit-Konzentrat. Langfristig soll die Menge auf 2,0 Millionen Tonnen Apatit-Konzentrat gesteigert werden.
Die Gesamtsumme des aus den Lagerstätten in den Chibinen (der Unternehmen Apatit JSC und North-Western Phosphorous Company) im Jahre 2020 geförderten Apatit-Nephelin-Erzes beträgt 41,167 Millionen Tonnen.
| Jahr            | Fördermenge Apatit-Nephelin-Erz (in Mio t) | Fördermenge Apatit-Nephelin-Erz (in Mio t) | Fördermenge Apatit-Nephelin-Erz (in Mio t) | erzeugte Konzentrate (in kt) | erzeugte Konzentrate (in kt) | erzeugte Konzentrate (in kt) |
| Jahr            | Tagebau 1                                  | Tiefbau 2                                  | Summe 3                                    | Phosphatkonzentrat 4         | Nephelinkonzentrat 5         | Summe Konzentrate 6          |
| --------------- | ------------------------------------------ | ------------------------------------------ | ------------------------------------------ | ---------------------------- | ---------------------------- | ---------------------------- |
| 2009            |                                            |                                            | 23,9                                       | 7.000                        | 500                          | 7.500                        |
| 2010            |                                            |                                            | 27,1                                       | 8.100                        | 1.000                        | 9.100                        |
| 2011            |                                            |                                            | 26,6                                       | 7.719,8                      | 997,0                        | 8.716,8                      |
| 2012            |                                            |                                            | 26,6                                       | 7.903,6                      | 1.056,7                      | 8.960,3                      |
| 2013            |                                            |                                            | 26,7                                       | 7.713,0                      | 990,6                        | 8.703,6                      |
| 2014            |                                            |                                            | 26,1                                       | 7.500,5                      | 940,35                       | 8.440,8                      |
| 2015            |                                            |                                            | 27,2                                       | 7.853,3                      | 951,9                        | 8.805,2                      |
| 2016            |                                            |                                            | 33,4                                       | 8.530,2                      | 958,1                        | 9.488,3                      |
| 2017            | 8,06                                       | 24,27                                      | 32,33                                      | 9.540,3                      | 998,1                        | 10.538,4                     |
| 2018            | 7,6                                        | 27,8                                       | 35,326                                     | 10.067                       | 986                          | 11.086                       |
| 2019            |                                            |                                            | 38,05                                      | 10.507                       | 1.188                        | 11.695                       |
| 2020            |                                            |                                            | 37,55                                      | 10.541                       | 1.159                        | 11.700                       |
| Summe 2009–2020 |                                            |                                            | 360,856                                    | 102.975,7                    | 11.725,7                     | 209.087,0                    |
| Plan 2021       |                                            |                                            |                                            | 10.670                       | 1.148                        | 11.818                       |
| Plan 2040       |                                            |                                            | 41,0                                       |                              |                              |                              |

### Vorratszahlen für Apatit-Nephelin-Erze in den Chibinen
Die PhosAgro Corp. weist in ihren jährlichen „Intergrated reports“ für ihre einzelnen Lagerstätten die Reserven an Apatit-Nephelin-Erz sowie die jeweiligen P2O5-Gehalte aus (siehe hierzu auch die nebenstehende Tabelle).
Die Reserven an Apatit-Nephelin-Erz werden für den 31. Dezember 2020 wie folgt angegeben: Kategorien B + C1: 242,7 Millionen Tonnen (mit 40,0 Millionen Tonnen Р2О5), Kategorie С2: 128,4 Millionen Tonnen (mit 19,2 Millionen Tonnen Р2О5). Diese „Balance Reserves“ stellen die Aktivitäten von NWPC für derzeit (Anfang 2021) 57 Jahre sicher.
| Vorräte am   | Kukiswumtschorr | Kukiswumtschorr     | Juksporr        | Juksporr            | Apatitowy Zirk  | Apatitowy Zirk      | Plato Raswumtschorr | Plato Raswumtschorr | Koaschwa        | Koaschwa            | Njorkpachk      | Njorkpachk          | Jolitowy otrog  | Jolitowy otrog      | Plot Plateau    | Plot Plateau        | Summe           | Summe               |
| Vorräte am   | Vorräte (in kt) | Gehalte (in % P2O5) | Vorräte (in kt) | Gehalte (in % P2O5) | Vorräte (in kt) | Gehalte (in % P2O5) | Vorräte (in kt)     | Gehalte (in % P2O5) | Vorräte (in kt) | Gehalte (in % P2O5) | Vorräte (in kt) | Gehalte (in % P2O5) | Vorräte (in kt) | Gehalte (in % P2O5) | Vorräte (in kt) | Gehalte (in % P2O5) | Vorräte (in kt) | Gehalte (in % P2O5) |
| ------------ | --------------- | ------------------- | --------------- | ------------------- | --------------- | ------------------- | ------------------- | ------------------- | --------------- | ------------------- | --------------- | ------------------- | --------------- | ------------------- | --------------- | ------------------- | --------------- | ------------------- |
| 01.01.2012 1 | 411.567         | 14,64               | 543.613         | 14,25               | 118.985         | 14,83               | 289.925             | 13,57               | 629.319         | 16,79               | 589.55          | 14,92               |                 |                     |                 |                     | 2.060.364       | 15,06               |
| 01.01.2013 1 | 415.971         | 14,64               | 537.012         | 14,22               | 116.580         | 14,80               | 339.828             | 12,97               | 626.183         | 16,79               | 57.448          | 14,96               |                 |                     |                 |                     | 2.093.022       | 14,92               |
| 01.01.2014 1 | 412.914         | 14,63               | 530.488         | 14,19               | 113.989         | 14,29               | 333.979             | 12,98               | 599.567         | 16,88               | 62.875          | 13,23               |                 |                     |                 |                     | 2.053.812       | 14,84               |
| 01.01.2015 1 | 407.453         | 14,67               | 552.320         | 14,16               | 111.149         | 14,26               | 330.069             | 12,99               | 596.697         | 16,88               | 61.180          | 13,25               | 1.298           | 16,10               |                 |                     | 2.030.166       | 14,85               |
| 01.01.2016 1 | 407.134         | 14,24               | 515.292         | 14,17               | 107.918         | 14,24               | 325.168             | 13,01               | 595.550         | 16,88               | 59.957          | 13,30               | 1.754           | 14,14               |                 |                     | 2.012.773       | 14,78               |
| 01.01.2017 1 | 401.042         | 14,26               | 505.273         | 14,12               | 105.799         | 14,24               | 321.059             | 13,02               | 593.393         | 16,89               | 58.029          | 13,31               | 1.754           | 14,14               | 2.058           | 16,52               | 1.988.407       | 14,78               |
| 01.01.2018 1 | 394.868         | 14,23               | 494.966         | 14,06               | 103.321         | 14,05               | 318.198 3           | 13,02 3             | 591.964         | 15,95               | 55.109          | 13,57               | 1.236           | 13,67               |                 |                     | 1.959.662       | 14,59               |
| 01.01.2019 1 | 386.855         | 14,20               | 484.791         | 14,11               | 100.641         | 14,11               | 314.157             | 13,03               | 590.008         | 16,88               | 54.703          | 13,35               | 134             | 19,40               |                 |                     | 1.931.289       | 14,78               |
| 01.01.2020 1 | 377.662         | 14,18               | 473.361         | 14,06               | 96.756          | 14,03               | 310.454             | 13,05               | 587.667         | 16,88               | 55.599          | 13,46               | 134             | 19,40               |                 |                     | 1.898.633       | 14,77               |
| 01.01.2021 2 | 368.549         | 14,17               | 462.056         | 13,98               | 98.824          | 13,82               | 88.569              | 10,64               | 748.634         | 15,94               | 53.204          | 13,87               |                 |                     |                 |                     | 1.819.836       | 14,65               |

## Geologie

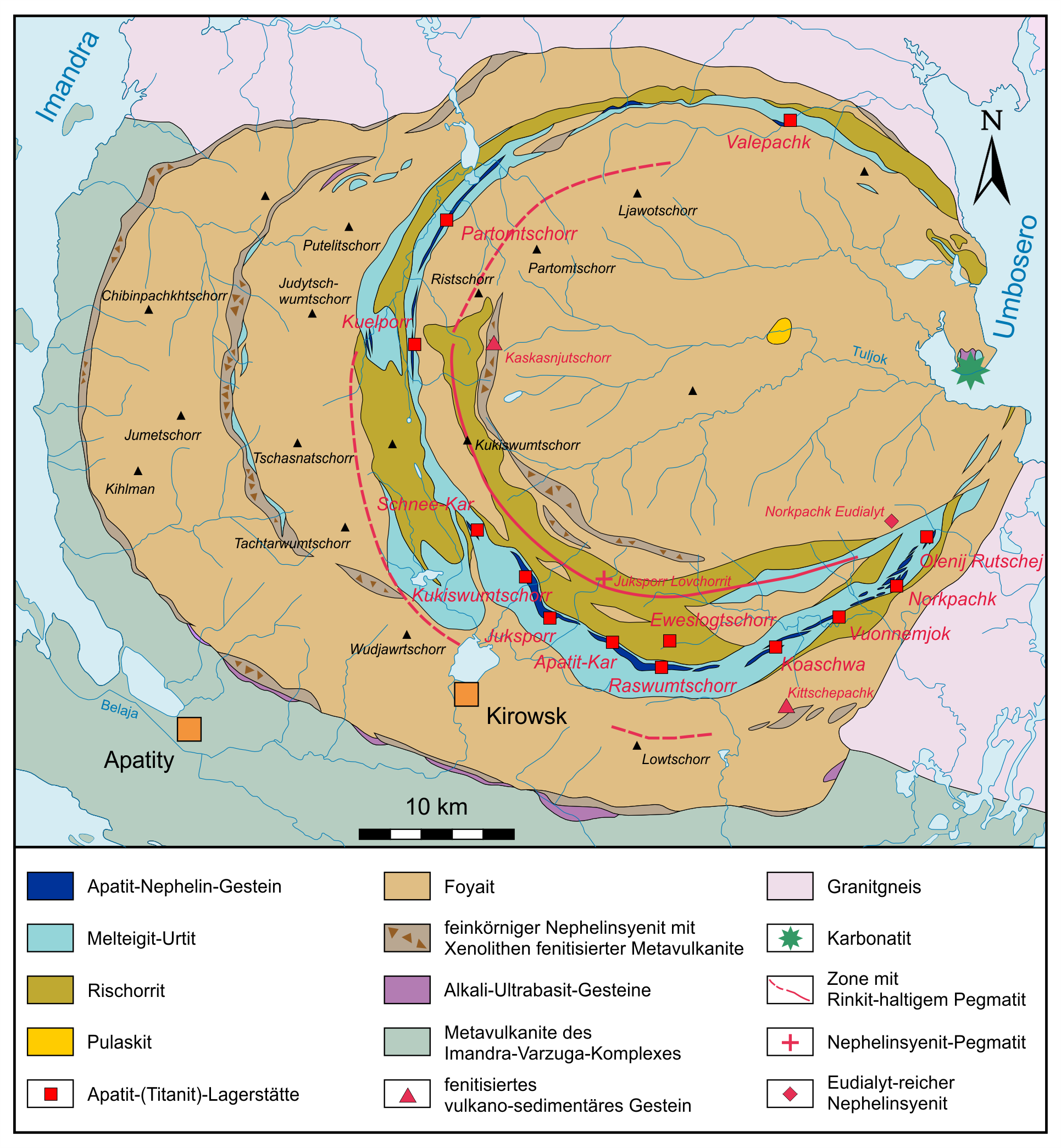
Geologische Übersichtskarte der Chibinen mit den wichtigsten Apatit- und SEE-Lagerstätten

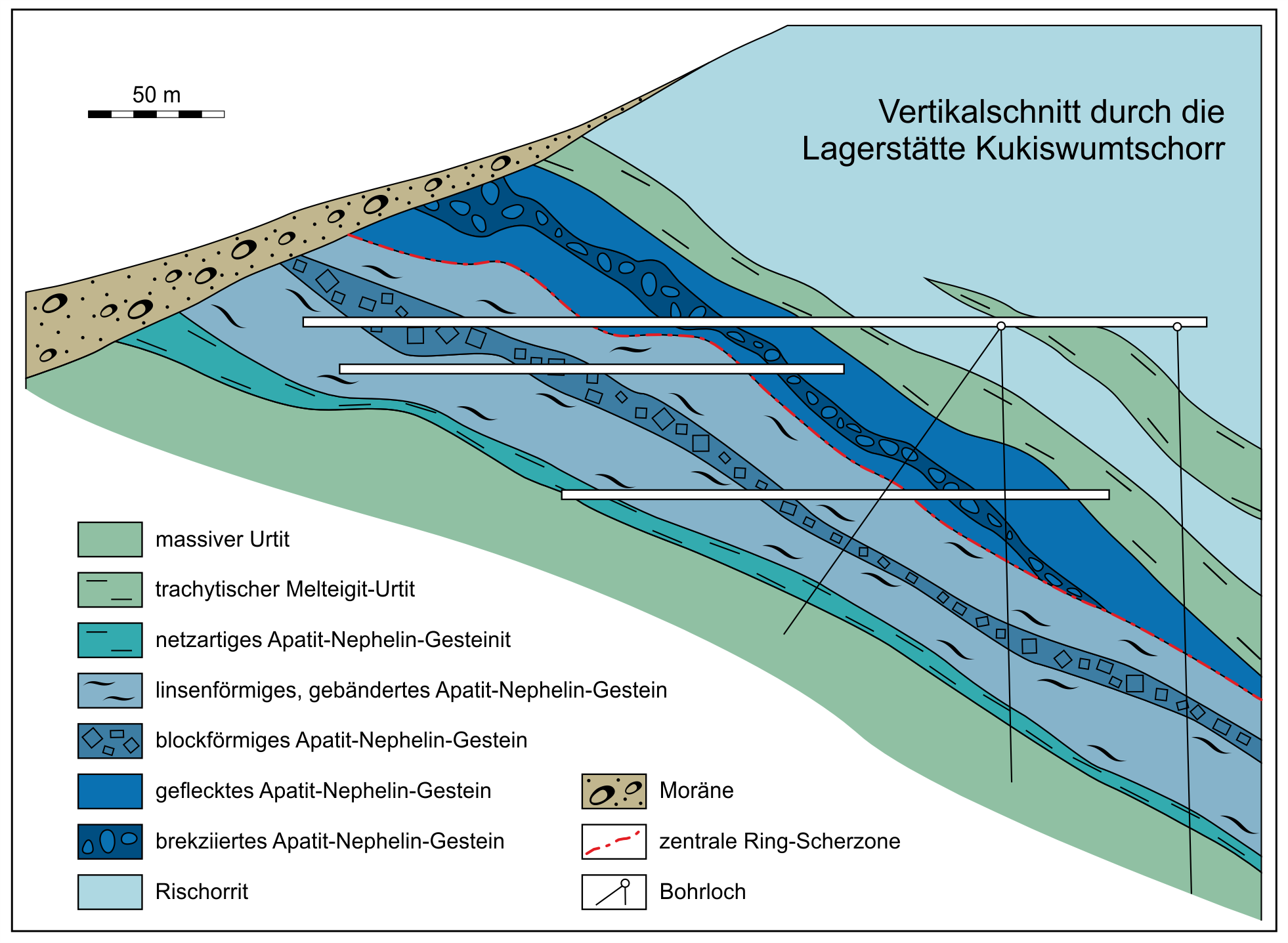
Vertikalschnitt durch die Lagerstätte Kukiswumtschorr

Die Chibinen gelten als größte Nephelinsyenit-Intrusion und – nach dem Guli-Komplex – als zweitgrößtes Alkaligesteinsgebiet der Welt. Das gesamte Massiv stellt eine komplizierte, mehrphasige Intrusion dar, weist variszisches Alter auf und ist in archaische Granitgneise, Schiefer und proterozoische vulkanosedimentäre Gesteine entlang steiler Außenkontakte eingebettet, die mit geophysikalischen Methoden bis in eine Tiefe von 7 km verfolgt wurden. An die äußeren Kontakte angrenzend sind extensiv albit- und aegirinhaltige Fenite und Hornfelse entwickelt. Die konzentrisch zonierte Intrusion weist eine sehr gut ausgeprägten primär-magmatische Schichtung auf. Aus den Chibinen wurde eine größere Zahl neuer Gesteinsarten beschrieben, wobei es sich in allen Fällen um Nephelinsyenite und andere Alkaligesteine handelt.
Im gesamten Komplex können mehrere Zonen unterschieden werden, die verschiedenen ringförmigen und konischen Intrusionen entsprechen, welche als Ergebnis aufeinanderfolgender Intrusionsphasen gebildet wurden. Während der Intrusionsphasen bewegte sich das Zentrum der magmatischen Aktivität von West nach Ost, wodurch auch die hufeisenförmige Ausbildung des Massivs entstand. In der gesamten Intrusion finden sich Alkaligesteinspegmatite und zahlreiche Albitisierungszonen.
Die frühesten Intrusionen sind alkalische und nephelinische Trachyte und Rhomben- und Nephelinporphyre, die im westlichen Teil des Massivs einen steil einfallenden Körper mit einer Mächtigkeit von 0,5 km bilden. Die einzelnen Zonen des Komplexes können – ausgehend von der Peripherie bis zum Zentrum – wie folgt beschrieben werden:
- (1) Alkalisyenite (Umptekit) und Nephelinsyenite (0,3 km mächtig);
- (2) und (3) massive und trachytische Khibinite (etwa 5,5 km mächtig)
  - Die Nephelinsyenite des äußeren Ringkomplexes werden aufgrund ihrer grobkörnigen Struktur und dem Auftreten von Eudialyt in einigen Varietäten lokal als Khibinit bezeichnet. Der Komplex besteht aus zwei Ringkörpern aus massivem und trachytoidalem Khibinit, die durch eine schmale Zone aus sphenitisiertem Khibinit getrennt sind, welche mit Resten von Alkalivulkaniten und Xenolithen ultramafischer Alkaligesteine gefüllt ist. Khibinit stellen grobkörnige Gesteine mit hypidiomorphen Textur dar, in denen der K-Na-Feldspat durch Leisten aus Albit-Orthoklas-Perthit vertreten ist. Nephelin enthält typischerweise Aegirin-Einschlüsse und kann teilweise durch Sodalith oder Cancrinit verdrängt sein. Ein Teil der Pyroxenkristalle ist zoniert und besteht aus einem Aegirin-Augit-Kern mit einem Rand aus Aegirin. Überzüge von Titanomagnetit auf Astrophyllit, Titanit auf Astrophyllit und Titanit auf Aenigmatit, die koronare Strukturen bilden, sind weit verbreitet.[19] Die Khibinite der Zone (3) sind trachytisch und weisen in den tiefsten Teilen des exponierten Abschnitts eine Wechsellagerung in Form von alternierenden Sequenzen aus leukokraten Nephelinsyeniten und melanokraten Ijolithen auf.[18]

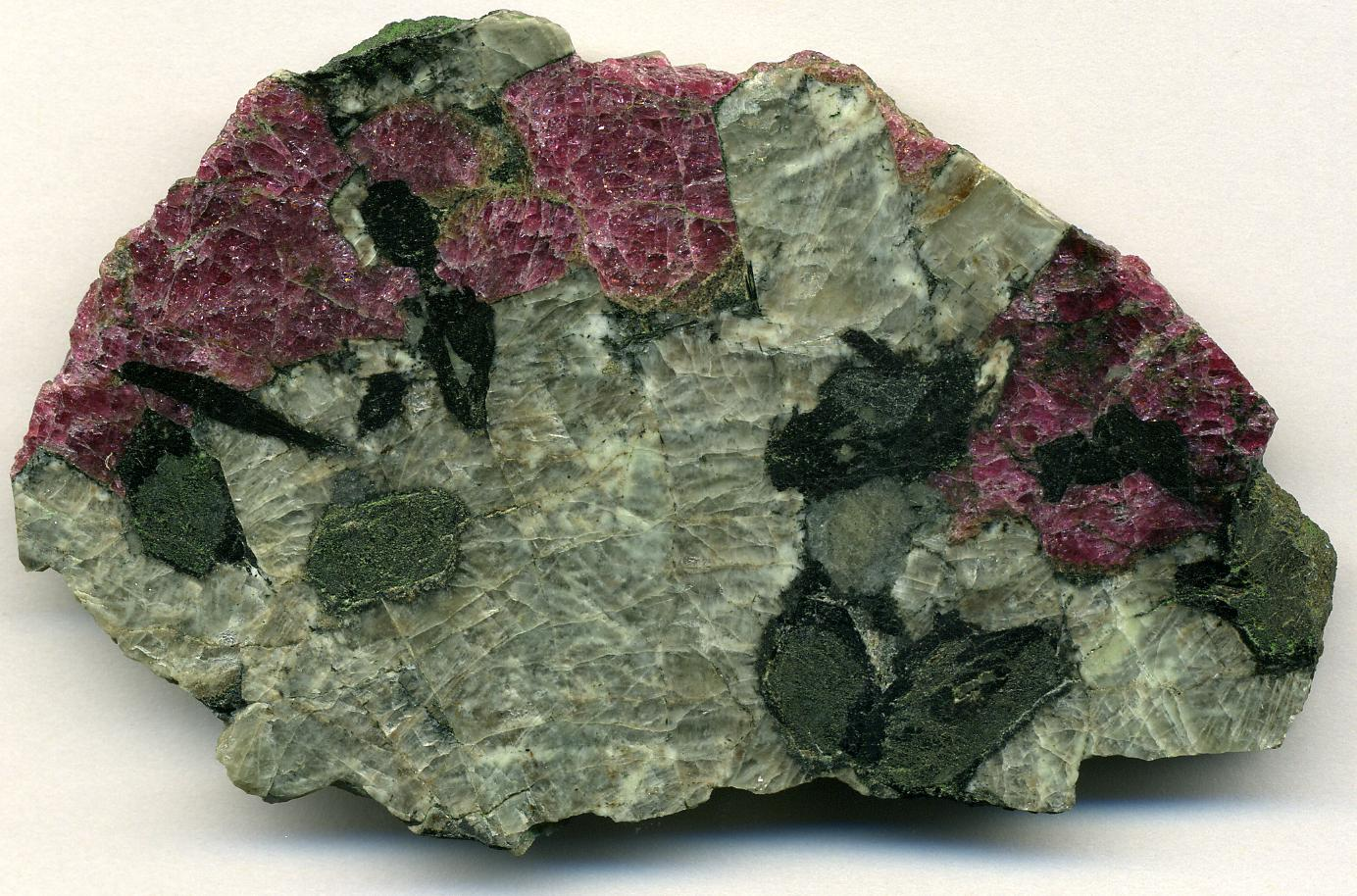
Eudialytischer Agpait (pegmatitischer peralkalischer Nephelinsyenit mit Eudialyt) aus den Chibinen

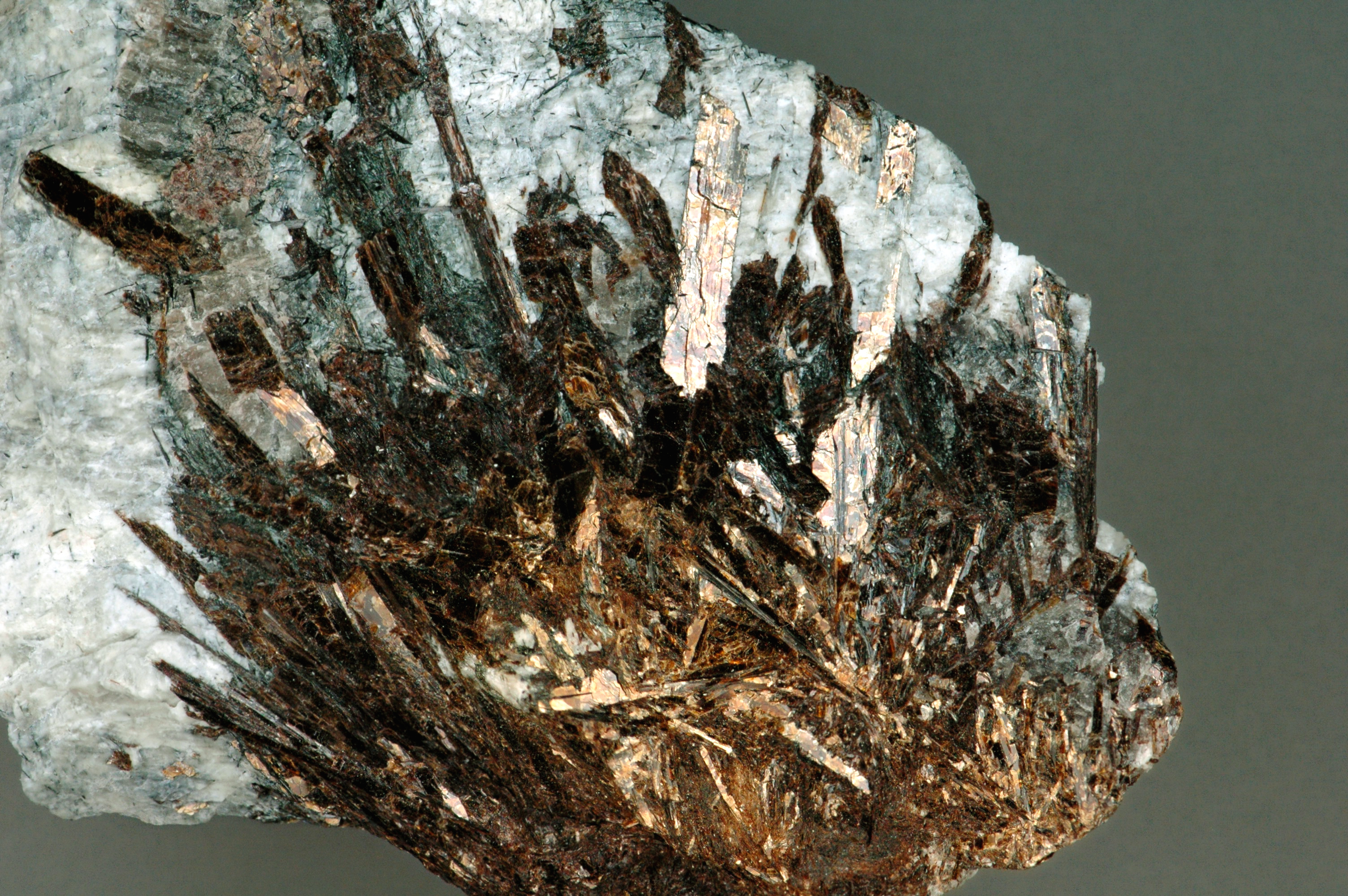
Astrophyllitischer Agpait (pegmatitischer peralkalischer Nephelinsyenit mit Astrophyllit) aus den Chibinen

- (4) Rischorrite (Biotit-Nephelinsyenite), Ijolithe, Urtite, Apatit-Nephelin-Gesteine (2–3 km mächtig)
  - Der Rischorrit-Komplex – mit Juviten und Urtiten als untergeordneten Elementen – bildet einen ringförmigen Intrusionskörper mit Kontakten, die in Richtung Intrusionzentrum einfallen. Der äußere Kontakt mit Khibiniten wird durch eine Übergangszone dargestellt, während sich im inneren Kontakt mit Foyaiten eine tektonische Zone aus katalysiertem und rekristallisiertem Nephelinsyenit befindet. Rischorrit ist ein grobkörniger massiver Nephelinsyenit mit unterschiedlichen Gehalten an Kalifeldspat und Nephelin.

Das Gestein ist durch poikilitische Strukturen und das Auftreten daktylotypischer und mikropegmatitischer Verwachsungen von Alkalifeldspat und Nephelin gekennzeichnet. Bis zu 5 cm große Oikokristalle aus homogenem Orthoklas oder Mikroklin umschließen idiomorphe Kristalle von Nephelin, Pyroxen, Titanit und Apatit und bilden so die erwähnten poikilitischen Strukturen. Das wichtigste Unterscheidungsmerkmal von Rischorriten im Vergleich zu anderen Nephelinsyeniten der Chibinen ist der extrem hohe Kaliumgehalt (max. K2O = 15,7 Gew.-%) und das K/Na-Verhältnis von bis zu 2,6, welches sich in der Anwesenheit von Kalifeldspat anstelle von K-Na-Perthit, modalem Kalsilit, Djerfisherit, Wadeit und Leucit (gefunden in einem juvitischen, Ijolithe durchsetzenden Gang) manifestiert. Die Nephelin-Zusammensetzung weist einen extrem hohen K2O-Gehalt auf, der durch die Mischungslücke zwischen Nephelin und Kalsilit begrenzt ist. Pyroxen-Zusammensetzungen reichen von Aegirin-Diopsid bis hin zu Aegirin. Weitere Begleitminerale sind Lamprophyllit, Aenigmatit, Pektolith, Eudialyt und Rinkolith (Mosandrit-(Ce)). Der Agpaitindex ist der höchste unter den Nephelinsyeniten der Chibinen und zeigt ein durchschnittliches (Na+K)/Al-Verhältnis von 1,15. Massiver Urtit bildet eine 50 bis 100 m mächtige Zone unterhalb der Apatit-Nephelin-Erzkörper. Apatit-armer Urtit, wie er am hangenden Kontakt angetroffen wird, geht teufenwärts in grobkörnigen Apatit-freien Urtit und weiter nach unten in Juvit über.
Die Rischorrite werden als Hybridgesteine betrachtet, die aus palingenen, bei der Intrusion der Urtit-Ijolith-Melteigite in Nephelinsyenite der Zone (1) entstandenen Magmen kristallisierten. Metasomatische Prozesse haben bei der Entstehung dieser Gesteine wahrscheinlich eine wichtige Rolle gespielt.
- (5) Melteigite, Ijolithe und Urtite
  - Ijolith und Melteigit bilden einen ringförmigen, differenzierten Körper mit Elementen rhythmischer Schichtung, in dem die Apatit-Nephelin-Erzkörper sitzen. Die regelmäßige Abfolge des Gesteinswechsels im Vertikalschnitt bleibt über mehrere Kilometer erhalten. In jedem Rhythmus geht Melteigit in den unteren Bereichen in den mehr leukokraten Ijolith oder Urtit im Topbereich über. Alle Schichten liegen deckungsgleich und fallen im Winkel von 10–30° zur Mitte der Intrusion ein. Die geschichtete Abfolge in dem sichelförmigen Körper legt nahe, dass der Ijolith-Melteigit-Komplex ursprünglich den gesamten zentralen Teil der Intrusion einnahm und später durch die Foyait-Intrusion ersetzt wurde. Melteigit, Ijolith und Urtit finden sich in mittelkörnigen Varietäten mit starker planarer Schichtung, die durch die orientierte Anordnung ausgelängter Körner mafischer Minerale entsteht. Die Ansammlung von akzessorischem Aenigmatit, Lamprophyllit, Eudialyt, Rinkolith, Pektolit und Sodalith in den Ijolithen und Melteigiten der Chibinen spiegelt einen hohen Alkaligehalt in diesen Gesteinen wider. Ultramafische alkalische Gesteine (Peridotit, Pyroxenit, Ijolith, Melteigit, Melilitholith) weisen einen Mangel an SiO2 und Al2O3 mit Überschuss an Na2O und K2O auf. Dies äußert sich in der CIPW-Norm durch das Auftreten von Nephelin, Leucit und selten Kalsilit. Normative Foidolithe mit Olivin sind am häufigsten, der Rest enthält normativen Wollastonit.[19]
- (6) und (7) heterogene Nephelinsyenite und Foyaite (3,5–4 km mächtig)
  - Der den zentralen Teil der Intrusion bildende Nephelinsyenit ist – abgesehen von Karbonatit- und Ganggesteinen – das jüngste Gestein im Massiv der Chibinen. Die Nephelinsyenite im Zentrum der Chibinen werden traditionell in den Foyait- und den so genannten „mittelkörnigen Lyavochorrit-Komplex“ (lokale Bezeichnung) unterteilt. Letzterer bildet eine Randzone der Foyait-Intrusion, beide Varietäten gehen ohne scharfe Kontakte allmählich ineinander über. Foyait und „mittelkörniger Nephelinsyenit“ ähneln texturell und modal dem Khibinit des äußeren Rings der Intrusion. Sie bestehen aus K-Na-Perthit (50–60 % Vol.-%), Nephelin (30–35 %), Pyroxen (5–10 %), Amphibol (1–5 %), Lepidomelan (1–5 %), Titanit, Titanomagnetit, Eudialyt, Astrophyllit, Aenigmatit, Apatit, Rinkolith, Sodalith, Cancrinit und Natrolith. Nephelinsyenite aus dem Khibinit- und Foyait-Komplex sind peralkalische Gesteine mit einem durchschnittlichen Agpaitkoeffizienten von (Na+K)/Al = 1,05 und K/Na = 0,4. Miaskitische Varietäten sind ebenfalls vorhanden. Die Nephelinsyenite der Chibinen sind reich an Aluminium und Alkalien und weisen nur geringe Ca- und Mg-Gehalte auf. Alle Nephelinsyenite enthalten normativen Olivin und 1–5 % normatives Natriummetasilikat, mit Ausnahme der „Pulaskite“ mit bis zu 5 % normativem Anorthit. Der erwähnte „Pulaskit“ wurde zu Beginn der 1990er Jahre in Bohrkernen von Bohrungen in eine negative Schwereanomalie im zentralen Teil des Foyait-Komplexes gefunden. Die im Bohrkern beobachteten Kontakte deuten darauf hin, dass Pulaskit als Xenolith im Foyait vorhanden ist. Der Pulaskit ist grob- bis mittelkörnig und weist eine hypidiomorphe Textur auf. K-Na-Feldspat ist das am häufigsten vorkommende Mineral und wird von Aegirin-Augit, Alkali-Amphibol, Biotit, Titanit, Sulfiden, Apatit, Fluorit, Sodalith, Cancrinit und Pektolith begleitet.[19]
- (8) Karbonatite.
  - Im östlichen Teil der Chibinen befindet sich in der Nähe der Rischorrit- und Urtitkörper der Karbonatitkomplex der Zone (8), der sich aus einem mächtigen Karbonatitstock mit einem Durchmesser von ca. 800 m und etliche kleineren Intrusivkörpern ultrabasischer und basischer Gesteine zusammensetzt. Hierzu gehören auch zonierte, mit Pikritporphyr- und Karbonatitbrekzien ausgefüllte, 50 bis 100 m Durchmesser aufweisende Explosionsschlote. Sie enthalten Fragmente von Olivinit, Klinopyroxenit, Phoscorit, Urtit und Nephelinsyenit in einer tinguaitischen oder Phlogopit-Pikrit-Matrix.

Im Ostteil des Komplexes sind ferner Gänge weit verbreitet, welche die wichtigsten Alkaligesteine unter Bildung von typischen eruptiv-explosiven Brekzien durchsetzen, welche lamprophyrische, tinguaitische, orthoklasische und chalcedonische Zemente aufweisen.
Der Karbonatitstock ist nur aus Bohrungen bekannt, da er sich unter quartären Sedimenten und dem Umbozero-See befindet. Die Bohrungen haben ferner gezeigt, dass sich der Karbonatit bis in eine Tiefe von mindestens 1,7 km erstreckt. Die Karbonatite gelten als jünger als die Hauptzonen des Komplexes und die Gesteinsgänge, unter denen Tinguaite, Alkali-Trachyte und Alkali-Lamprophyre (Monchiquite und Damkjernite) dominieren. Der Karbonatitstock weist eine komplizierte Struktur auf. Mehrphasige Karbonatit-Brekzien werden von einem Karbonatit-Stockwerk durchsetzt, welches sich über den zentralen Teil des Stocks erstreckt. Charakteristisch ist eine vertikale Zonierung mit magnesiumreichen Karbonatitvarietäten im oberen Teil und Aegirin-Biotit-Calcit-Karbonatiten mit Apatit im unteren Teil. Zonen mit karbonatisierten Nebengesteinen einschließlich von Foyaiten und Tinguaiten können auf die Karbonatite zurückgeführt werden. Unter den Karbonatiten gibt es mehrere Bildungsstadien mit jeweils unterschiedlicher Zusammensetzung, darunter Biotit-, Aegirin-Biotit- und Albit-Calcit-Karbonatite, manganhaltige Calcit-Ankerit- und Siderit-Karbonatite, sowie manganhaltige Siderit- und Ankerit-Karbonatite mit signifikanten Gehalten an Natrolith und Dawsonit.
Mit dem Chibinen-Komplex ist die weltweit größte größte magmatische Apatit-Lagerstätte verknüpft. In der Ijolith-Urtit-Zone (Zone 5) des Komplexes befinden sich entlang einer bogenförmigen Zone von etwa 75 km Länge acht große Apatit-Erzkörper. Die Apatit-reichen Gesteine lassen sich in drei Kategorien einteilen, die als I „Vorerz“, II „Erz“ und III „Nacherz“ bezeichnet werden. Die Gesteine der ersten Gruppe bestehen aus Ijolithen mit eingeschalteten Melteigiten, Urtiten, Juviten und Maligniten und weisen insgesamt eine Mächtigkeit von weniger als 700 m auf. Die zweite Gruppe besteht aus massivem Feldspat-Urtit, Ijolith-Urtit und Apatit-Erz mit einer Gesamtmächtigkeit von 200–700 m. Die Einheiten der Gruppe III sind 10 bis 1400 m mächtig und umfassen Urtite, Ijolithe, Melteigite, Juvite, Malignite und Lujavrite. Die wichtigsten Phosphaterzlagerstätten befinden sich in der Gruppe II, wo die Apatit-reichen Gesteine im Hangenden einer Ijolith-Urtit-Intrusion vorkommen. Diese Gesteine sind entlang der Grenze des äußeren Chibinit- und inneren Syenitkomplexes intrudiert. Das Apatitgestein tritt in großen, linsenförmigen Körpern am Kontakt der stratifizierten Ijolith-Urtite (Liegendes) und Rischorrite (Hangendes) auf.
Die Apatitlagerstätten befinden sich im südwestlichen Bogen des Massivs, wo sie einen zusammenhängenden Lagerstättengürtel von 11 km streichender Länge und 2 km in der Richtung ihres Einfallens bilden. Die Mächtigkeit der besonders typischen Lagerstätte Kukiswumtschorr schwankt zwischen 45 und 200 m (durchschnittlich 150 m), ihre Länge beträgt 2.400 m. Der zonierte Apatitkörper wird in eine obere, reiche und eine untere, arme Zone unterteilt. Beide Zonen weisen die gleiche mineralische Zusammensetzung auf (Apatit, Nephelin, Aegirin, Feldspat, Titanit), unterscheiden sich jedoch im quantitativen Anteil der einzelnen Minerale und im Gefüge. Die Erze sind üblicherweise fein- bis grobkörnig, fleckig oder gebändert.
| Texturtypen von Apatit-Nephelin-Erzen | Häufigkeit (in %) | Durchschnittsgehalte (in Gew.-%) | Durchschnittsgehalte (in Gew.-%) | Durchschnittsgehalte (in Gew.-%) | Durchschnittsgehalte (in Gew.-%) | Durchschnittsgehalte (in Gew.-%) | Durchschnittsgehalte (in Gew.-%) |
| Texturtypen von Apatit-Nephelin-Erzen | Häufigkeit (in %) | Apatit                           | Nephelin                         | Aegirin                          | Titanit                          | Titanomagnetit                   | Feldspat                         |
| ------------------------------------- | ----------------- | -------------------------------- | -------------------------------- | -------------------------------- | -------------------------------- | -------------------------------- | -------------------------------- |
| gesprenkelt                           | 6–18              | 69,2                             | 19,9                             | 5,3                              | 1,6                              | 0,5                              | 1,7                              |
| gebändert                             | 45–56             | 39,9                             | 46,1                             | 7,2                              | 2,1                              | 2,5                              | 0,4                              |
| blockig                               | 5–10              | 46,5                             | 39,1                             | 7,4                              | 3,2                              | 1,3                              | 0,6                              |
| massiv                                | 3–9               | 35,9                             | 45,0                             | 9,6                              | 3,0                              | 1,2                              | 1,3                              |
| netzartig                             | 9–14              | 17,5                             | 54,2                             | 19,8                             | 4,7                              | 2,9                              | 9,9                              |
| Apatit-Urtit                          | 4–10              | 15,0                             | 58,7                             | 15,9                             | 4,1                              | 0,8                              | 2,9                              |
| Brekzien                              | 5–23              | 24,0                             | 44,7                             | 16,5                             | 6,6                              | 2,0                              | 3,1                              |
| Sphen-Apatit-Erze                     | 2–6               | 20,4                             | 31,4                             | 17,5                             | 18,6                             | 6,2                              | 0,9                              |

Seit September 1948 werden um die Apatitlagerstätten der Chibinen Erdbeben registriert, von denen das in der Siedlung Kukisvumtschorr bei Kirowsk am 16. April 1989 aufgezeichnete mit einer Magnitude von M = 4,2 das bisher stärkste war. Dessen Ursachen waren hohe, durch natürliche geologische Prozesse verursachte Horizontalspannungen sowie tektonisch aktive Störungen, welche die regionale Geodynamik bestimmen. Auslöser dieses sowie auch der anderen Beben ist der großflächige Bergbau.

## Lagerstätten und Bergwerke
Der Foidolith-Hauptring der Chibinen beinhaltet die drei Erzfelder „Nordwest“, „Südwest“ und „Südost“ mit insgesamt 11 Apatit-Lagerstätten bzw. -Vorkommen. Das Erzfeld „Nordwest“ erstreckt sich über mehr als 10 km, ihm werden die Lagerstätten Partomtschorr (am Berg Partomtschorr) und Kuelporr (am Berg Kuelporr) sowie das Vorkommen Sneschny Zirk (im gleichnamigen Kar Sneschny zirk russisch Снежный цирк „Schnee-Kar“) zugeordnet. Erzkörper dieser Lagerstätten weisen eine einfache schicht- oder linsenartige Form mit durchschnittlichen Mächtigkeiten von 50 bis 70 m auf.
Das Erzfeld „Südwest“ umfasst die Lagerstätten Kukiswumtschorr, Juksporr, Eweslogtschorr (nach den gleichnamigen Bergen), Apatitowy Zirk (im gleichnamigen Kar Apatitowy zirk) und Plato Raswumtschorr (auf dem gleichnamigen Plateau). Alle diese Lagerstätten sind Teile eines zusammenhängenden, 12 km langen, Apatit-haltigen Körpers mit einer durchschnittlichen Mächtigkeit von etwa 100 m. Ihre oberen Teile bestehen aus einer einzigen kompakten Erzlinse, während sich die Mineralisierung in der Tiefe auf mehrere Teil-Linsen verteilt. Es existiert eine ausgeprägte vertikale Zonierung, die durch einen allmählichen Anstieg des P2O5-Gehalts in Richtung Hangendes gekennzeichnet ist. Titanithaltige Gesteine sind in der Nähe des oberen Kontakts konzentriert.
Das Erzfeld „Südost“ erstreckt sich über etwa 15 km und umfasst die Lagerstätten Koaschwa, Wuonnemjok, Njorkpachk und Oleni Rutschej. Im Gegensatz zum Erzfeld „Südwest“ tritt die Mineralisierung dort in Form von komplexen Apatit-(Titanit)-Nephelin-Stockwerken auf. Die titanitreichen Erze konzentrieren sich in 20 bis 40 m mächtigen Zonen entlang des oberen Kontakts der Erzkörper.
Derzeit werden sieben Apatit-Lagerstätten abgebaut:
- Das Unternehmen Apatit JSC (PhosAgro Corp.) gewinnt Apatit und Nephelin in sechs Lagerstätten, teils im Tagebau, teils untertägig, und besitzt Explorationslizenzen für zwei weitere Lagerstätten:
  - Die Lagerstätte Kukiswumtschorr wird durch das Kirowsker Bergwerk erschlossen, der zugehörige Tagebau Saamski wurde bereits in den 1990er Jahren stillgelegt.
  - Die Lagerstätte Juksporr (durchschnittlicher P2O5-Gehalt 20,3 %) steht seit 1951 in Abbau, anfangs im Tagebau, heute untertägig.
  - Die Lagerstätte Apatitowy Zirk wird über den sogenannten Raswumtschorr-Schacht abgebaut, der P2O5-Gehalt des Erzes beträgt 18 %.
  - Die Lagerstätte Plato Raswumtschorr mit P2O5-Gehalten von 18,8 % wird seit 1964 durch das Bergwerk Zentralny (russisch Центральный рудник) abgebaut.
  - Die über 3 km lange Lagerstätte Koaschwa wird seit 1978 im Tagebau Koaschwa (russisch Карьер Коашва) ausgebeutet. Sie enthält ca. 10 % der gesamten Apatitvorräte des Massivs.
  - Im Jahre 1982 begann man mit dem Abbau der Lagerstätte Njorkpachk am gleichnamigen Berg (russisch Ньоркпахк) nördlich des Flusses Wuonnemjok im Tagebau Njorkpachk (russisch Ньоркпахкский карьер).
  - Explorationslizenzen bestehen für die Lagerstätten Jolitowy Otrog (am gleichnamigen „Ijolith-Sporn“ russisch Йолитовый отрог) und Plato Plot (am gleichnamigen Plateau russisch Плато Плот).
- Die North-Western Phosphorous Company JSC (russisch Северо-Западная Фосфорная компания) baut die Apatit-Lagerstätte Oleni Rutschej ab.
  - Eine Explorationslizenz besteht für die Lagerstätte Partomtschorr.

Der Bergbaukomplex bei Kirowsk umfasst folglich insgesamt fünf Bergbau- und zwei Explorationslizenzen: Das Kirowsker Bergwerk baut die Lagerstätten Kukiswutschorr und Juksporr ab. Über den Tagebau Wostotschny werden die Lagerstätten Koaschwa und Njorkpachk erschlossen. Das Bergwerk Raswumtschorr bebaut die Lagerstätten Apatitowy Zirk und Plato Raswumtschorr, wobei Teile der Lagerstätte Plato Raswumtschorr auch über den Tagebau Zentralny in Abbau stehen. Explorationslizenzen bestehen, wie oben erwähnt, für die Lagerstätten „Jolitowy otrog“ und „Plot Plateau“.

### Lagerstätte Kukiswumtschorr

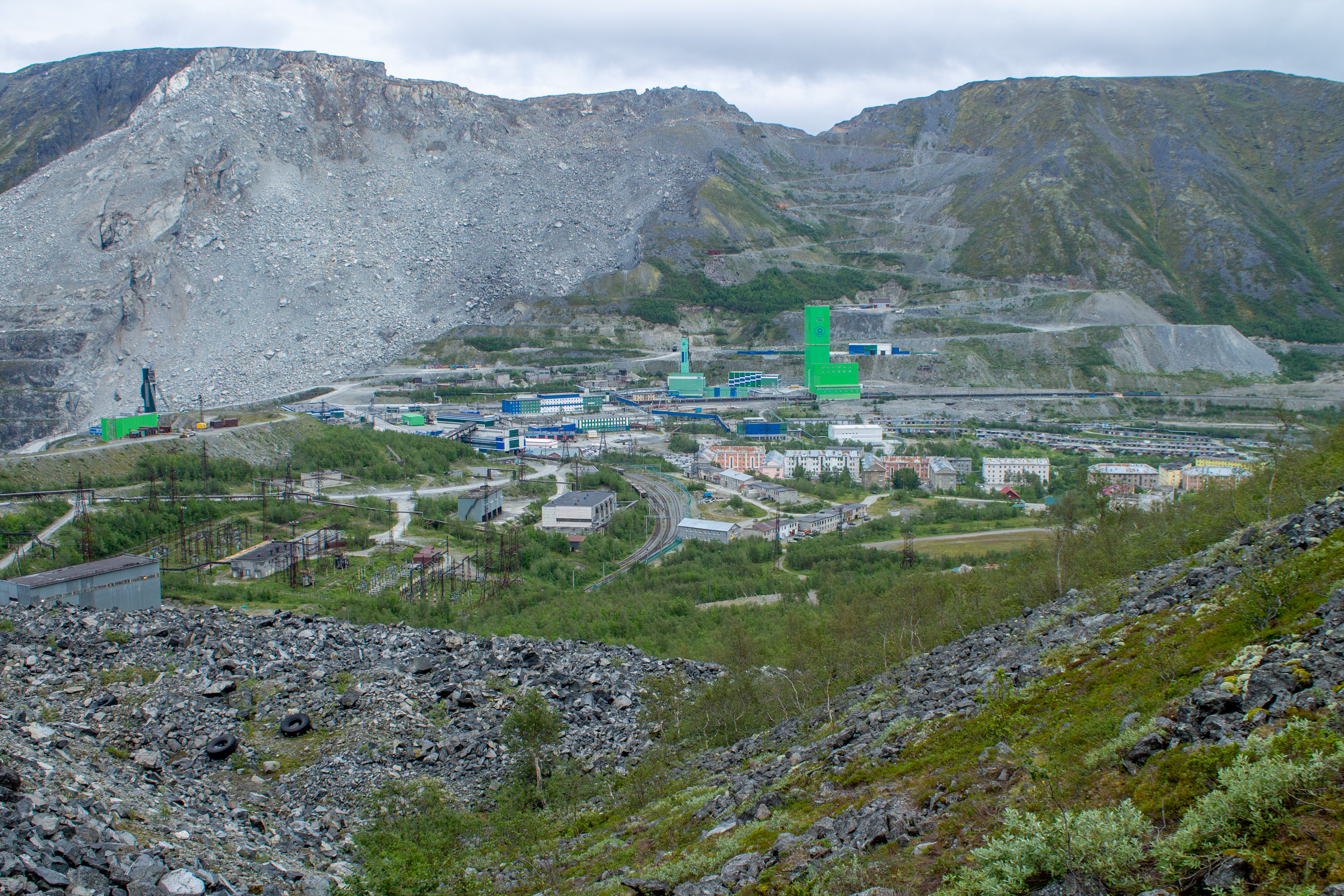
Lagerstätte Kukiswumtschorr mit Kirow-Haupt- und Wetterschacht

Die Apatit-Nephelin-Lagerstätte Kukiswumtschorr wurde 1921 von einer Gruppe von Geologen unter der Leitung von Akademiemitglied Alexander Jewgenjewitsch Fersman entdeckt, als im Tal am Südhang des Berges reiche Apatit-Erze gefunden wurden. Die Lagerstätte besteht aus Apatit-Nephelin-Gesteinen in einer großen linsenförmigen Struktur, die mit 26° bis 32° nach Nordosten einfällt. Sie ist an der Nordflanke 40 m und im Süden bis zu 180 m mächtig und weist eine streichend Länge von 1850 m auf. Die Linse besitzt eine zonierte Struktur, bei der der Apatitgehalt vom liegenden Kontakt mit dem Urtit des Nebengesteins zum oberen Kontakt im Hangenden zunimmt. Vom Liegenden zum Hangenden wechselt die Zonierung von Apatit-haltigem Urtit über retikulierte, dann linsenförmige, gebänderte, blockförmige (etwa 27 Gew.-% P2O5), fleckige und brekziierte (etwa 17 Gew.-% P2O5) Apatit-Nephelin-Gesteine (sogenannte Apatit-Erze) hin zum hangenden Kontakt mit Feldspaturtit, Malignit und Rischorrit, der durch eine dünne Zone aus titanitreichem Gestein gekennzeichnet ist. Eine zweite parallele, 5–30 m breite Linse aus Apatit-Nephelin-Gesteinen befindet sich etwa 10–50 m unterhalb des Haupterzkörpers.
Die Lagerstätte wird von einer großen konischen 0,2–2,5 m breiten Scherzone begleitet, die mit einem Winkel von etwa 45° zum Zentrum des Massivs einfällt und durch gneisartige Apatit-Nephelin-Gesteine, Brekzienzonen, Schichten aus Ijolit, Juvit und Malignit sowie Pegmatit- und hydrothermale Gänge gekennzeichnet ist. Stellenweise wird in den Nebengesteinen und niedriggradigen Erzen entlang der konischen Hauptscherzone ein System von flach (10–45°), seltener auch steil (45–70°) einfallenden Störungen beobachtet. Die bis zu 2 m breiten Verwerfungen sind hauptsächlich mit Ijolith-Urtit-, Pegmatit- und hydrothermalen Gängen gefüllt. Die Verwerfungsbeträge überschreiteten 10 m nicht. Verfaltungen sind im zentralen Teil der Erzlinse am weitesten verbreitet, können aber in allen Erzvarietäten beobachtet werden. Die größten Falten sind bis zu 100 m lang und sind komplex mit mehreren Ordnungen kleinerer Falten gleicher Form und Ausrichtung aufgebaut. Mitunter können Faltenzonen, die am deutlichsten in Apatit-Nephelin-Gesteinen des Hauptkörpers sichtbar sind, auch in den sich unter dem Haupterzkörper und in der kleineren untersten Apatit-Nephelin-Gesteinslinse befindenden Urtiten beobachtet werden. Die Gebiete mit der intensivsten Verfaltung befinden sich in der Nähe der Brekzienzonen.
Brekzierte Apatit-Nepheline-Erze ähneln „zerfallenden Eisflüssen“. Die Fragmente in den Brekzien variieren in der Größe von mehreren Zentimetern bis 100 m und mehr und sind zufällig ausgerichtet. Sie können in Ijolith-Urtit oder Juvit sitzen oder ohne sichtbare Gesteinsmatrix miteinander verbunden sein. Durch die blockförmigen Erze, die aus einer mit der Faltung synchronen, sehr großmaßstäblichen Brekziierung resultieren, setzen mitunter jüngere Brekzienzonen aus kleineren Fragmenten hindurch. Im Norden wird die Lagerstätte durch die radiale Kukiswumtschorr-Störungszone begrenzt, welche 0,2 bis 3,0 km breit ist und den Mineralgehalt zahlreicher hydrothermaler Gänge definiert. Dazu zählen primitive Aegirin-Mikroklin- und Natrolith-Gänge ohne seltene Minerale, die weit von den Störungen entfernt sind, sowie Natrolith-Gänge mit SEE-Karbonaten, die sich in der Nähe der Störungen befinden. Die Kukiswumtschorr-Störungszone selbst ist durch mineralisierte Gänge gekennzeichnet, die aus Natriumkarbonaten mit Villiaumit und Natriumphosphaten bestehen.

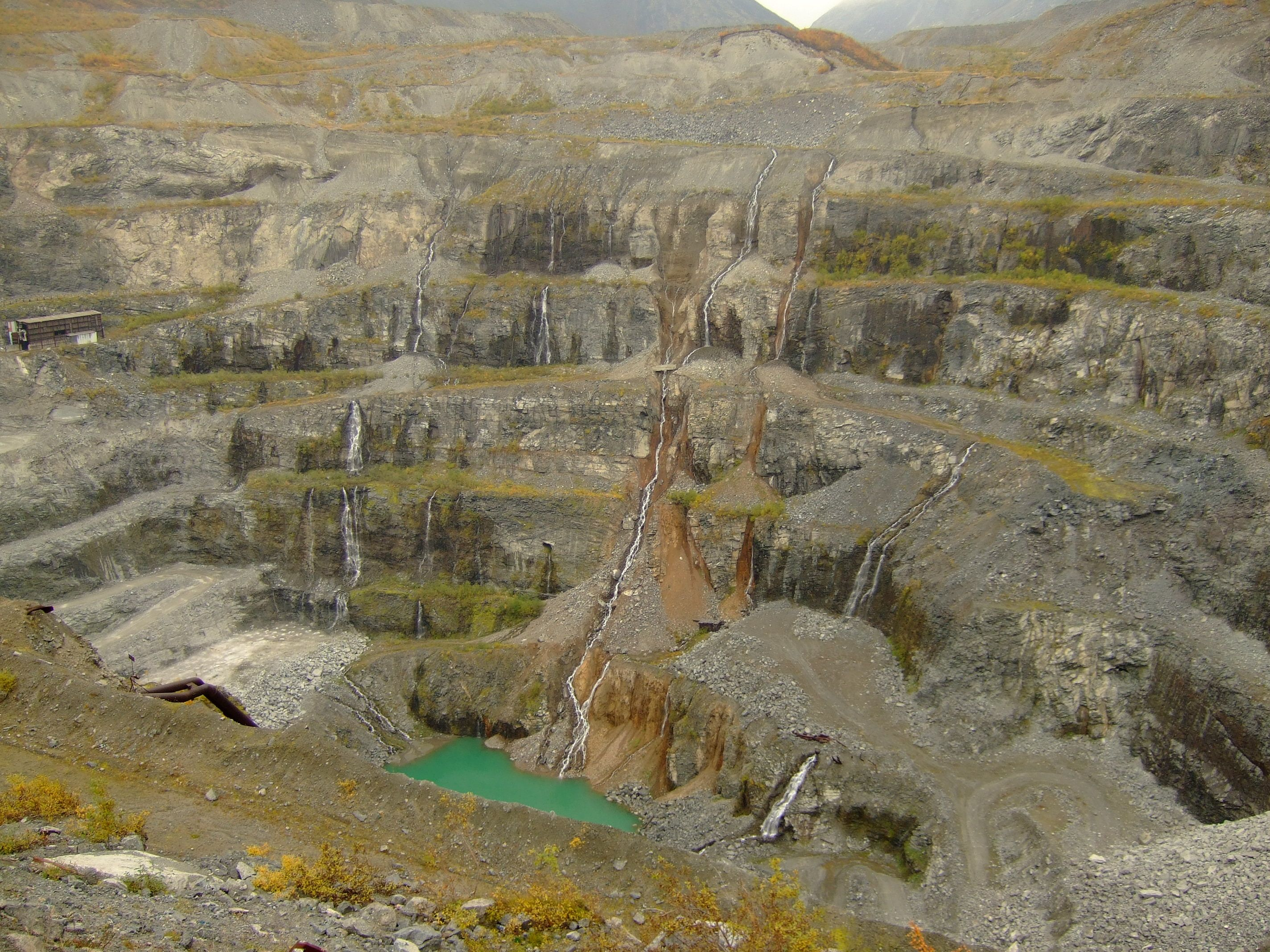
Apatittagebau Saamski (2008)
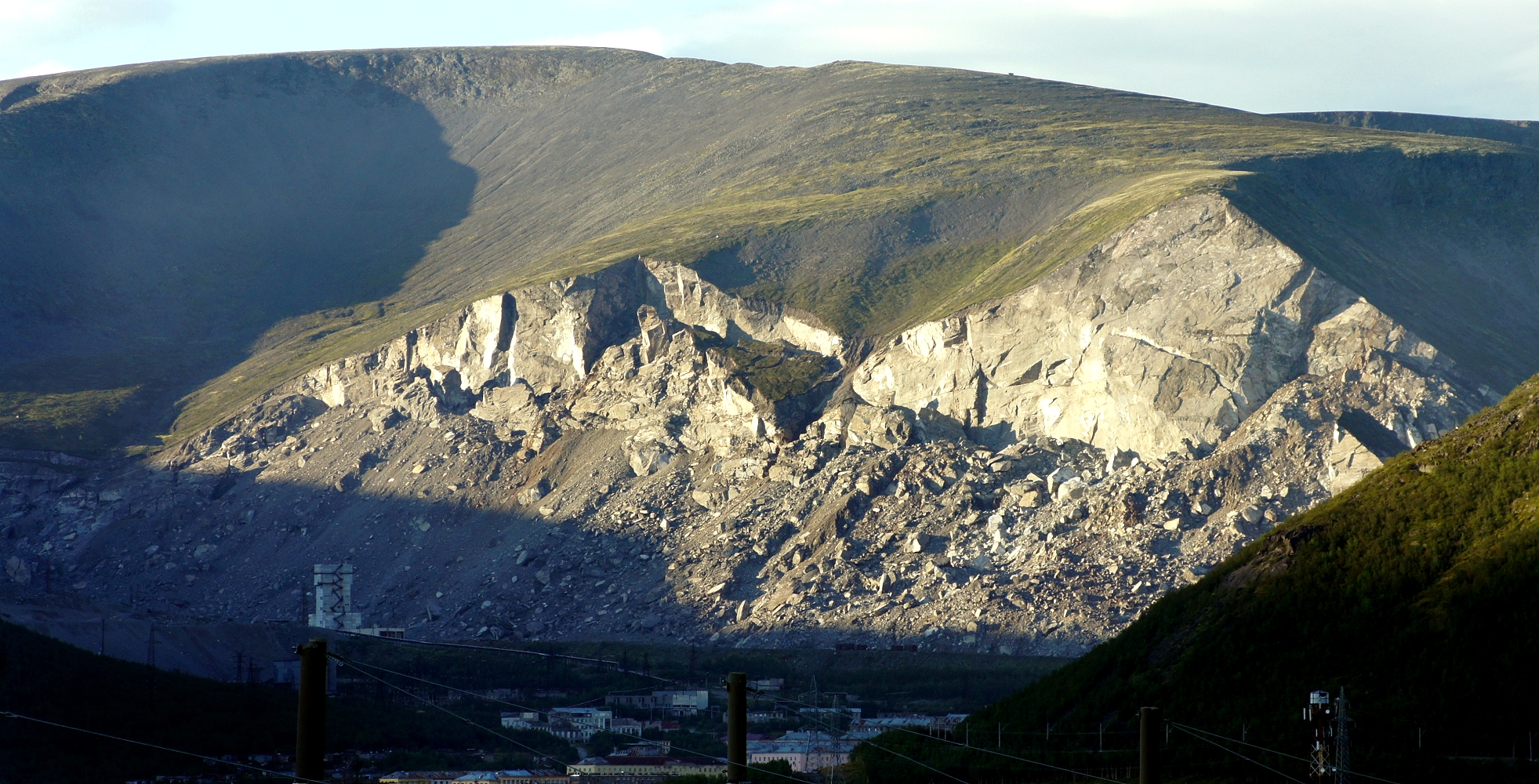
Der Berg Kukiswumtschorr mit dem nördlichen Steinbruch im Tal des Wortkeuaiw.
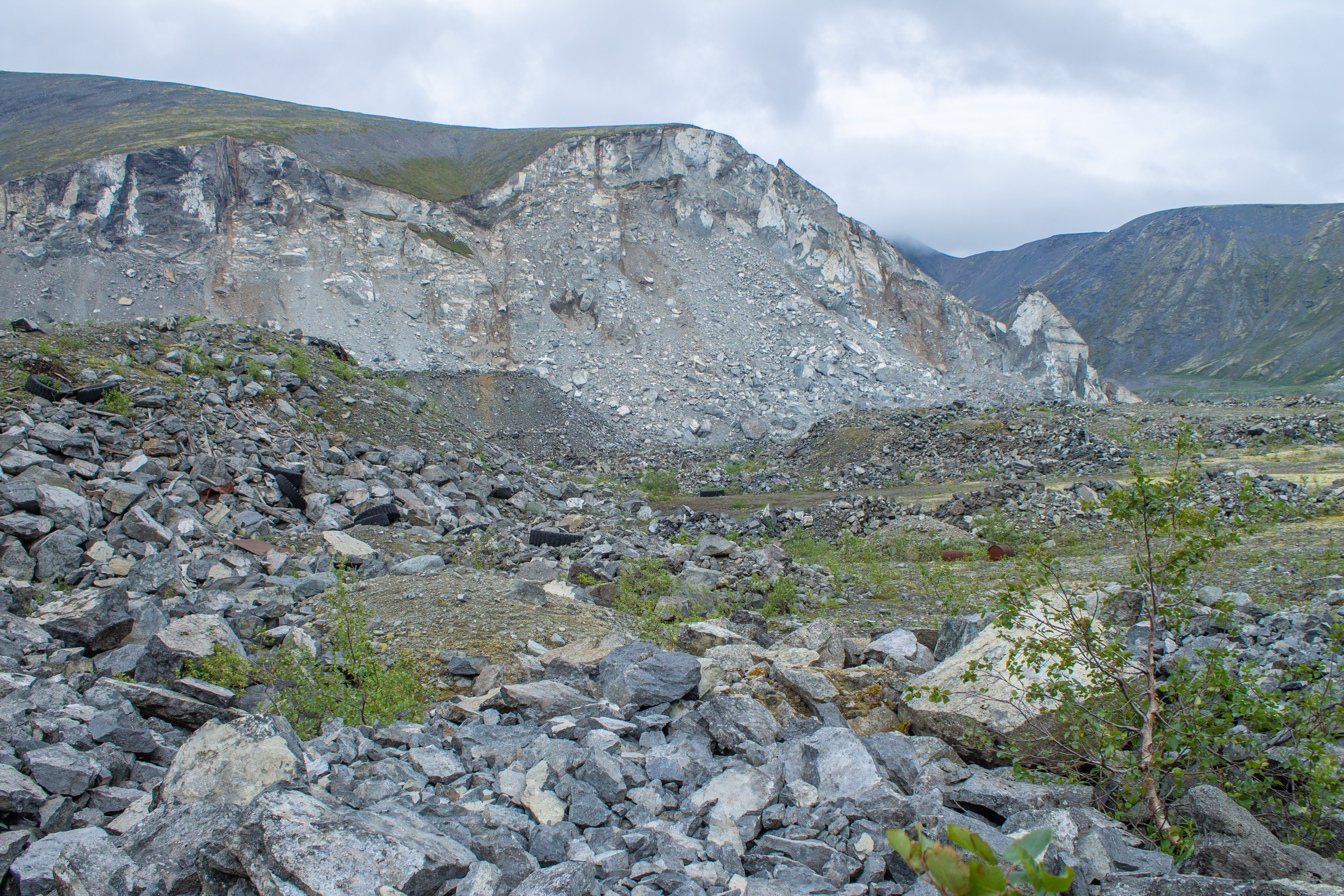
Halden der Lagerstätte Kukiswumtschorr
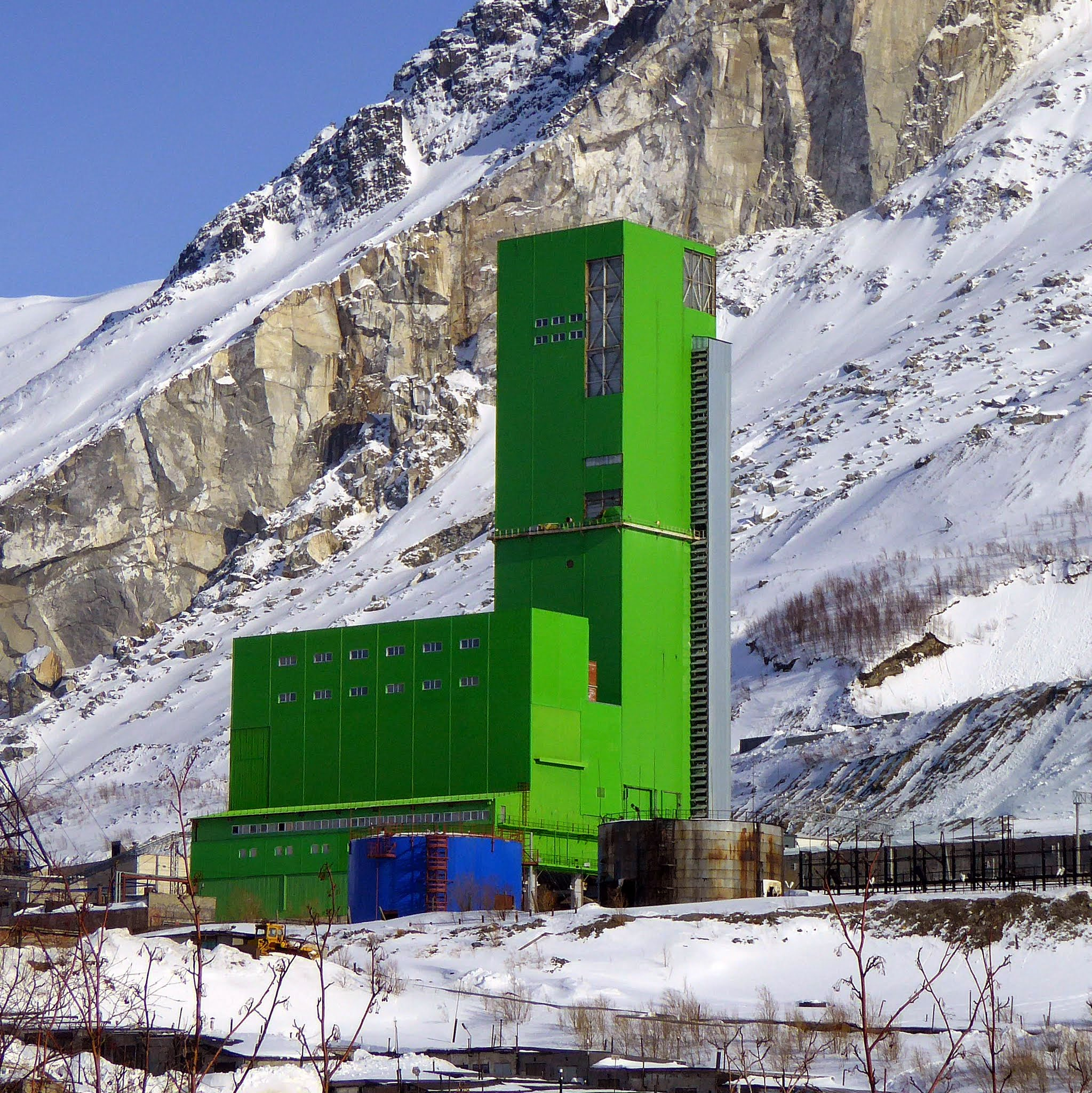
Neuer Hauptschacht
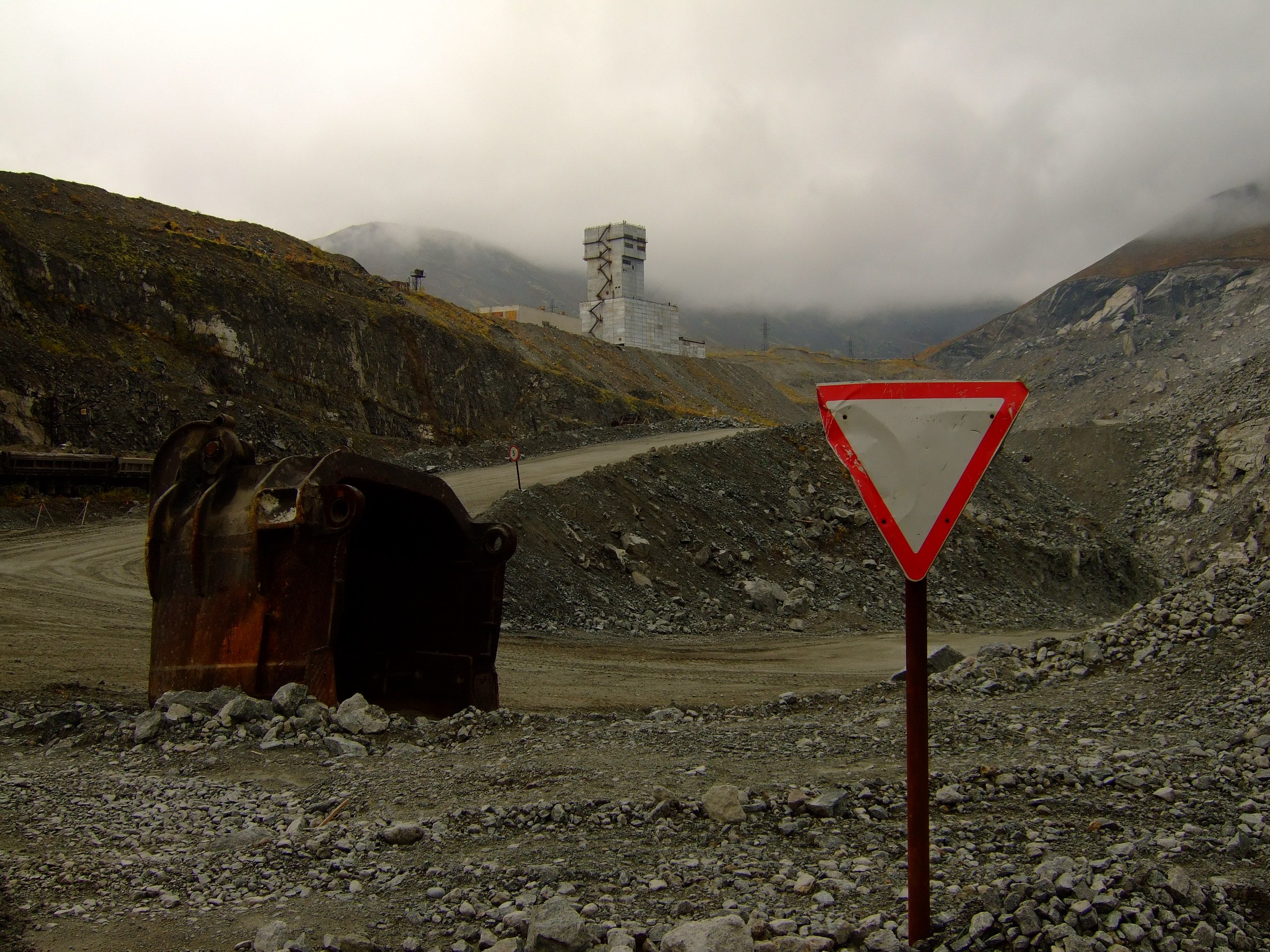
Im Nördlichen Steinbruch
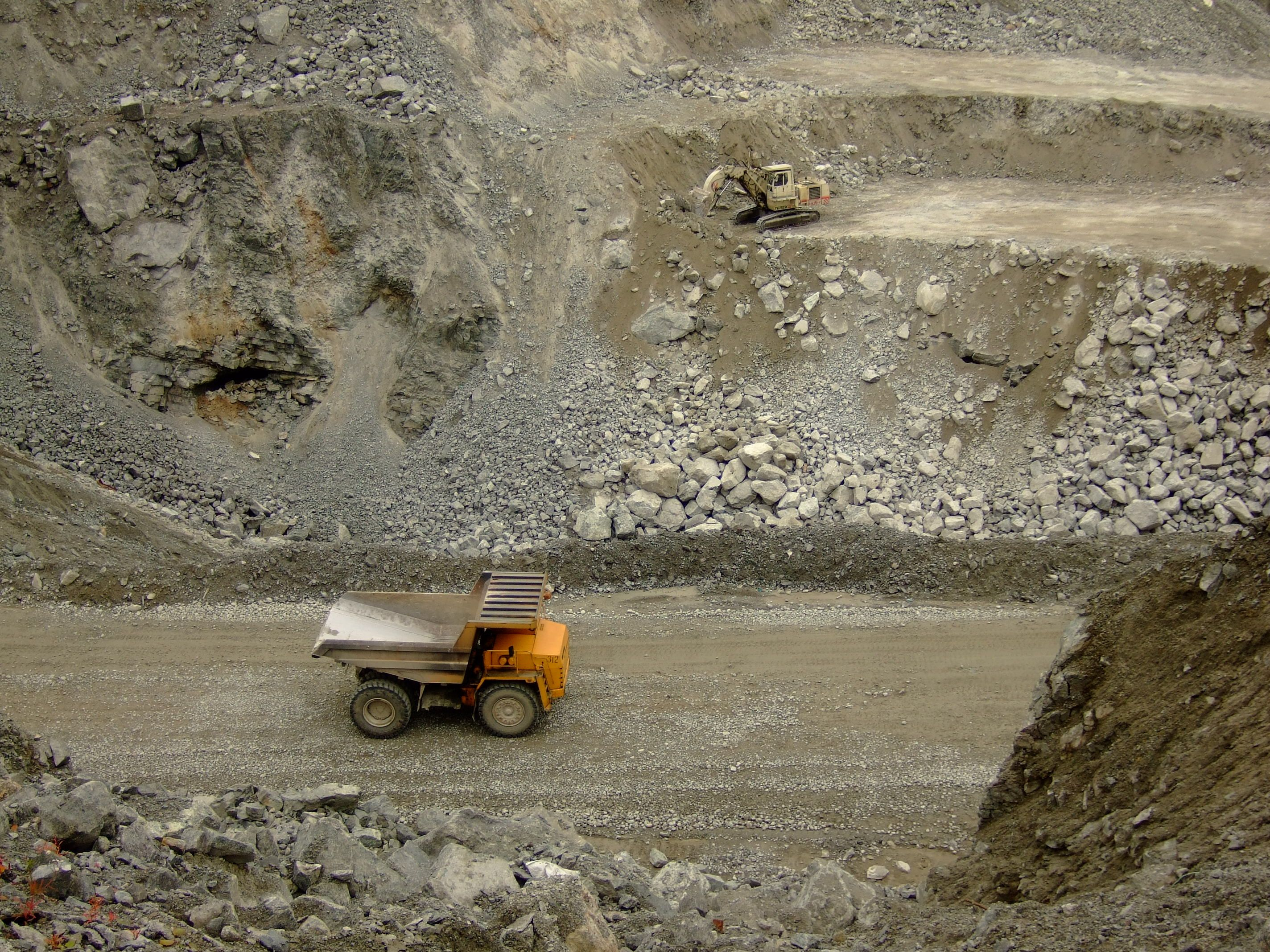
Erztransport mit Muldenkipper

### Lagerstätte Juksporr

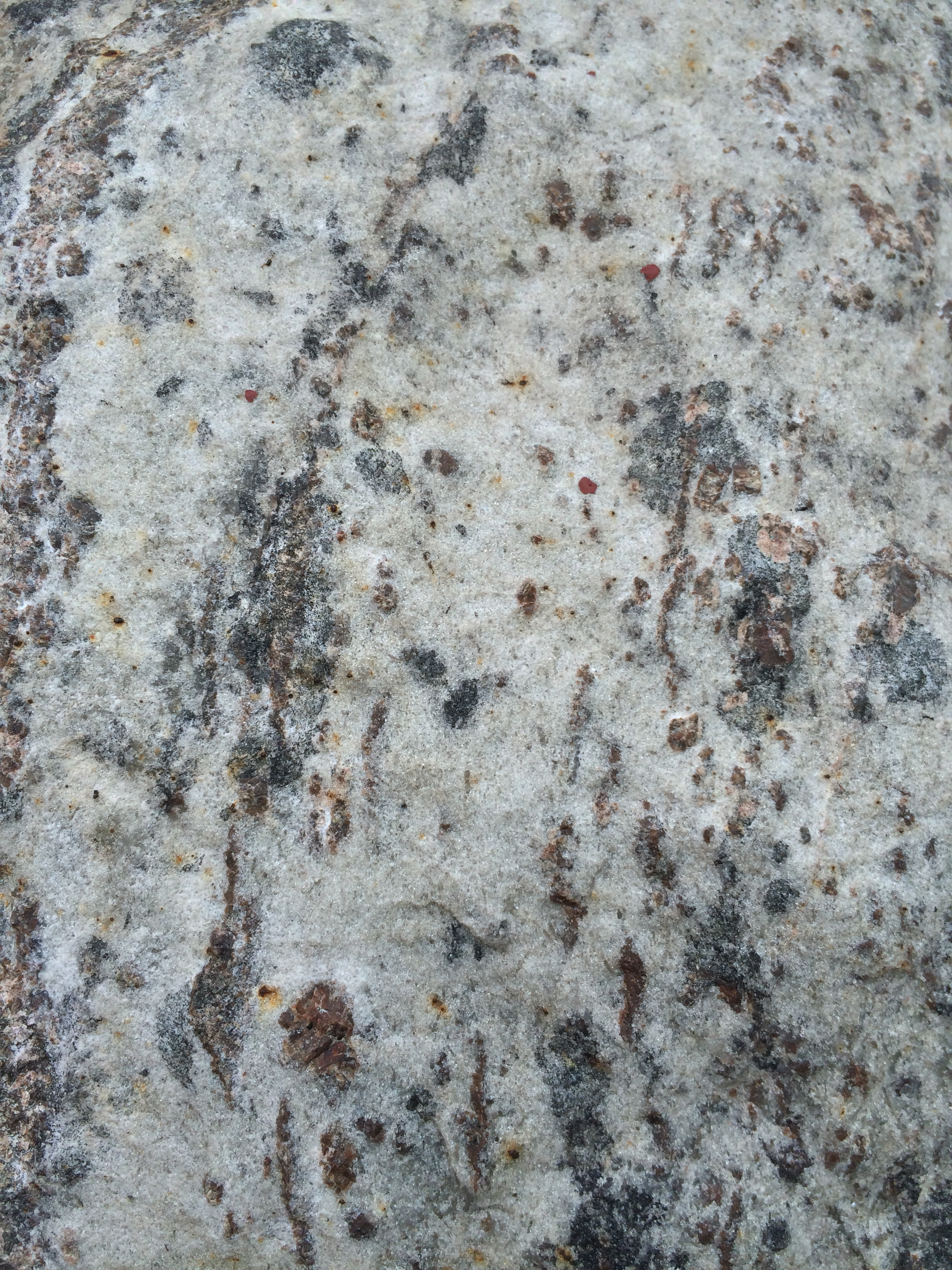
Apatit-Nephelin-Erz aus den Chibinen

Die Lagerstätte am Berg Juksporr wurde fast gleichzeitig mit der am Kukiswumtschorr entdeckt. Sie besteht aus einer mächtigen, geschichteten Linse von Apatit-Nephelin-Gesteinen, die mit 12 bis 40° nach Nordosten einfallen. Die Linse ist etwa 2,1 km lang und 30 bis 140 m, im Durchschnitt etwa 100 m, dick. Das in Zonen unterteilte Apatit-Erz besteht aus den gleichen Arten von Apatit-Nephelin-Gesteinen wie das am Berg Kukiswumtschorr – die Morphologie und Zonierung der Juksporr-Linse ist jedoch wesentlich komplizierter. Auch hier existiert eine kegelförmige Haupt-Scherzone mit einem untergeordneten System von mit Ijolith-Urtit gefüllten, parallelen Bruchspalten, welche durch Foidolithe mit trachytoidaler Textur sowie durch gebänderte Apatit-Nephelin-Gesteine mit intensiver Faltung und Brekziierung setzen. Die Faltung ähnelt der in der Lagerstätte Kukiswumtschorr, jedoch werden in Juksporr sowohl reiche als auch Armerze brekziiert. Die Breite der Brekzienzonen nimmt mit der Tiefe zu und erreicht stellenweise bis zu 70 m. An einigen Stellen finden sich drei oder mehr Generationen von Brekzien.

### Lagerstätte Apatitowy Zirk
Die Lagerstätte am Kar Apatitowy Zirk wurde 1926 von A. N. Labunzow entdeckt. Sie besteht aus einer Linse aus geschichteten Apatit-Nephelin-Gesteinen, 10–50 m mächtig, 2,4 km lang und mit 25–30° nach Nordosten einfallend. Die obere Zone ist reich an Apatit (22–25 Gew.-% P2O5) und ist aus den sogenannten fleckigen Erzen zusammengesetzt. Die untere Zone enthält nur 15–18 Gew.-% P2O5 und besteht aus linsenförmig gebänderten, brekziierten, netzartigen und blockförmigen Erzen. Die Gesteine im Hangenden der Lagerstätte sind Ijolith-Urtit und Rischorrit. Der nordwestliche Teil des Erzkörpers enthält auch Apatit-Titanit-Gesteine. Der Kontakt zwischen den Apatit-Nephelin-Gesteinen und dem Urtit im Liegenden ist undeutlich. Die Lagerstätte wird über das 1964 angelegte unterirdische Bergwerk Raswumtschorr abgebaut.

### Lagerstätte Plato Raswumtschorr
Aufschlüsse von Apatit-Nephelin-Gesteinen am Berg Raswumtschorr wurden 1923 von einer Expedition des Mineralogischen Museums der Akademie der Wissenschaften der UdSSR unter der Leitung von Fersman entdeckt. Im Jahr 1929 untersuchte Wladimir Iwanowitsch Vlodavets das gesamte Gebiet des Kars Apatitowy Zirk bis zum Berg Koaschwa und schätzte die Apatit-Ressourcen auf 400 Millionen Tonnen. Die Lagerstätte wird seit 1964 im Tagebau Zentralny abgebaut.
Der Erzkörper wird auf dem Raswumtschorr-Plateau in einer Höhe von 1020 bis 1050 m abgebaut. Er ist etwa 100 m mächtig und fällt mit 20–30° nach Norden ein. Die Raswumtschorr-Linse ist in eine 10–140 m mächtige untere Zone mit ärmeren Erzen und eine obere Reicherz-Zone mit einer Mächtigkeit von 10–70 m aufgebaut. Die Reicherz-Zone besteht hauptsächlich aus sogenannten fleckigen und fleckig-gebänderten Apatit-Nephelin-Gesteinen mit untergeordneten brekziierten Erzen. Wie in den anderen Apatit-Nephelin-Lagerstätten der Chibinen gibt es einen allmählichen Übergang von porphyritischem Urtit zu den Apatit-Erzen in dem Moment, wo die Ijolith-Urtite reicher an Apatit werden. Der Kontakt mit dem darüberliegenden Rischorrit wird durch Feldspat-Foidit und Juvit gebildet und ist häufig mit Titanit angereichert, wobei sogar Titanit-Gesteine gebildet werden. Der Charakter der Faltung und Brekziierung in den Erzen ähnelt dem der Lagerstätte Juksporr.
Eine bis zu 70 m mächtige, astförmige Stockwork-Brekzienzone verläuft ungefähr entlang der Grenze zwischen linsenförmig-gebänderten und fleckigen Apatit-Nephelin-Gesteinen; sie verläuft gelegentlich auch durch die Urtite des Nebengesteins.

### Lagerstätte Koaschwa

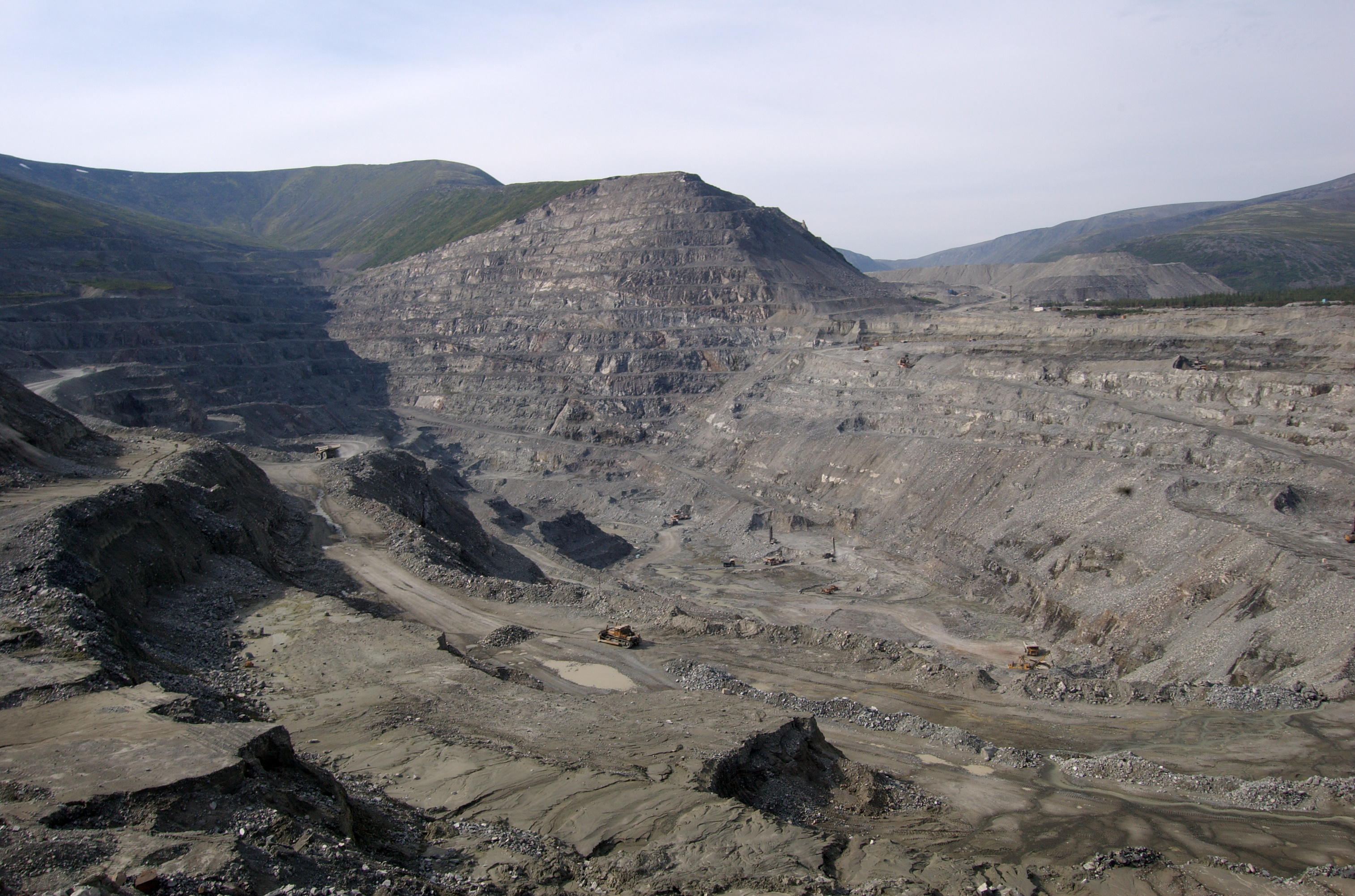
Tagebau Wostotschny des Bergwerks Koaschwa

Obwohl Wladimir I. Vlodavets hier bereits im Jahre 1930 Urtit- und Apatit-Nephelin-Erze gefunden hatte, glaubte man lange Zeit, dass die Erzlinse der Lagerstätte Plato Raswumtschorr keine wirtschaftlich interessante Fortsetzung nach Osten hat. Zwar wurde immer wieder die Frage nach der Beschaffenheit des östlichen Teils des Zentralrings gestellt und sogar einige Bohrungen geteuft, aber weder diese noch die Feldforschung brachten neue Erkenntnisse. Schließlich fand F. V. Minakow 1959 am Nordhang des Berges Koaschwa eine Zone mit Apatit-Erzblöcken. Dies leitete eine aktivere Exploration dieses Teils der Chibinen ein, welche 1960 zur Entdeckung der Lagerstätte Koaschwa, der reichsten Apatit-Nephelin-Lagerstätte der Chibinen, führte.
Die Erzzone der Lagerstätte besteht aus einer Reihe miteinander verbundener linsenförmiger Körper, die über mehr als 3 km verteilt sind. Sie streicht mit 330–340° Nord-Ost und fällt mit 30–40° ein. Die Mächtigkeit der gesamten Erzzone nimmt mit zunehmender Tiefe von 200 bis 300 m bis zu mehreren Metern ab. Das Nebengestein ist massiver Urtit. Typische Merkmale des unteren Teils der Erzzone sind die kompakte Anordnung der Erzkörper und die durchgängige Schichtform. Der Erzkörper ist bis zu einer Mächtigkeit von 200 m praktisch einheitlich, die Struktur ist denen der Lagerstätten Kukiswumtschorr oder Plato Raswumtschorr sehr ähnlich. Im oberen Bereich der Erzzone ist der Erzkörper in eine Reihe separater Linsen zerteilt. Brekziengesteine sind am häufigsten, alle anderen Texturtypen sind von untergeordneter Bedeutung. Innerhalb der darüber liegenden Gesteine überwiegen linsenförmige Körper aus Apatit-Titanit-Gesteinen mit einer Mächtigkeit von bis zu 20 m. Allerdings fehlt hier die für alle weiter oben beschriebenen Lagerstätten so charakteristische Zonierung. Die Lagerstätte wird seit 1978 im Tagebau Wostotschny (russisch Восточный рудник) abgebaut.

### Lagerstätte Njorkpachk
Apatit-reiche Gesteine bei den Bergen Njorkpachk und Suoluaiw (russisch Суолуайв) wurden 1932 von P. I. Prokofjew gefunden. Lange Zeit galt die Lagerstätte als wirtschaftlich uninteressant, da die meisten Gesteine brekziiert sind. Ungeachtet dessen wurde jedoch 1972 unter der Leitung von E. A. Kamenew mit den Arbeiten an der Lagerstätte begonnen. Der Abbau der Lagerstätte Njorkpachk begann im Jahr 1981 – sie wird genauso wie die von Koaschwa über den Tagebau Wostotschny erschlossen.
Die Erzzone der Lagerstätte steht in räumlicher Beziehung zu einer Schicht aus trachytoidem Ijolith und besteht aus vier Horizonten separater, linsenförmiger Körper mit einer Länge von mehreren Metern bis zu 2 km und einer Mächtigkeit von 0,5 bis 130 m. Insgesamt fällt die 280–350 m mächtige Zone in einem Winkel von 10–25° nach Nordwesten ein. Innerhalb der Lagerstätte dominieren brekziierte Erzgesteine. Die Brekzie besteht aus Fragmenten von Apatit-Nephelin-Gesteinen und massivem, mit Apatit angereichertem Urtit. Die Größe der Erz-Xenolithe reicht von 3 cm bis zu mehreren zehner Metern. Die Verteilung der Xenolithe ist heterogen.

### Oleni Rutschej
Aufgrund der Wirtschaftsreformen und der Marktliberalisierung konnten andere Bergbauunternehmen die Monopolstellung des Unternehmens Apatit JSC angreifen. Im Jahre 2005 wurde die North-Western Phosphorous Company JSC als Tochtergesellschaft des großen russischen Düngemittelherstellers Akron gegründet, um eine neue Phosphat-Rohstoffbasis in der Region Murmansk für die Versorgung seiner nachgelagerten Anlagen zu schaffen. Acron gewann im Oktober 2006 eine Ausschreibung der russischen Agentur für das Management von Untergrundressourcen und erwarb die Bergbaulizenz für die Erschließung von zwei neuen Lagerstätten für Apatit-Nephelin-Erz im östlichen Teil der Chibinen – Oleni Rutschej (Gemeinde Kirowsk) und Partomtschorr (Gemeinde Apatity). Im Jahre 2007 begann man mit den Auffahrungen sowie mit Arbeiten an der Aufbereitung im Tagebau Oleni Rutschej. 2012 begann die Förderung in einer Kombination aus Tagebau und Untertagebergwerk. Heute beschäftigt NWPC etwa 2.000 Menschen, von denen mehr als 50 % in Apatity leben.

### Molybdänitvorkommen Tachtarwumtschorr und Schwalbennest

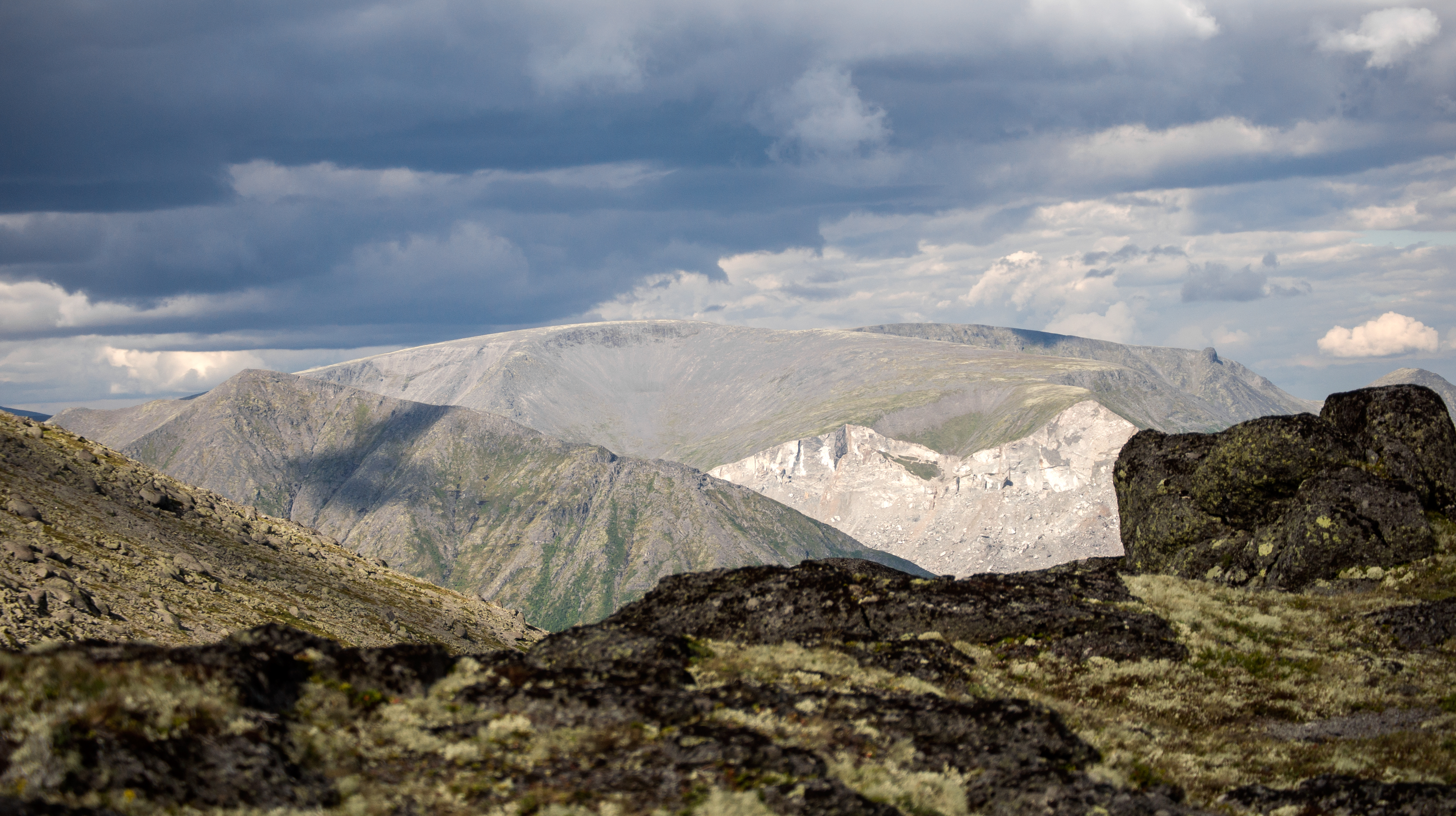
Am Tachtarwumtschorr wurde versuchsweise Molybdänit abgebaut

Die ersten Informationen über Funde von Molybdänit in den Chibinen finden sich bereits in den Arbeiten von Wilhelm Ramsay aus den 1890er Jahren. In der Sowjetzeit gelangen hier Molybdänitfunde durch Expeditionen der Akademie der Wissenschaften: 1920–1923 durch Wladimir Iljitsch Kryschanowski (Judytschwumtschorr, Partomtschorr, Manepachk), 1927 durch Aleksander Nikolaewitsch Labunzow (Tachtarwumtschorr), 1930–1931 durch Boris Michailowitsch Kupletski (Kukiswumtschorr und andere). Insgesamt ist in den Chibinen an 14 verschiedenen Punkten Molybdänit gefunden worden, wobei die wichtigsten Fundpunkte der Berg Tachtarwumtschorr und das Schwalbennest (russisch Ласточкино Гнездо) am Berg Kukiswumtschorr sind. Die Molybdänit-Lagerstätte Tachtarwumtschorr wurde von Aleksander N. Labunzow im Jahr 1927 entdeckt (der erste Fund gelang im Hangschutt) und wurde von ihm bis 1934 zusammen mit anderen Geologen untersucht. Sie befindet sich am östlichen Ausläufer des Tachtarwumtschorr, zwischen seinem 1. und 2. nordöstlichen Kar, etwa 350 m senkrecht über dem See Maly Wudjawr. Ende Sommer 1930 stellte die Bergbauverwaltung des Trusts „Apatit“ Labunzow zehn Arbeiter zur Verfügung, die in fünf Tagen mit Hilfe von Sprengarbeiten 3 Tonnen Molybdänerz (Begleitminerale waren Sphalerit, Galenit, Pyrrhotin und Ilmenit) abbauten, von denen 1,5 Tonnen zur Bergstation der Akademie der Wissenschaften gebracht und in das Institut für Aufbereitung Mekhanobr nach Leningrad geschickt wurden. Das ursprüngliche Erz enthielt 1,15 % Mo, bei der Flotation konnte ein Konzentrat mit einem Mo-Gehalt von bis zu 30 % bei einer Ausbeute von bis zu 90 % gewonnen werden.
1930 schätzte Labunzow die Reserven der Lagerstätte Tachtarwumtschorr auf 24 Tonnen Molybdän. 1933 ergaben vorläufige Schätzungen für die Kategorien A, B und C innerhalb des von Erkundungsstollen begrenzten Gebiets Reserven von 143 Tonnen Molybdän. A. E. Fersman ging von Mo-Gesamtreserven in den Chibinen und der Lowosero-Tundra von 300–500 t aus. Die optimistischsten Prognosen für die Reserven von Tachtarwumtschorr lagen bei 500–700 t Molybdän. Im Jahre 1934 wurden die Arbeiten an der Lagerstätte eingestellt. Dass es weder dort noch am Schwalbennest zu einem Abbau kam, lag wahrscheinlich an der Entdeckung, dem wesentlich lohnenderem Abbau und der größeren Reserven der Cu-Mo-Lagerstätten Tyrnyaus (russisch Тырныауз) in Kabardino-Balkarien im Kaukasus, Kounrad Ost (russisch Восточный Коунрад) in Kasachstan und Schachtoma (russisch Шахтома) bei Tschagojan, Schimanowsk in Transbaikalien, Oblast Amur.

### Die Lovchorrit-Lagerstätte Juksporr
Lovchorrit (russisch Ловчоррит, auch Lovtchorrit, Lovtschorrit, Lowtschorrit) ist ein massiv-kolloidaler Mosandrit-(Ce) mit der chemischen Formel (◻,Ca,Na)3(Ca,REE)4Ti(Si2O7)2[H2O,OH,F]4·H2O. Er enthält Seltenerdelemente (SEE) und kann radioaktive Elemente einbauen. Anderen Angaben zufolge ist Lovchorrit eine Varietät von Rinkit-(Ce), (Ca3Ce)Na(NaCa)Ti(Si2O7)2(OF)F2. Möglicherweise liegen auch beide Minerale zusammen vor. Die Menge der Seltenerdelementoxide in dem fluorhaltige Ca-Na-Titanosilikat ist variabel (11 bis 17 % SEE2O3), bei den radioaktiven Elementen variieren die Gehalte an ThO2 von 0,5 bis 1 % und an U3O8 von 0,02 bis 0,25 %. Das Lovchorrit-Erz führt ferner circa 2 % Nb2O5 + Ta2O5. In den frühen 1930er Jahren waren die Lagerstätten in den Chibinen die einzige erschlossene Quelle für Seltenerdelemente in der UdSSR.

“Even though several piles of ore containing specimens rich in lovchorrite were seen and promptly set upon by Congress members, the appearance of the mine suggests that the average ore must be very low grade. One cannot but wonder whether the rare earths derived from this ore would pay for their extraction, and if Soviet Russia is not the only country in the world where such a mine could exist.”

„Obwohl mehrere Erzhaufen mit lovchorritreichen Exemplaren gesehen und von den Kongressmitgliedern umgehend bearbeitet wurden, deutet das Erscheinungsbild der Mine darauf hin, dass der durchschnittliche Erzgehalt sehr gering sein muss. Man kann sich nur fragen, ob die aus diesem Erz gewonnenen Seltenen Erden ihre Gewinnung bezahlen würden und ob Sowjetrussland nicht das einzige Land der Welt ist, in dem eine solche Mine existieren kann.“

Lovchorrit wurde erstmals im Jahre 1926 von Aleksander N. Labunzow auf der Lowtschorr-Hochebene gefunden und nachdem 580 m hohen Berg Lowtschorr (russisch Ловчорр) benannt. Es folgte die Entdeckung mächtiger Lovchorrit-Gänge an den Hängen der Berge Tachtarwumtschorr, Wudjawrtschorr, Kukiswumtschorr und Tschasnatschorr. Im Jahre 1930 entdeckte ein Team von Geologen und Mineralogen der Akademie der Wissenschaften der UdSSR um Nina Nikolajewna Gutkowa in der Hackman-Schlucht im südlichen Teil des Juksporr-Massivs (10 km vom Zentrum von Kirowsk entfernt) eine Reihe von Pegmatitgängen „mit signifikanter Anreicherung an Lovchorrit“. Diesem Feld (Juksporskoe mestoporischdenije russisch Юкспорское месторождение wurde eine unbestrittene industrielle Bedeutung zuerkannt – folglich entstand hier das Lovchorrit-Bergwerk (russisch Ловчорритовый рудник) Juksporr. Die Lagerstätte wurde von 1931 bis 1934 exploriert und Reserven von über 2 Millionen Tonnen Erz genehmigt. Im Jahre 1934 nahmen das Lovchorrit-Bergwerk (bis zu 1 km Untertagebau, etwa 200 Arbeiter) und eine Anreicherungsanlage die Arbeit auf. Bis 1938 wurden etwa 20.000 Tonnen Erz abgebaut und 1200 Tonnen Konzentrat produziert, das zur Herstellung von Cer(III)-fluorid (für Hochleistungsscheinwerfer) verwendet wurde. Im Winter 1938/39 zerstörten katastrophale Lawinen das Bergarbeiterdorf in der Hackman-Schlucht, die Arbeiten im Bergwerk wurden eingestellt und nie wieder aufgenommen.
Kalashnikov und Kollegen zufolge ist die Lovchorrit-Lagerstätte am Juksporr auch heute noch die einzige Rinkit-Lagerstätte mit potenziell wirtschaftlichen Ressourcen in den Chibinen. Sie besteht aus einem Gürtel aus Rinkit-Nephelin-Aegirin-Feldspat-Pegmatiten, der auf eine Störungszone (1900 m lang und 100–400 m breit) innerhalb von Rischorriten begrenzt ist. Der Rinkit-Gehalt dieser Pegmatite reicht von 1 bis 80 Vol.-%. Rinkite aus dieser Lagerstätte zeichnen sich durch einen vergleichsweise hohen Gehalt an schweren SEE (HSEE) (bis zu 3,2 Gew.-% bzw. 13 % der SEE-Summe) aus und sind daher von besonderem Interesse. Die Lagerstätte stand von 1934 bis 1939 in Förderung, über den gleichen Zeitraum war die Erzaufbereitungsanlage in Betrieb. Es wurden 19 kt Erz gefördert und daraus ca. 1 kt Rinkit-Konzentrat produziert. Am 1. Januar 1939 betrugen die sicher nachgewiesenen SEE2O3-Reserven der Lagerstätte 2,5 kt und die wahrscheinlichen Reserven 14,5 kt. Der durchschnittliche SEE2O3Gehalt wurde mit 0,7 Gew.-% angegeben.
Obwohl die Lovchorrit-Lagerstätte am Juksporr 1939 aufgegeben werden musste, wird aus verschiedenen Gründen eine Neubewertung erwogen. Dazu zählen die Nachfrage nach HSEE, die heute vorhandenen modernsten hydrometallurgischen Technologien, welche eine effektivere Rinkit-Anreicherung als früher ermöglichen, und die Lage der Lagerstätte in der Nähe eines modernen Bergbau- und Aufbereitungszentrums, das sich nur circa 3 km vom Apatit-Bergwerk Juksporr und etwa 20 km von der Aufbereitungsanlage ANOF-3 des Unternehmens Apatit JSC entfernt befindet.

### Die Titanit-Lagerstätte „Sphen-Stolln“
Die Titanit (Sphen)-Lagerstätte Sphen-Stolln (russisch Сфеновые штольни) wurde 1931–33 von den Geologen M. P. Fiweg (Vieweg) und L. B. Antonow am Westhang des Berges Juksporr im Bereich des heutigen Bergwerk Kukiswumtschorr erkundet. Reserven von 12 Millionen Tonnen Erz wurden genehmigt. In den Jahren 1933–36 wurden Stollen aufgefahren und eine Anreicherungsanlage errichtet. In den Jahren 1933–40 wurden etwa 45.000 Tonnen Erz abgebaut und 7,5 Tausend Tonnen Konzentrat produziert, das zur Gewinnung von Titanweiß verwendet wurde. Nach dem Zweiten Weltkrieg wurden Titaniterze nicht weiter abgebaut. 1999 verstürzten die Stollenmundlöcher. Die Verarbeitungsanlage ist heute nur noch eine Ruine.

### Die Pyrrhotin-Lagerstätte
Die Pyrrhotin-Lagerstätte wurde 1923 von dem Geologen Boris Michailowitsch Kupletski in der Pyrrhotin-Schlucht am Südrand der Chibinen entdeckt. Pyrrhotin wurde für die Herstellung von Schwefelsäure verwendet. In den Jahren 1932–35 wurden Explorationsarbeiten durchgeführt und die Unterabteilung Pirrotinstroy (russisch Пирротинстрой, ca. 200 Arbeiter) gebildet. Im östlichen Abschnitt wurden fünf Stollen mit einer Gesamtlänge von ca. 130 m aufgefahren und ca. 180 Tonnen Erz abgebaut. Die Hauptarbeiten wurden in den westlichen Abschnitt (im Bereich des heutigen ANOF-2) verlegt, wo 1939 in zwei Steinbrüchen 3000 Tonnen Erz abgebaut wurden. Die Reserven wurden mit 4 Millionen Tonnen genehmigt. Der Krieg unterbrach die Arbeiten, die man in den 1950er Jahren nicht wieder aufnahm, da zu diesem Zeitpunkt bereits andere Rohstoffe für die Schwefelsäureherstellung verwendet wurden.

### Kalkwerk bei Titan
Kalkwerk (russisch посёлок Известковый завод) hieß eine von 1930 bis 1970 existierte Ortschaft in 12 km Entfernung vom Dorf Titan. Hier wurde 1934 eine Karbonatlagerstätte – Dolomit und Kalkstein – entdeckt, die sich zur Herstellung von Baukalk eignete. Es wurden Steinbrüche erschlossen und Kalköfen errichtet. Nach einigen Jahren lieferte das Unternehmen Kalk für den gesamten Bau des Kombinats, d. h. des Explorationstrusts „Apatit“ und der Stadt Kirowsk. Im Jahre 1956 beschloss das Regionale Exekutivkomitee von Murmansk, auf der Grundlage der Titan-Lagerstätte ein großes Unternehmen zur Erzeugung von jährlich 60.000 Tonnen Kalk für die gesamte Region Murmansk zu bauen – was aber nicht zur Ausführung kam. In den 1970er Jahren wurde Dolomit aus der Lagerstätte Titan zur Herstellung von dekorativen Bauplatten für Wohngebäude in Kirowsk und Apatity verwendet.

## Aufbereitung

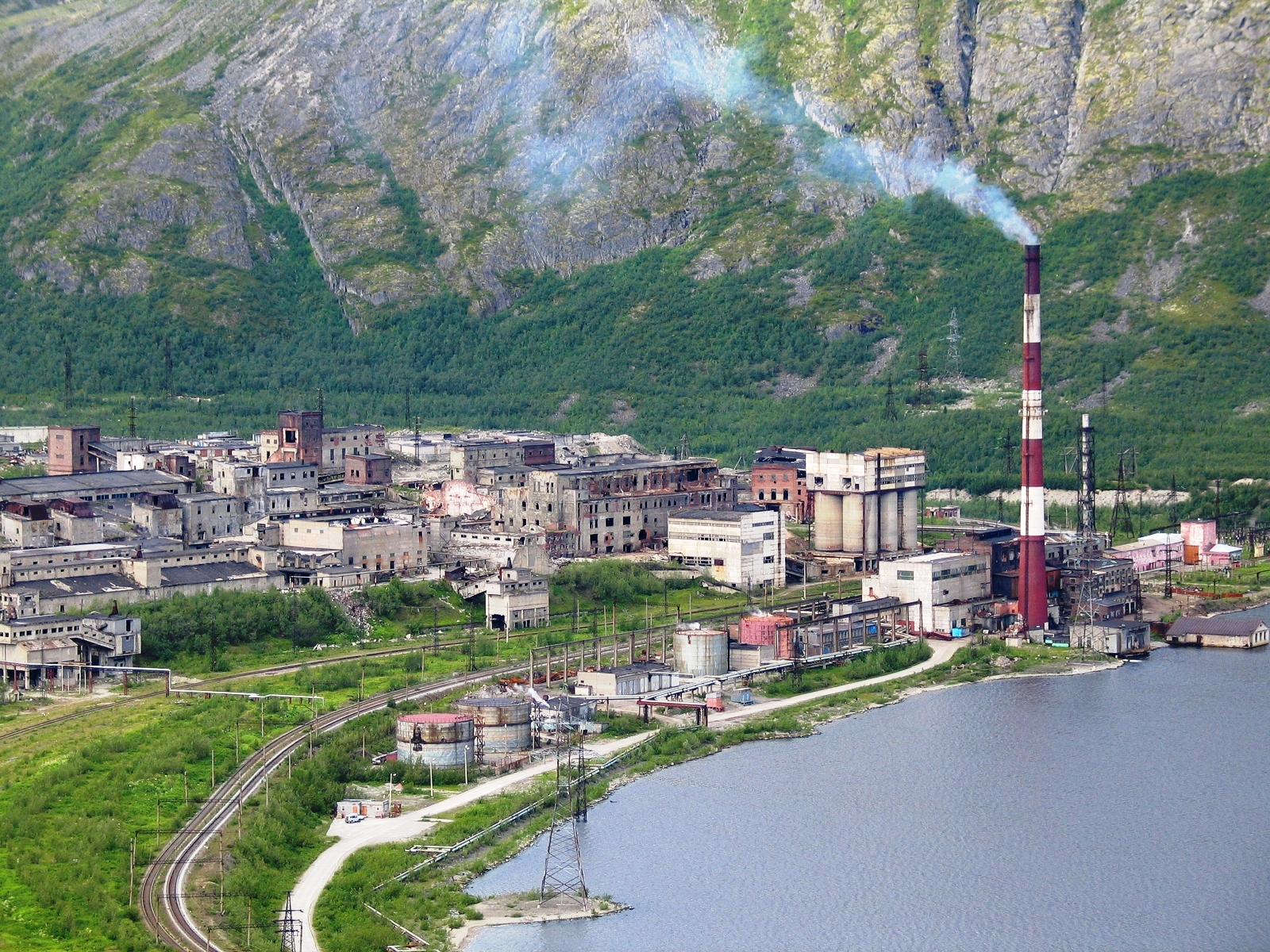
Stillgelegte Aufbereitungsanlagen in Kirowsk (ANOF-1?)

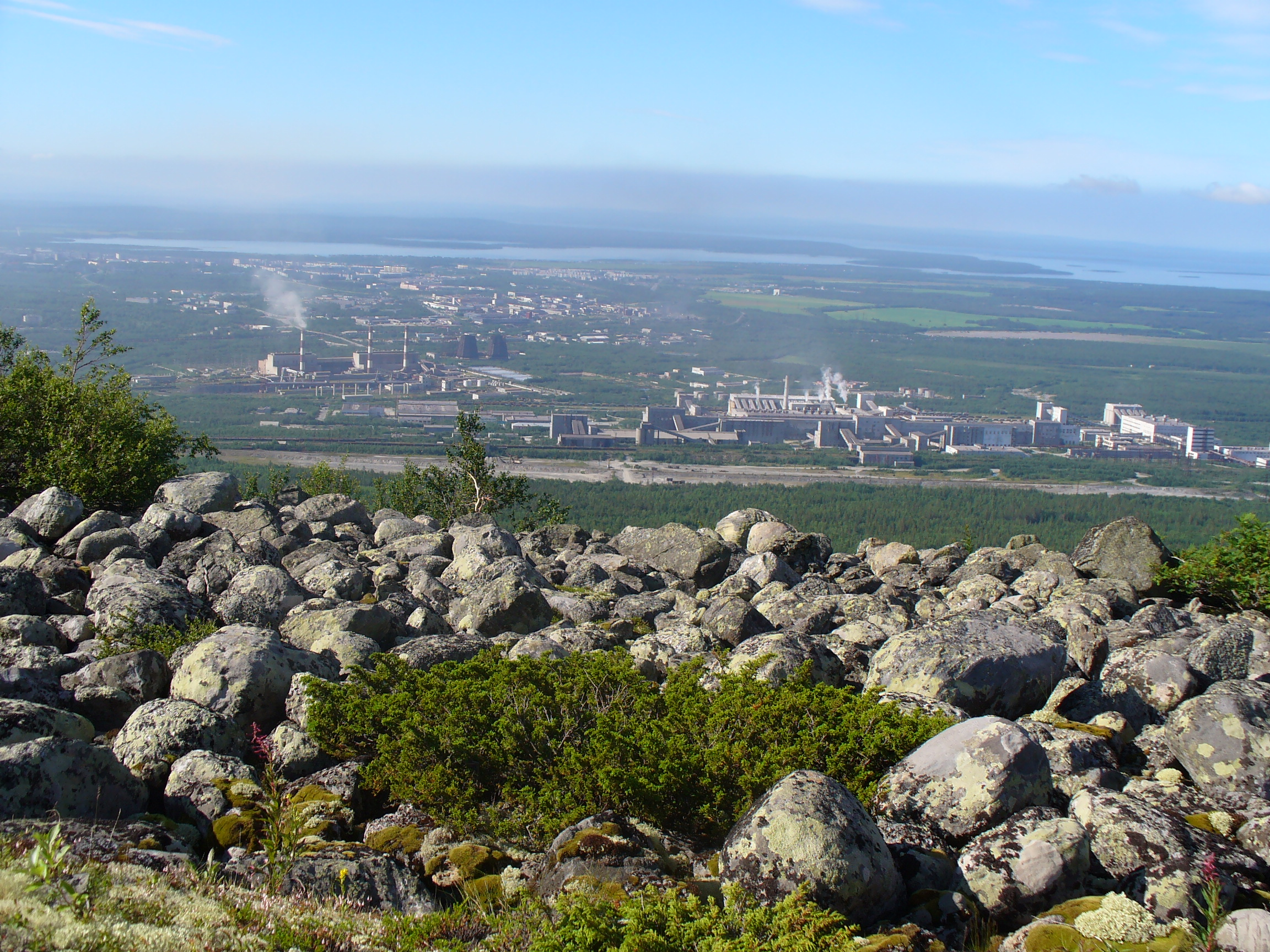
Aufbereitungsanlage für Apatit-Nephelin-Erz ANOF-2 am Fuße des Berges Wudjawrtschorr bei Kirowsk

Das in den Bergwerken von Apatit JSC geförderte Apatit-Erz wird in drei Apatit-Nephelin-Aufbereitungsanlagen (russisch Апатито-Нефелиновая Обогатительная Фабрика, АНОФ) in Apatity und Kirowsk verarbeitet. Insgesamt wurden drei ANOFs errichtet. Produktionsbeginn für ANOF-1 war 1931, für die nördlich von Apatity liegende ANOF-2 das Jahr 1963 bzw. für die südwestlich von Titan liegende Anlage ANOF-3 das Jahr 1988. ANOF-1 wurde 1992 stillgelegt, Teile der Anlage beherbergen heute Büros und ein Museum.
In den Aufbereitungsanlagen wird das geförderte Erz zerkleinert, aufgemahlen und anschließend flotiert, wobei ein Apatit- und ein Nephelinkonzentrat gewonnen wird. Das technologische Schema der Produktion umfasst Zerkleinern und Aufmahlen, Apatit-Flotation, Klassieren, Nachmahlen und Magnetabscheidung sowie Nephelin-Flotation. Die neueste Anlage ANOF-3 wurde bereits für eine komplexere Verwertung des Erzes entworfen und ist in der Lage, außer Apatit- und Nephelinkonzentraten auch Aegirin-, Ilmenit- und Konzentrate aus SEE-Mineralen zu erzeugen. Titanit-, Titanomagnetit- und Aegirin-Konzentrate sowie Syenit-Alkali-Aluminium-Konzentrat (SAAC) werden bereits in begrenztem Umfang gewonnen. In der Aufbereitung kommt eine zirkulierende Wasserversorgung zur Anwendung. Der Extraktionsgrad des Apatitkonzentrats beträgt 90 bis 91 %.
Die Entscheidung über Planung und Bau von ANOF-2 wurde auf Grundlage von Resolutionen des Ministerrats der UdSSR „Über die Entwicklung der Apatitindustrie“ vom 11. Oktober 1950 getroffen. Generalunternehmer für den Bau von ANOF-2 war der Trust Apatitstroi (Трест «Апатитстрой»). Der Bau der Aufbereitungsanlage erfolgte etappenweise, wodurch es möglich war, Teilanlagen schnell in Betrieb zu nehmen, ohne auf die vollständige Fertigstellung der Einrichtung warten zu müssen. Am 23. Juli 1963 wurde ANOF-2 in Betrieb genommen. Die Kapazität der Anlage betrug damals 1,2 Millionen Tonnen Apatitkonzentrat pro Jahr – die ursprüngliche Planung für ANOF-2 sah eine Jahreskapazität von 2,5 Millionen Tonnen Apatitkonzentrat vor.
Mit dem Dekret des Ministerrats der UdSSR vom 11. Juli 1959 „Über Maßnahmen zur Unterstützung des Apatit-Werks des Murmansker Wirtschaftsrates“ wurde beschlossen, ANOF-2 auf eine Kapazität von 5,0 Millionen Tonnen Apatitkonzentrat zu erweitern. Eine weitere Erhöhung der Kapazität auf bis zu 14 Millionen Tonnen pro Jahr wurde mit dem Dekret vom 23. Mai 1968 gefordert. Dies wurde allerdings erst mit der Beendigung der letzten Etappe des Umbaus der Aufbereitungsanlage im Jahre 1980 erreicht.
Da in den 1990er Jahren die Verkaufszahlen zurückgingen, wurde die Kapazität der Anlage auf 9,9 Millionen Tonnen Apatitkonzentrat reduziert. 1999 wurde mit der Rekonstruktion der Flotationsanlage sowie mit dem Austausch der Brecher durch modernere Anlagen begonnen. Im Zusammenhang mit dem laufenden Umbau wurden die Flotations- und Mahlaufbereitungsanlagen der 1. Stufe des MFO stillgelegt. Im Rahmen des Umbaus und der schrittweisen Inbetriebnahme von Flotationsanlagen wurde im Dezember 2006 Block Nr. 3, im April 2008 Block Nr. 2 und im Dezember 2010 Block Nr. 1 in Betrieb genommen.

## Verwendung
Die sechs in den Aufbereitungsanlagen von Apatit JSC erzeugten Konzentrate sind Ausgangsstoffe für die folgenden Produkte:
- Das hochwertige Phosphatkonzentrat wird in erster Linie zur Herstellung von Düngemitteln und Futtermittelzusatzstoffen verwendet. Man benötigt es ferner für die Aufbereitung von Wasser und Metallen, zur Herstellung von Waschmitteln und Zahnpasta, bei der Verarbeitung von Fleischprodukten, Käse und Getränken in der Lebensmittelindustrie sowie in der Industrie bei der Produktion von Batterien für Elektrofahrzeuge.
- Nephelinkonzentrat ist der Rohstoff, der von der Aluminium- und Zement-Industrie benötigt wird. Es wird auch bei der Herstellung von Soda, Kali und in weiteren Konversionsstufen der chemischen Industrie, bei der Herstellung von keramischen Produkten, Schweißelektroden, Wasserdispersionsfarben und Stoffen zur Behandlung von Natur- und Abwasser verwendet.
- Titanitkonzentrat wird für Industriefarben, zur Herstellung von Kunstglas, Glasur und Steinguss verwendet.[13]
- Titanomagnetit-Konzentrat ist Ausgangsstoff für die Herstellung von Vanadium-Roheisen und Titanschlacke, Schleifmitteln sowie feuerfesten Produkten und Pigmenten.
- Syenit-Alkali-Aluminium-Konzentrat (SAAC) wird zur Herstellung von Baustoffen, aber auch in der Glasindustrie und Keramikherstellung benötigt.
- Aegirin-Konzentrat: Verbraucher von Aegirinkonzentrat sind die Hersteller von feuerfesten Produkten und Schutz-Schmierbeschichtungen, Mineralwolle und Glasfasern. Aegirin-Konzentrate sind ein vielversprechender Rohstoff für die Herstellung von witterungsbeständigen mineralischen Pigmentfüllstoffen.[36][37]

Aufgrund der geologischen und lagerstättenkundlichen, weltweit teilweise einmaligen Besonderheiten der Chibinen sind die dort gefundenen Minerale von enormer Wichtigkeit für die Wissenschaft. Aus denselben Gründen sind diese Minerale auch für den Mineralsammler interessant.

## Mineralogie und Typminerale
Die Kola-Halbinsel mit ihren Alkaligesteinsmassiven ist einer der weltweit führenden Fundorte für mineralogische Vielfalt und Komplexität. Hier wurden (Stand August 2021) 829 verschiedene, von der International Mineralogical Association anerkannte Minerale gefunden, von denen 249 dort auch ihren Erstfundort haben. Von den genannten 829 Mineralen kommen 531 auch in den Chibinen vor. Die Typlokalität von knapp der Hälfte der Typminerale der Kola-Halbinsel (122) liegt in den Chibinen. Diese Zahlen unterstreichen die mineralogische Einzigartigkeit der Chibinen. In der von Frances Wall editierten und von Victor N. Yakovenchuk und Kollegen verfassten Monographie über die Mineralogie der Chibinen werden 70 einzelne Mineralfundpunkte beschrieben und alle bis 2005 bekannten Minerale aus den Chibinen ausführlich vorgestellt.
Das Alkaligesteinsmassiv der Chibinen gehört nicht nur zu den weltweit artenreichsten Mineralfundstellen, sondern ist gleichzeitig auch eines der mineralogisch am besten untersuchten Terrains auf dem Gebiet Russlands. Die überwiegende Mehrzahl der Minerale tritt in Pegmatiten und Hydrothermaliten auf, die im Massiv äußerst unregelmäßig verteilt sind und sich in der Regel in den oberen und Randbereichen des Gesteinskomplexes häufen. Die mineralienreichen Pegmatite und Hydrothermalite sind am weitesten in den Gesteinen des Ijolith-Urtit- und Rischorrit-Komplexes im zentralen Bereich des Massivs verbreitet. Eine charakteristische Eigenschaft der Ultraagpaite der Chibinen ist das Auftreten stark alkalischer, natriumreicher Minerale, die oft wasserlöslich sind oder durch Wasser zersetzt werden. Dazu gehören unter anderem Carbonate wie Natrit und Thermonatrit, das Silikat Natrosilit, das Fluorid Villiaumit und einige Na-Phosphate. Zu den Silikaten, die sich unter atmosphärischen Bedingungen schnell zersetzen, gehören z. B. Zirsinalith und Kazakovit. Beide überziehen sich innerhalb einiger Wochen mit einem weißen Belag aus Soda – einem Reaktionsprodukt des durch Luftfeuchtigkeit aus dem Kristallgitter des Minerals abgespalteten Natriumhydroxids mit atmosphärischem CO2.
Die ersten neuen Minerale aus den Chibinen wurden bereits in den 1920er Jahren erstbeschrieben. Unter diesen 1923 von Fersman für die Chibinen und die Lowozero Tundra als neu benannten acht Mineralen waren mit Loparit (heute Loparit-(Ce)), Yuksporit und Mangan-Neptunit (heute Manganoneptunit) drei Spezies, als deren locus typicus auch heute noch die Chibinen angesehen wird. Dazu trat 1929 noch der nach Fersman benannte Fersmanit.
Wie oben erwähnt kennt man aus dem Chibinen-Massiv derzeit 531 anerkannte Minerale, von denen nahezu ein Viertel, nämlich 122 Minerale, dort auch ihre Typlokalität haben. Von diesen haben ca. 100 ihre Typlokalität in den folgenden Lokalitäten: Tagebau Koaschwa (russisch карьер Коашва) (29), Raswumtschorr mit dem Kar Apatitowy Zirk, dem Tagebau Zentralny und dem Bergwerk Raswumtschorr (19), Kukiswumtschorr mit gleichnamigen Bergwerk und mehreren weiteren Einzelfundstellen (31) sowie Juksporr mit mehreren weiteren Einzelfundstellen (19).

### Distrikt „Berg Kukiswumtschorr“

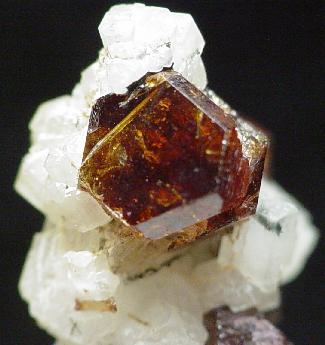
Eudialyt vom Berg Kukiswumtschorr

Der Distrikt „Berg Kukiswumtschorr“ (russisch гора Кукисвумчорр) ist derzeit Typlokalität für 31 Minerale, die sich auf die folgenden Einzelfundstellen verteilen:
- der Pik Martschenko (russisch Пик Марченко) (1)
- der Quellbereich des Tuljok, Osthang (1)
- der Hilairit-Pegmatit (russisch Илеритовый пегматит) im Kirowsker Bergwerk (russisch Кировский рудник), eine 10 × 1 m große Pegmatitlinse auf dem 252-m-Niveau des Bergwerks (2)
- der Nordosthang des Bergs Kukiswumtschorr (1)
- der Gang No. 46 im Kirowsker Bergwerk (1)
- die Lagerstätte Kirow (19)
- der eigentliche Berg Kukiswumtschorr (6)

Zu den Typmineralen gehören: Ankylit-(La), Armbrusterit, Barytolamprophyllit, Belovit-(La), Bussenit, Fluorcalciobritholith, Fluorcanasit, Ilyukhinit, Isolueshit, Kalifersit, Kazanskyit, Kolskyit, Kukharenkoit-(Ce), Kukharenkoit-(La), Kukisvumit, Labuntsovit-Fe, Lemmleinit-Ba, Lobanovit, Middendorfit, Nafertisit, „Natrokomarovit“, Nechelyustovit, Paravinogradovit, Podlesnoit, Kalium-Arfvedsonit, Rasvumit, Saamit, Shirokshinit, Sitinakit, Stronadelphit, Tuliokit und Yakovenchukit-(Y).

Typminerale aus dem Distrikt „Berg Kukiswumtschorr“, mit Jahreszahl der Erstbeschreibung
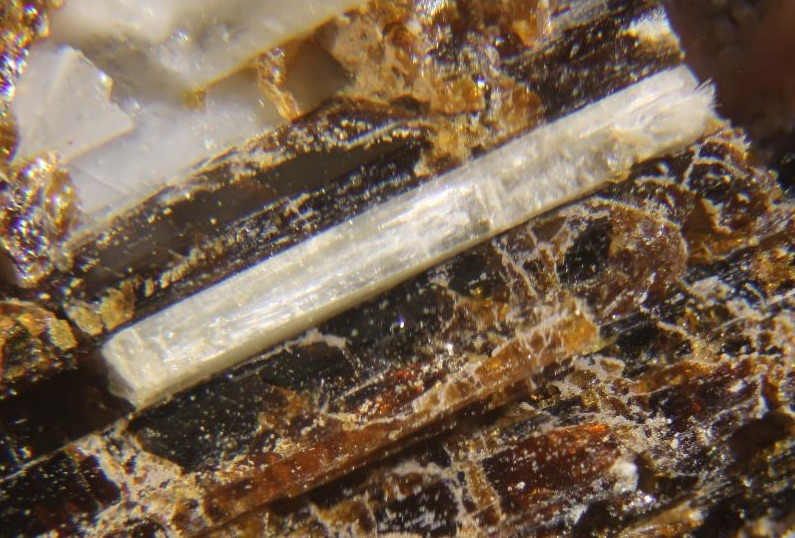
Kukisvumit, Berg Kukiswumtschorr (1991)
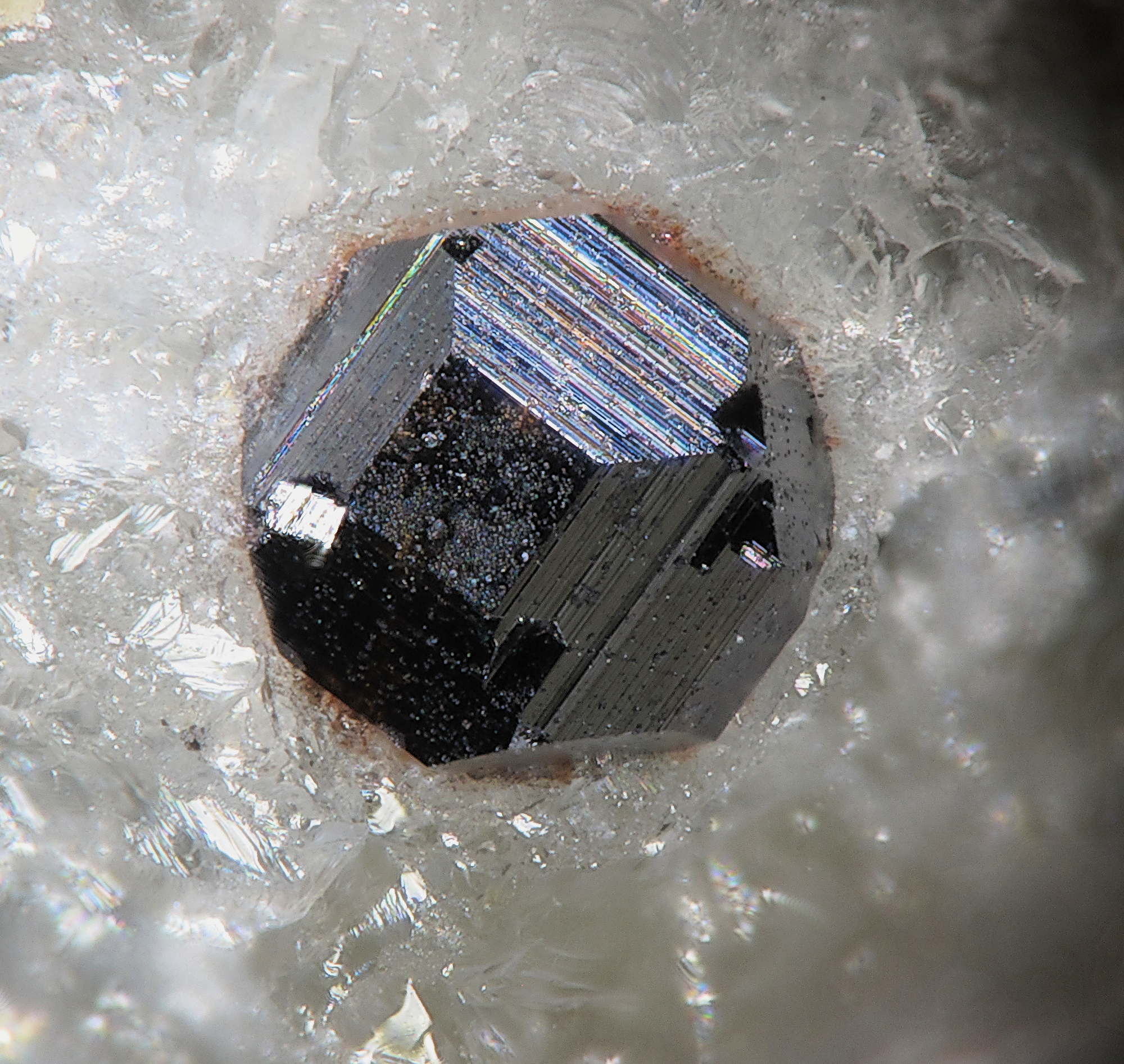
Isolueshit, Kirower Bergwerk (1997)
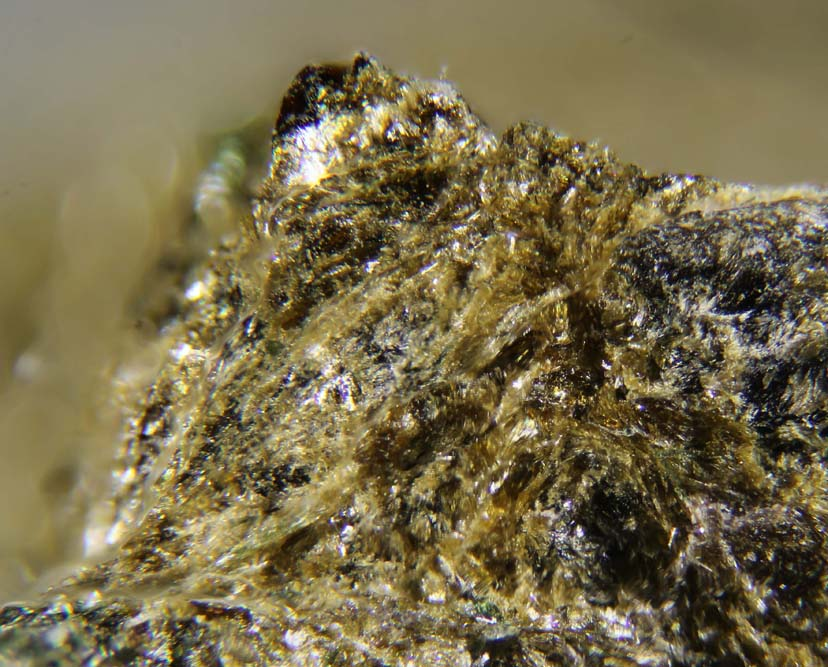
Lobanovit, Berg Juksporr (2017)
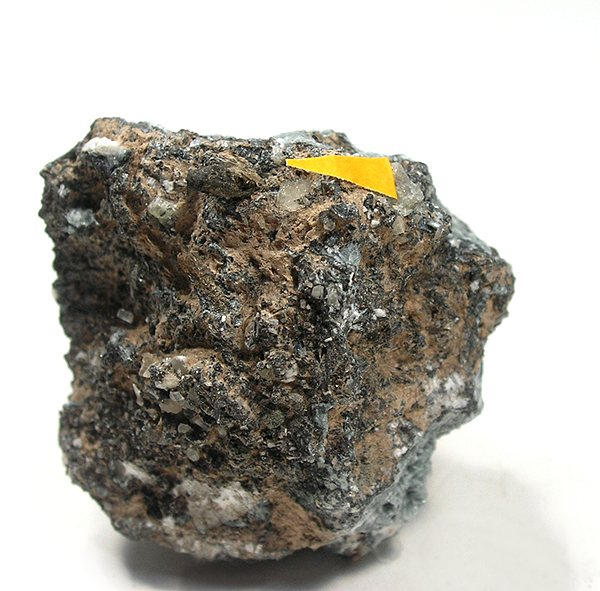
Rasvumit, Berg Raswumtschorr (1970)
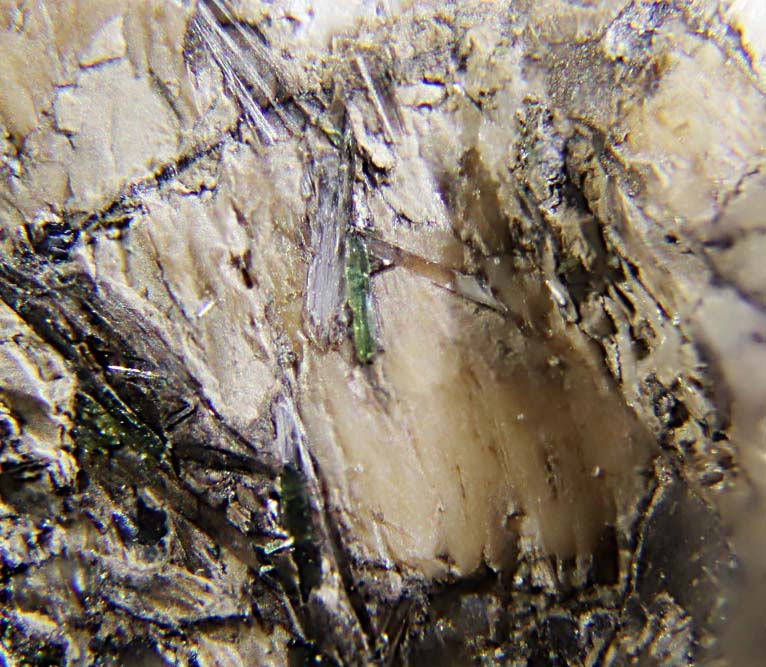
Sitinakit, Berg Kukiswumtschorr (1992)
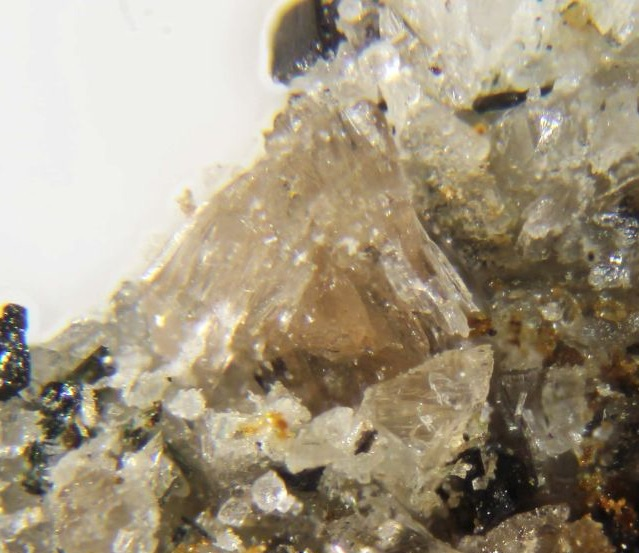
Tuliokit, Lagerstätte Kirowsk (1990)

### Distrikt „Berg Juksporr“

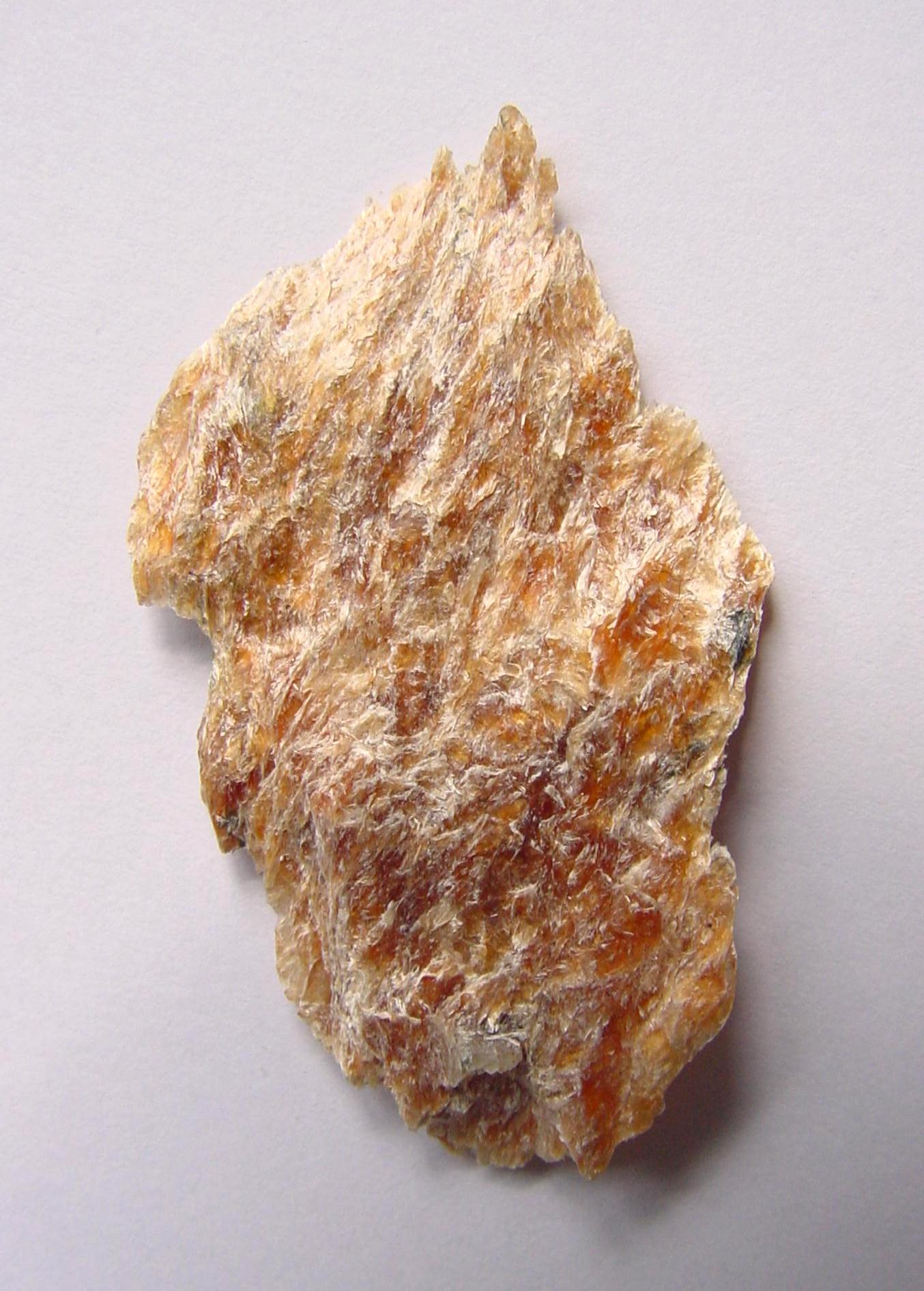
Yuksporit vom Berg Juksporr

Der Distrikt „Berg Juksporr“ (russisch гора Юкспорр) ist derzeit Typlokalität für 19 Minerale, die sich auf die folgenden Einzelfundstellen verteilen:
- das Hackmantal (russisch ущелье Гакмана) (4)
- das Lovchorrit-Bergwerk (russisch Ловчорритовый рудник) im Hackmantal (1)
- das Loparskaja-Tal (1)
- der „Materialnaja Adit“ (8)
- der Berg Juksporr sensu stricto (5)

Zu den Typmineralen gehören: Canasit, Klinophosinait, Denisovit, Diversilit-(Ce), Dorfmanit, Fenaksit, Ferricerit-(La), Khibinskit, Lobanovit, Nabaphit, Natrophosphat, Nefedovit, Paraershovit, Paranatisit, Perlialit, Sitinakit, Tsepinit-Ca, Yuksporit und Zakharovit sowie 'Barylite-1O' (FRL)

Typminerale aus dem Distrikt Juksporr, mit Jahreszahl der Erstbeschreibung
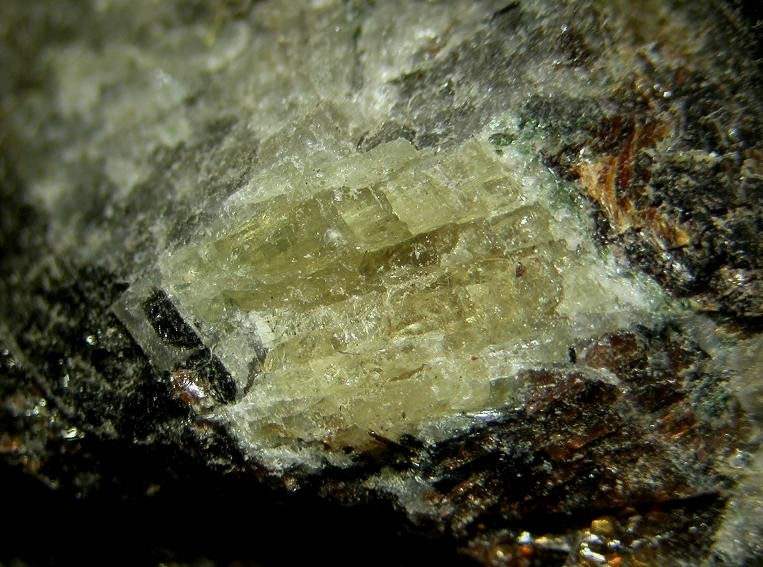
Canasit, Kirowsker Bergwerk, Berg Kukiswumtschorr (1959)
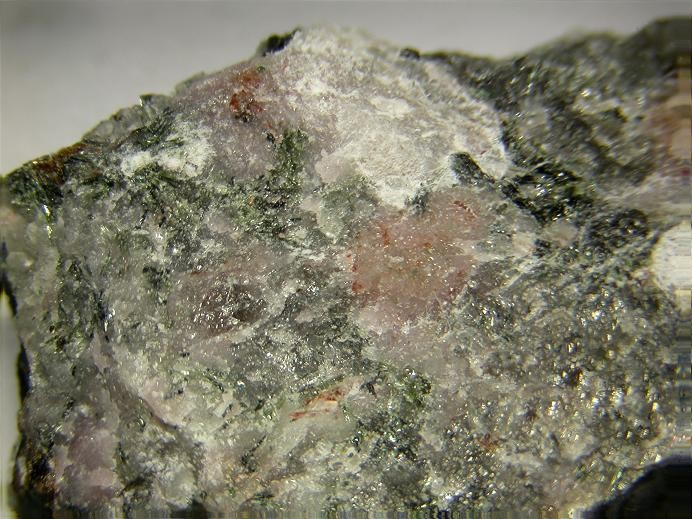
Klinophosinait, Berg Raswumtschorr (1981)
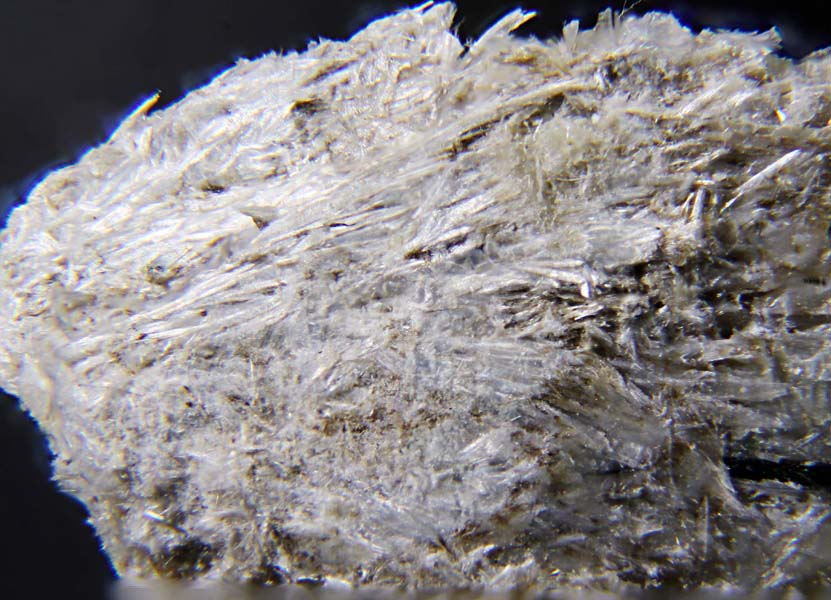
Denisovit, Berg Eweslogtschorr (1984)
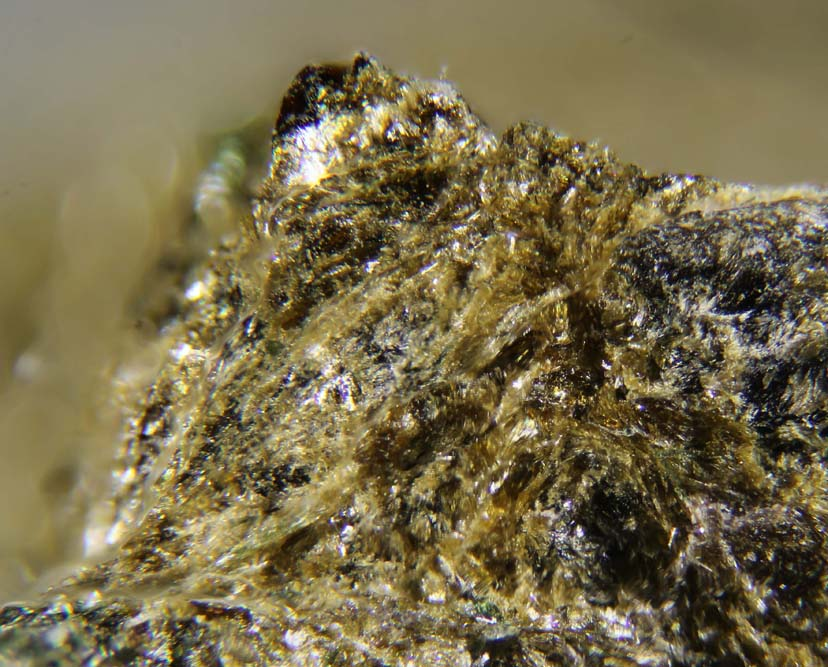
Lobanovit, Berg Juksporr (2017)
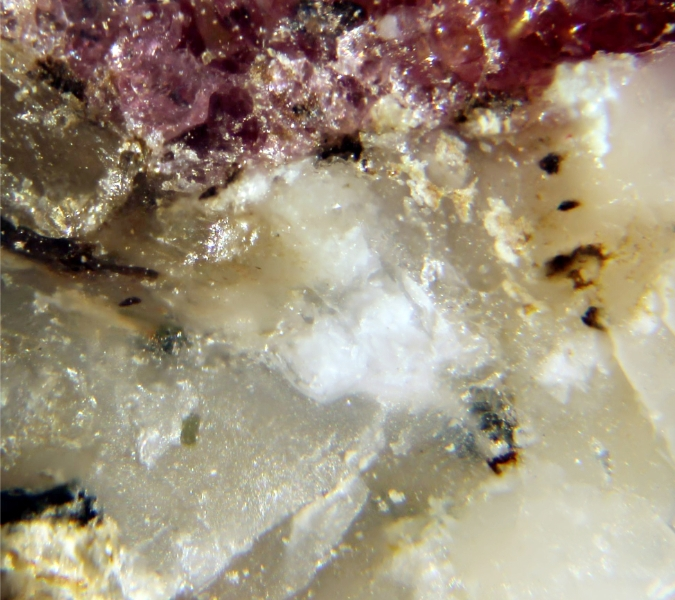
Nabaphit, Materialnaja Adit, Berg Juksporr (1982)
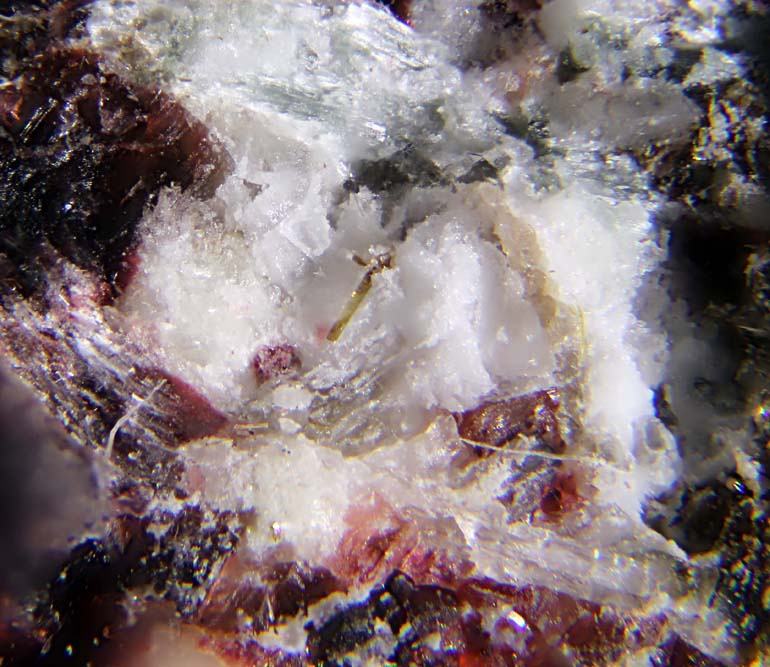
Natrophosphat mit Villiaumit, Berg Raswumtschorr (1972)
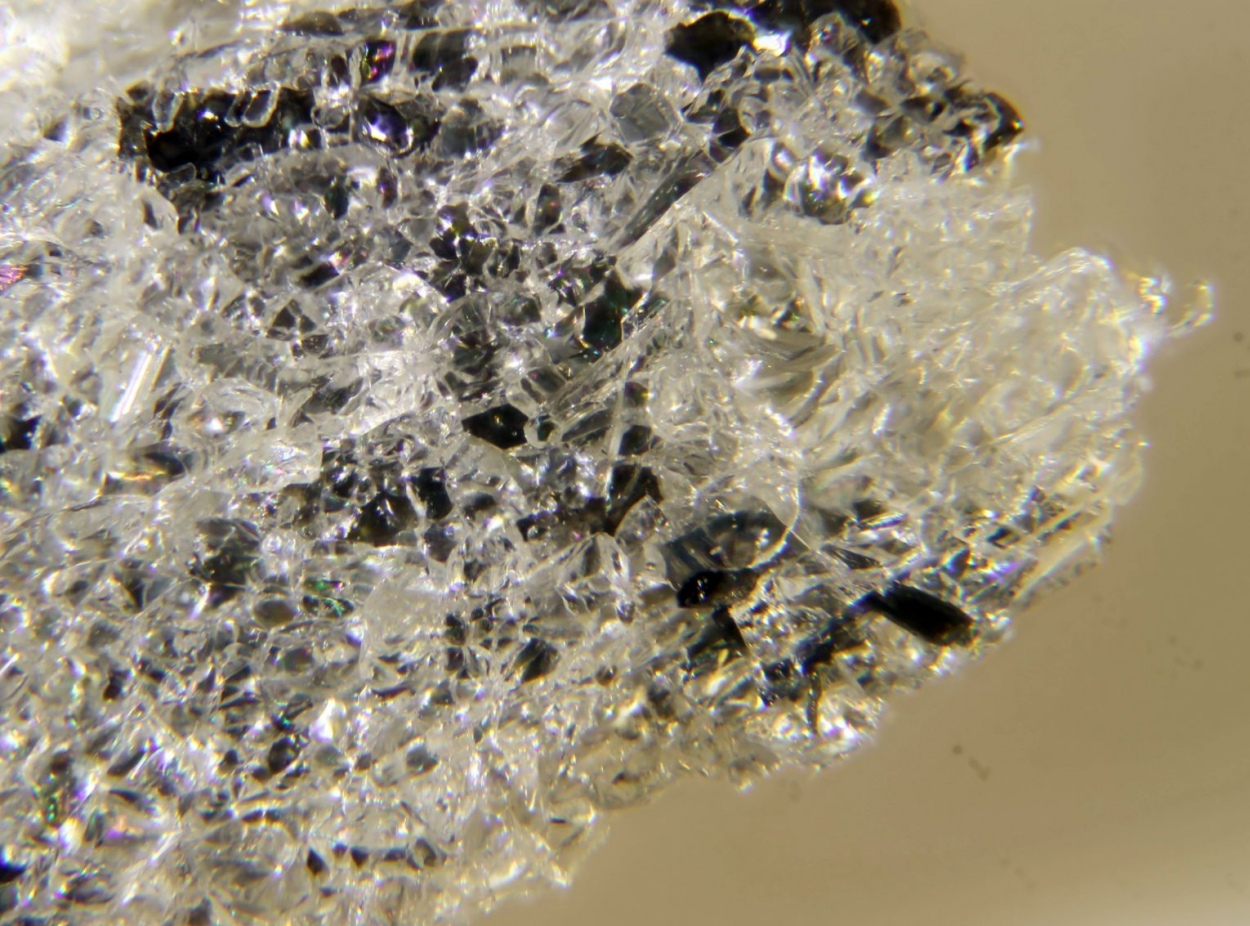
Nefedovit, Berg Juksporr (1983)

### Distrikt „Berg Raswumtschorr“

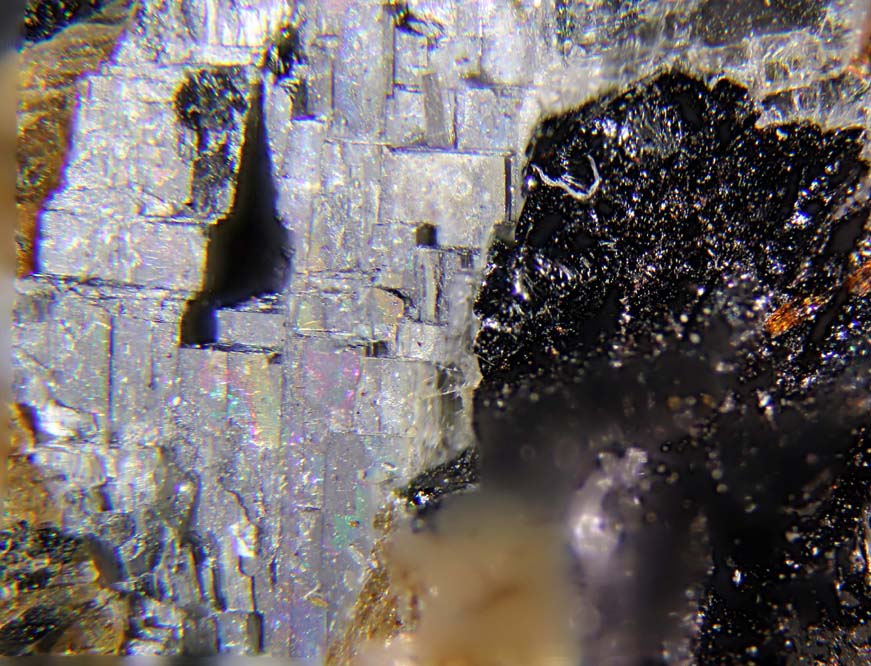
Delhayelith vom Berg Raswumtschorr

Der Distrikt „Berg Raswumtschorr“ (russisch гора Расвумчорр) ist derzeit Typlokalität für 19 Minerale, die sich auf die folgenden Einzelfundstellen verteilen:
- das Bergwerk Raswumtschorr (7)
- die Lagerstätte Apatitowy Zirk (4)
- der Tagebau Zentralny (3)
- der Berg Raswumtschorr sensu stricto (5)

Zu den Typmineralen gehören: Kryptophyllit, Davinciit, Ershovit, Fivegit, Hydrodelhayelith, Kalborsit, Megacyclit, Nacaphit, Natrit, Olympit, Paranatisit, Rastsvetaevit, Rasvumit, Shafranovskit, Shcherbakovit, Shlykovit, Thomsonit-Sr, Tiettait, Tinnunculit

Typminerale aus dem Distrikt „Berg Raswumtschorr“, mit Jahreszahl der Erstbeschreibung
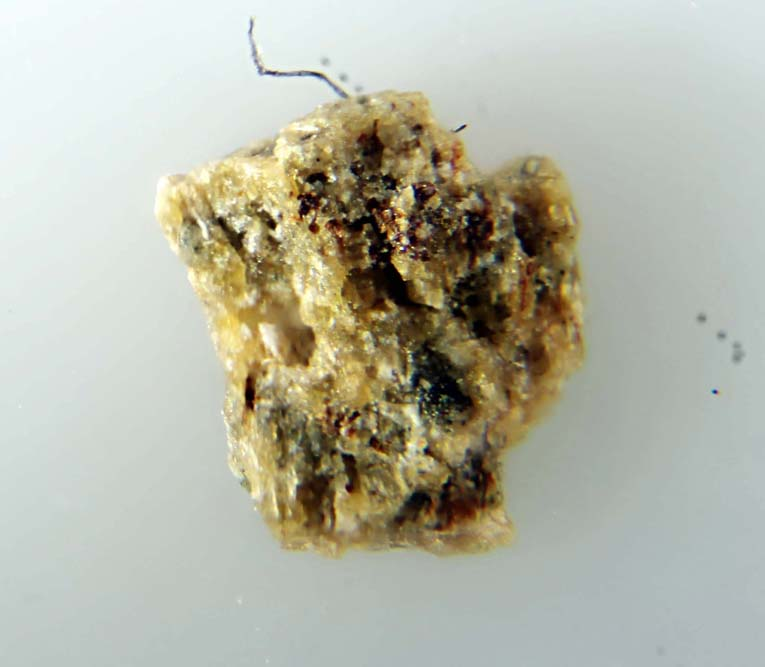
Ershovit, Koaschwa (1993)
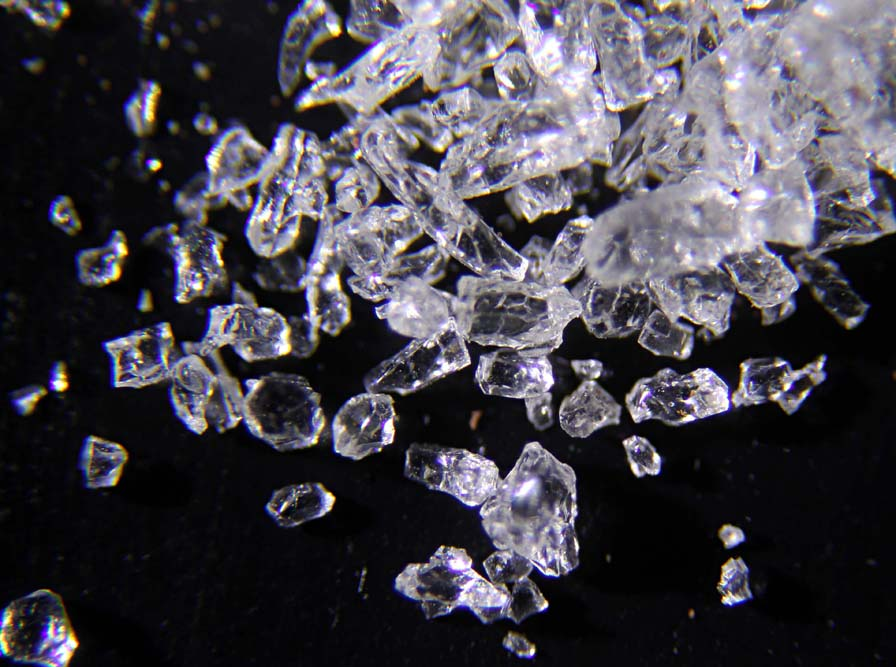
Nacaphit, Berg Raswumtschorr
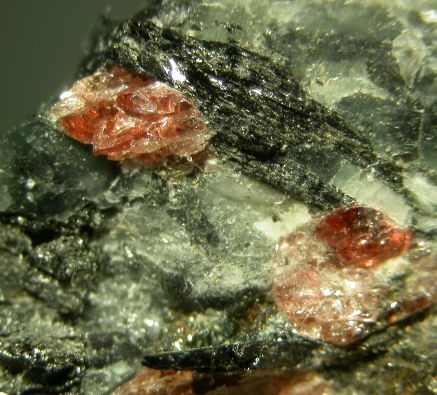
Rastsvetaevit, Berg Raswumtschorr (1980)
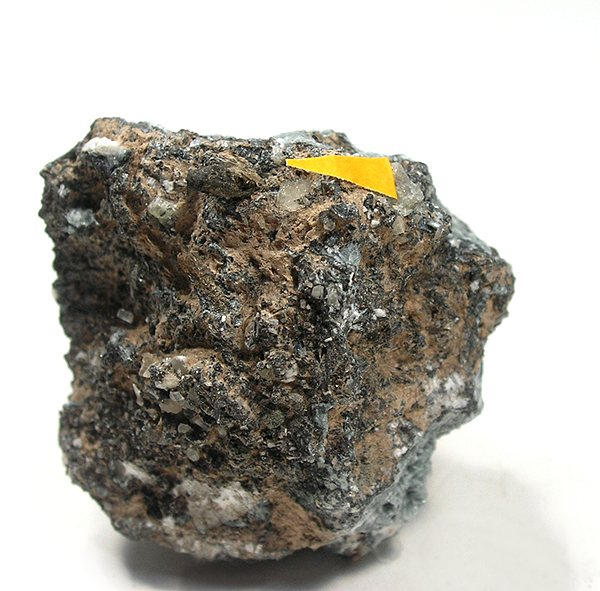
Rasvumit, Berg Raswumtschorr (1970)
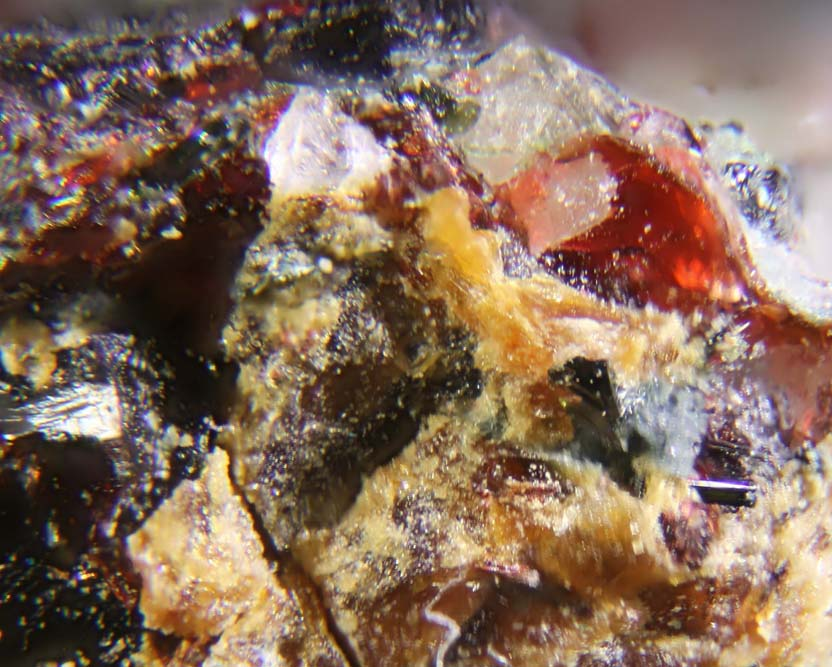
Shafranovskit mit rosa Villiaumit, Berg Raswumtschorr (1982)
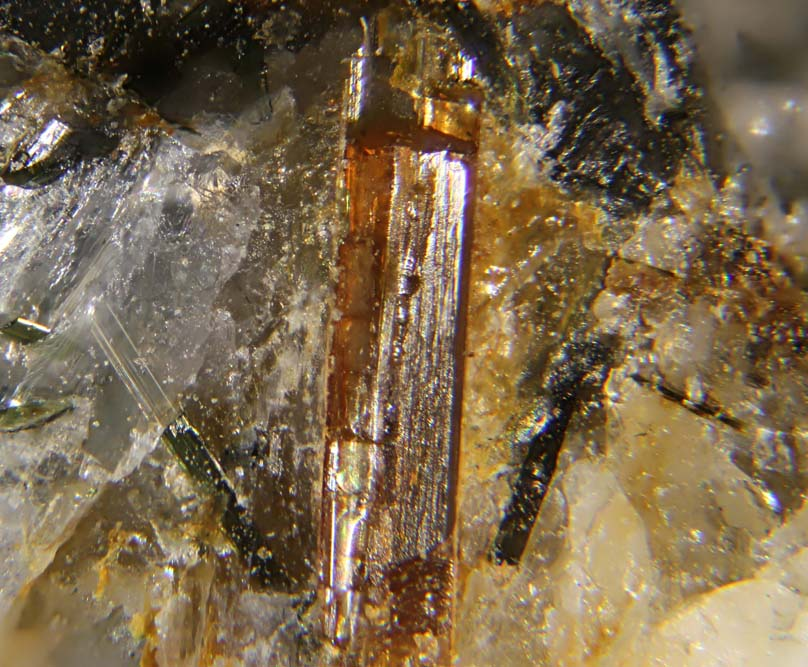
Shcherbakovit, Berg Raswumtschorr (1954)

### Distrikt „Berg Eweslogtschorr“

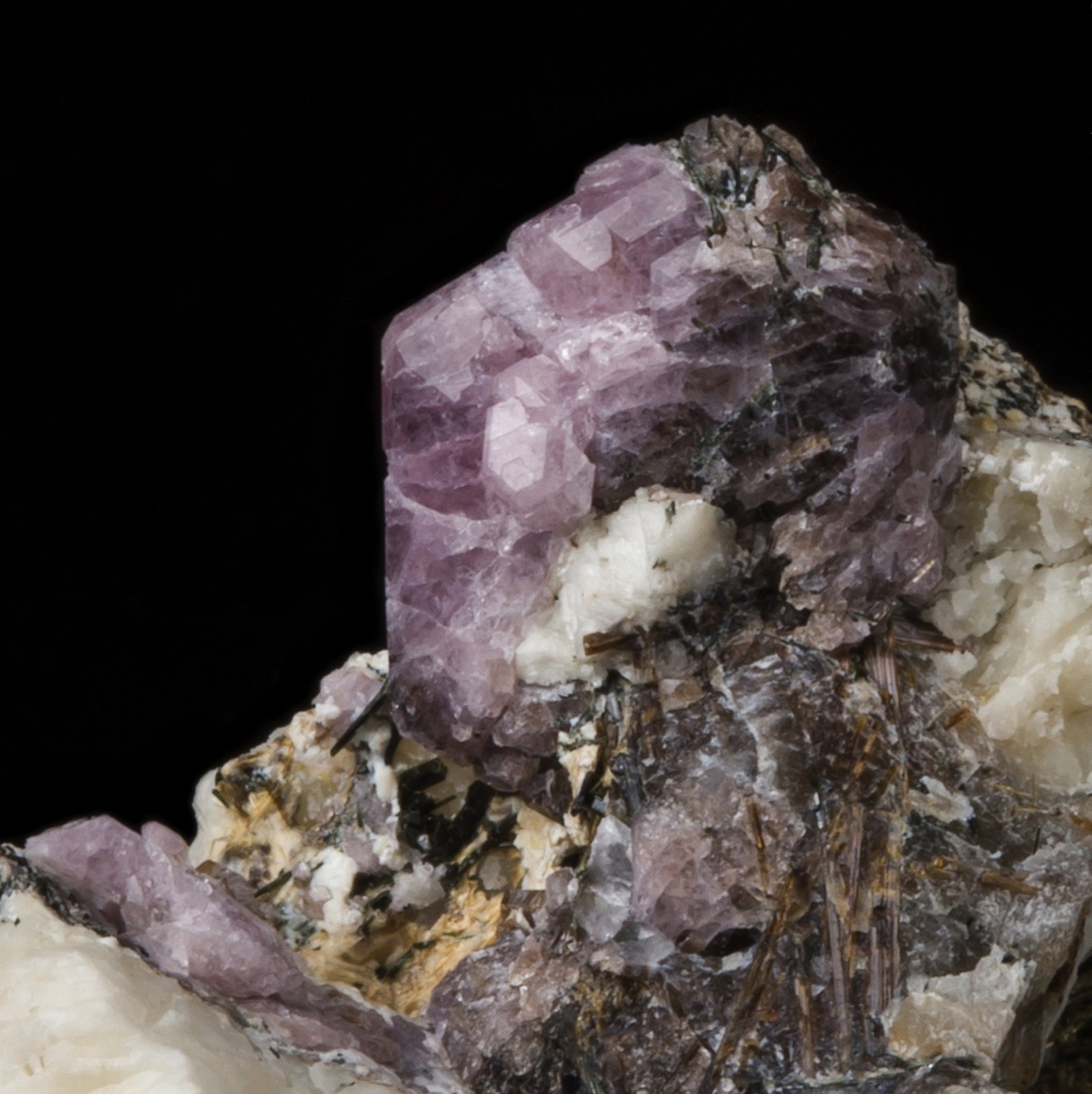
Wadeit vom Eweslogtschorr

Der Distrikt „Berg Eweslogtschorr“ (russisch гора Эвеслогчорр) ist derzeit Typlokalität für 9 Minerale, die sich auf die folgenden Einzelfundstellen verteilen:
- Fersman-Schlucht am „Berg Eweslogtschorr“ (1) Eveslogit
- Pegmatit im Astrophyllit-Bach (russisch Астрофиллитовый ручей) am „Berg Eweslogtschorr“ (2) Fersmanit, Tsepinit-Sr
- Gang No. 1 von Labunzow, Astrophyllit-Bach am „Berg Eweslogtschorr“ (1) Fersmanite (TL)
- „Berg Eweslogtschorr“ sensu stricto (6)

Zu den Typmineralen gehören: Belovit-(La), Calciomurmanit, Denisovit, Eveslogit, Fersmanit, Paraumbit, Punkaruaivit, Siudait und Tsepinit-Sr.

Typminerale aus dem Distrikt Eweslogtschorr, mit Jahreszahl der Erstbeschreibung
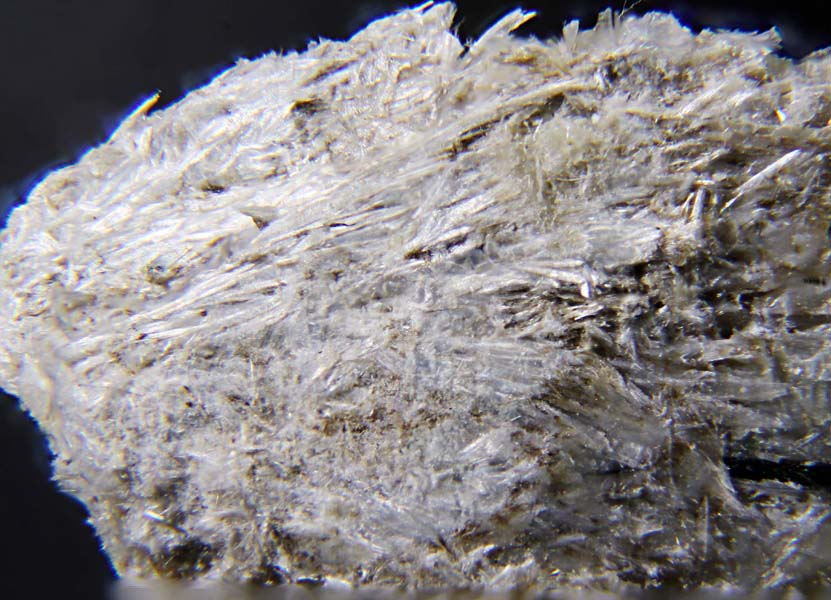
Denisovit, Berg Eweslogtschorr (1984)
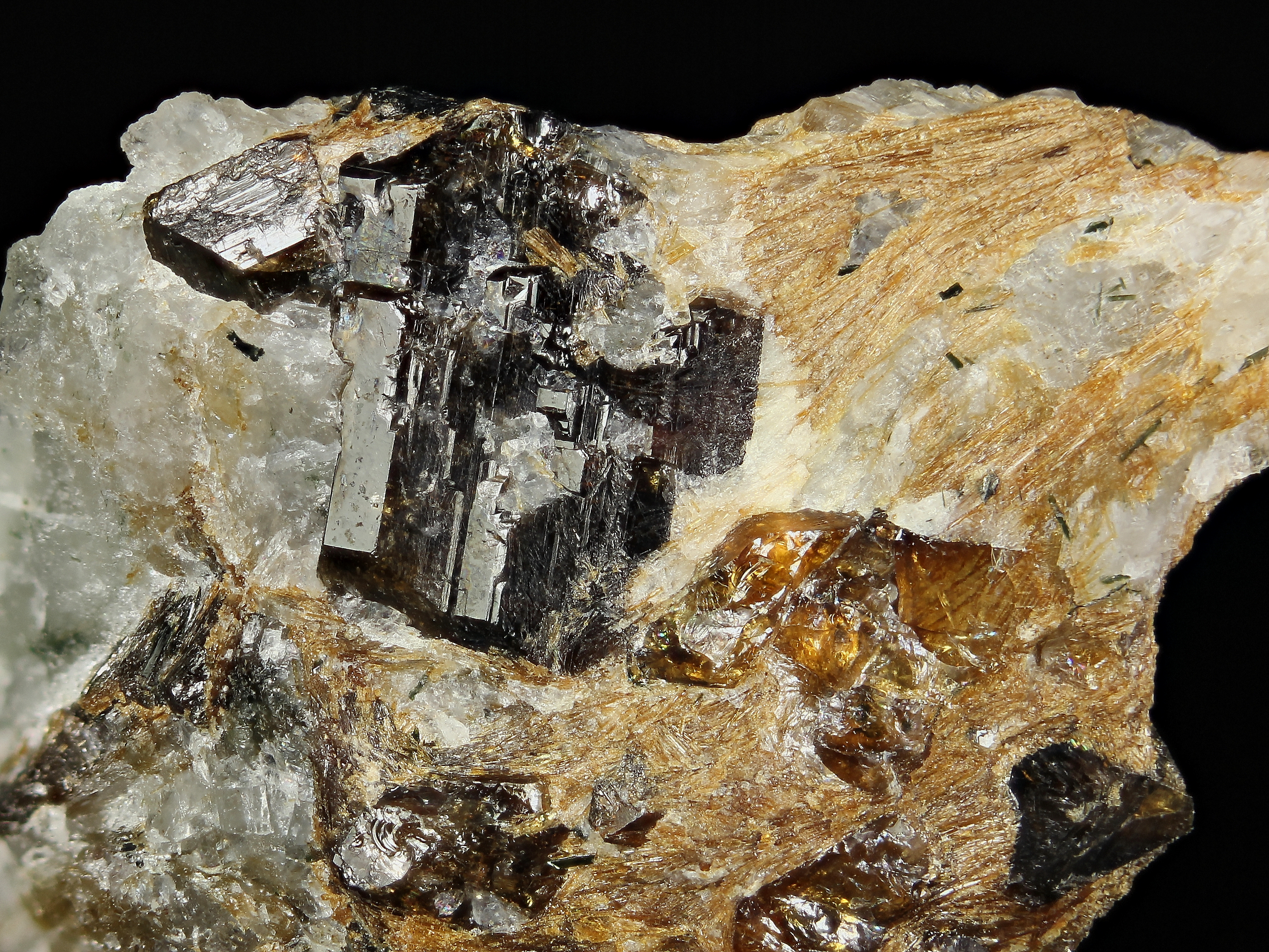
Fersmanit, Eweslogtschorr (1929)
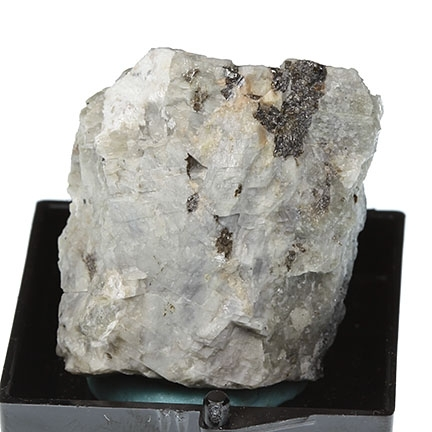
Fersmanit, Gang No. 1 von Labunzow, Astrophyllit-Bach am „Berg Eweslogtschorr“
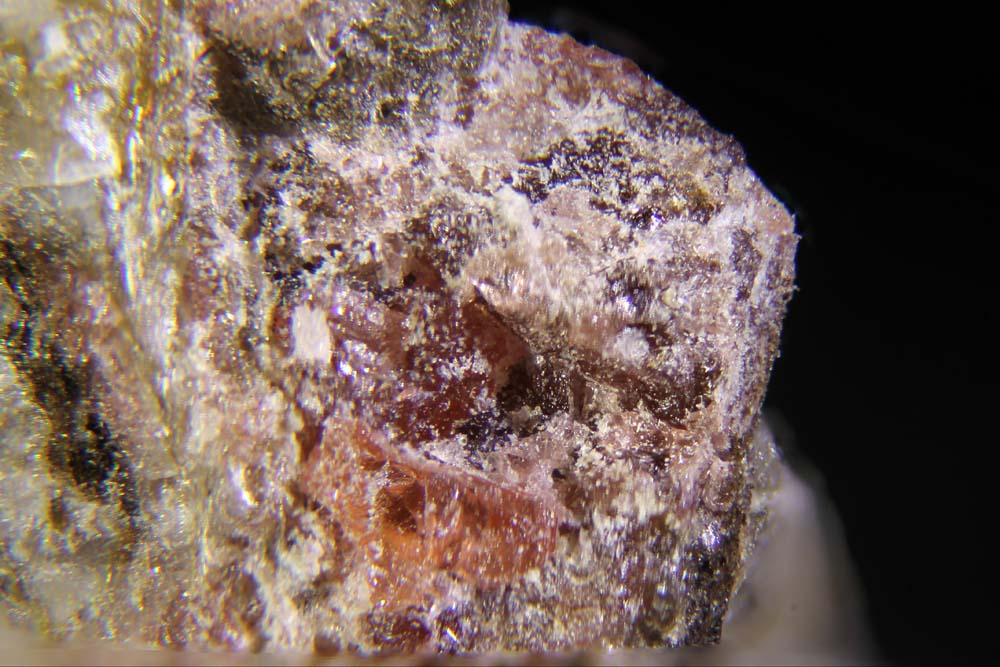
Paraumbit, Berg Eweslogtschorr (1983)
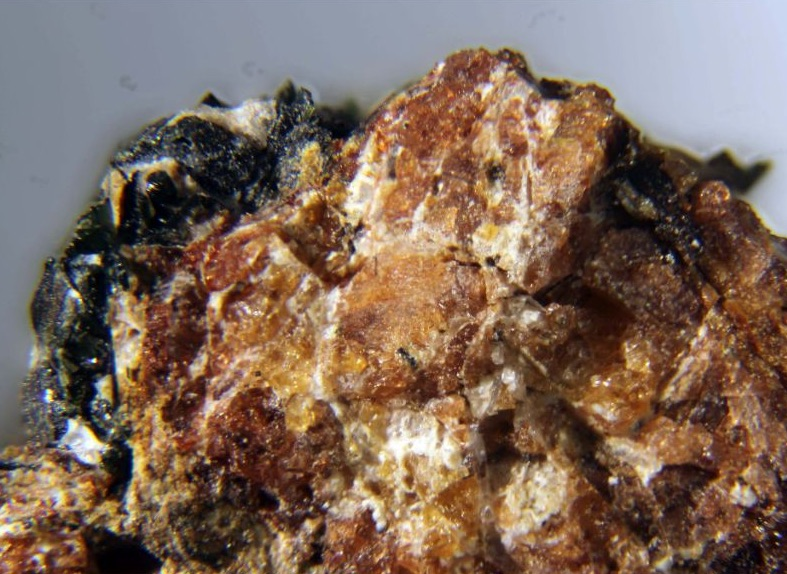
Siudait, Berg Eweslogtschorr (2018)

Am sogenannten Wadeit-Punkt, einem mächtigen Nephelinsyenit-Pegmatit in gneisartigen Rischorriten am Eweslogtschorr, wurden in einem 20 m langen und 80 cm breiten Eudialyt-Nephelin-Aegirin-Mikroklin-Gang (Aufschluss No. 12 von Yakovenchuk und Kollegen) Pseudomorphosen von Wadeit nach 3 cm großen Eudialyt/Ferrokentbrooksit-Kristallen gefunden. Wadeit bildet hier ferner bis 2 cm große, glänzende, hellviolette, halbdurchsichtige Kristalle entweder auf Miktoklin oder eingewachsen in eine Grundmasse aus Natrolith.

### Distrikt „Koaschwa“
Der Distrikt „Koaschwa“ ist derzeit Typlokalität für 29 Minerale.
Zu den Typmineralen gehören: Alexkhomyakovit, Andrianovit, Carbobystrit, Chlorbartonit, Klinophosinait, Crawfordit, Deloneit, Dorfmanit, Ershovit, Fluorcaphit, Ivanyukit-Cu, Ivanyukit-K, Ivanyukit-Na, Ivanyukit-Na-C, Ivanyukit-Na-T, Koashvit, Labyrinthit, Lemmleinit-K, Lisitsynit, Megakalsilit, Phosinait-(Ce), Polezhaevait-(Ce), Rémondit-(La), Sazykinait-(Y), Strontiofluorit, Tiettait, Tisinalith, Wilhelmramsayit und Zirsinalith.

Typminerale aus dem Distrikt „Koaschwa“, mit Jahreszahl der Erstbeschreibung
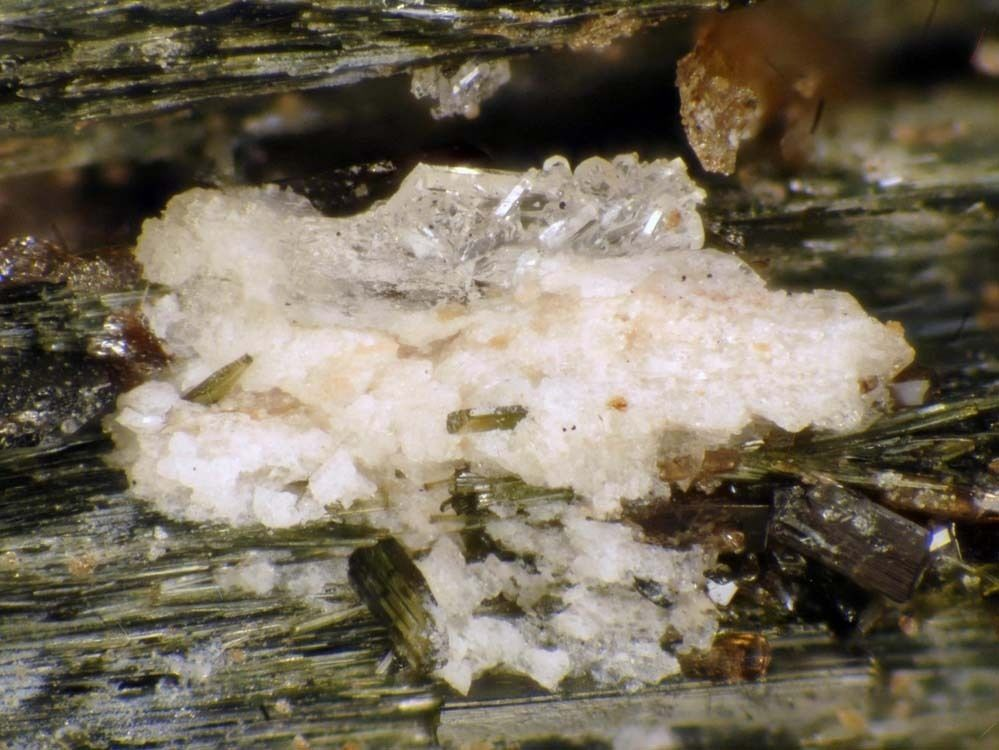
Andrianovit, Koaschwa (2008)
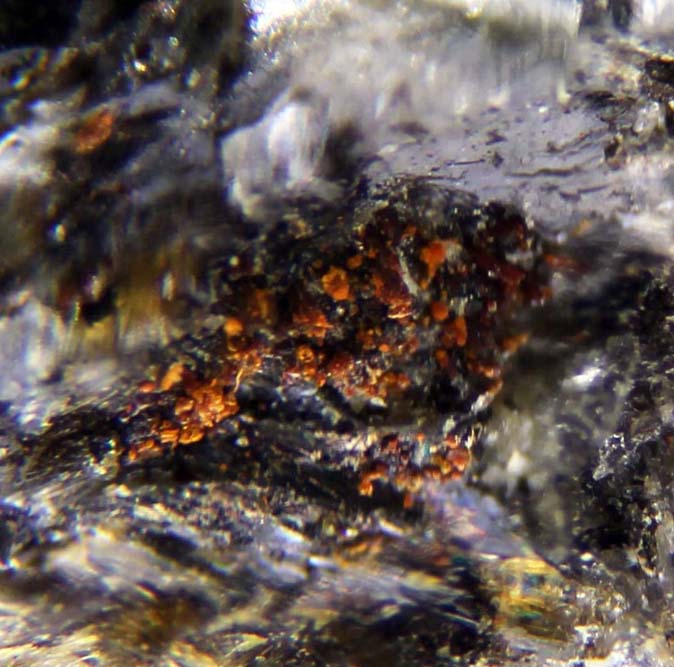
Chlorbartonit, Koaschwa (2003)
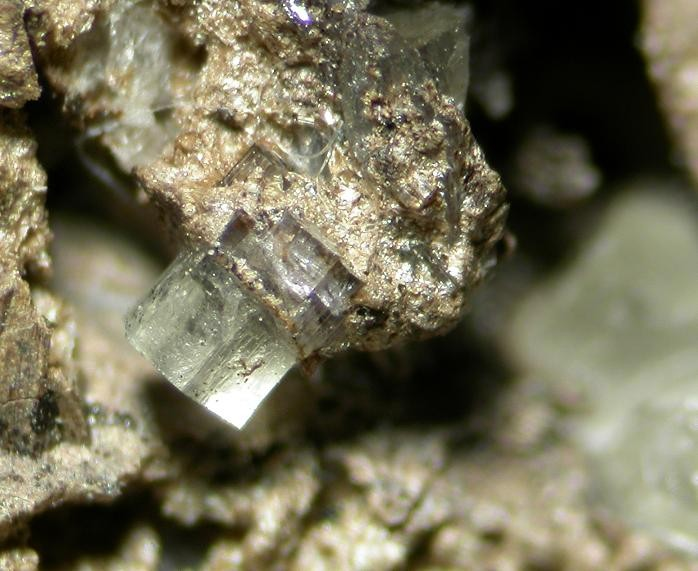
Fluorcaphit, Koaschwa (1997)
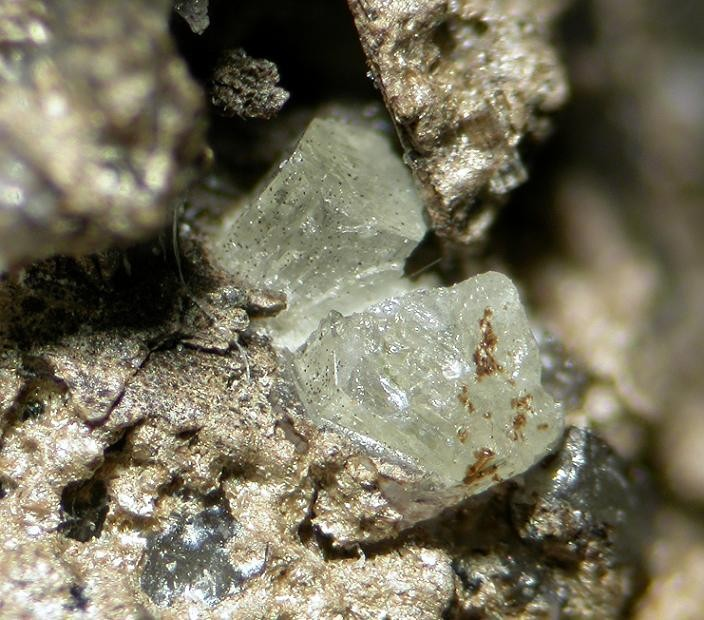
Fluorcaphit, Koaschwa
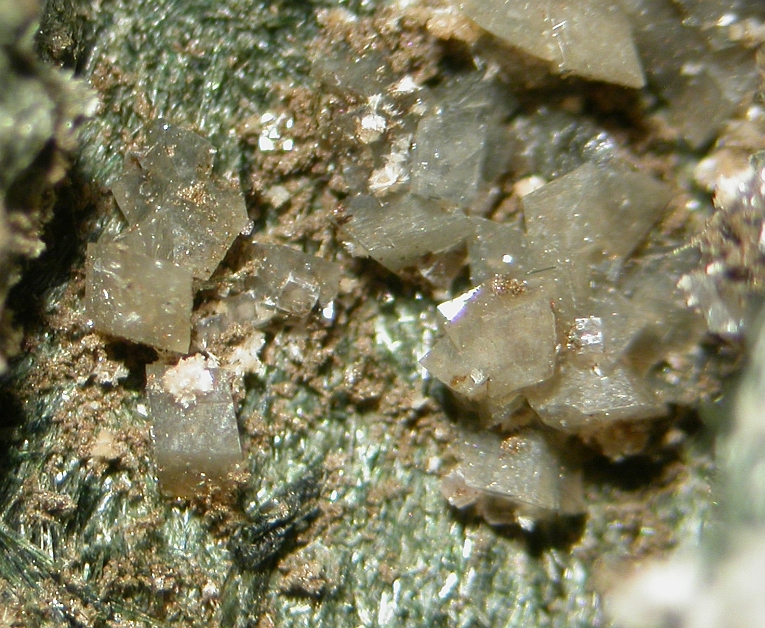
Sazykinait-(Y), Koaschwa (1993)
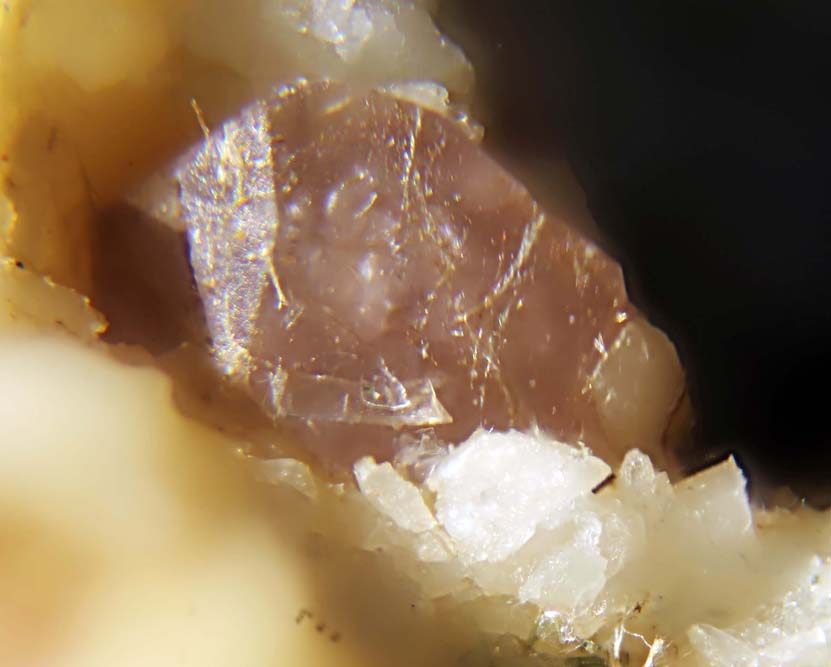
Sazykinait-(Y), Koaschwa
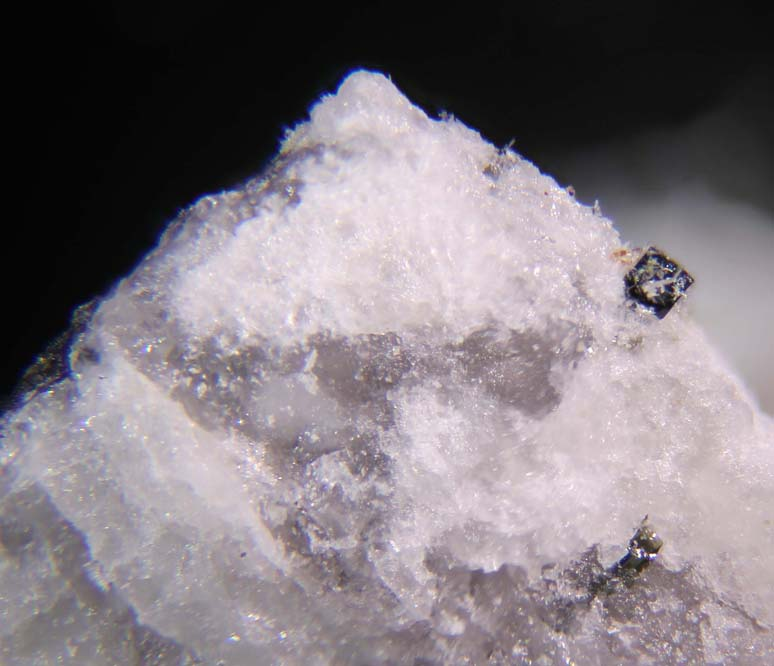
Zirsinalith, Koaschwa (1974)

### Distrikt „Tal des Flusses Wuonnemjok“

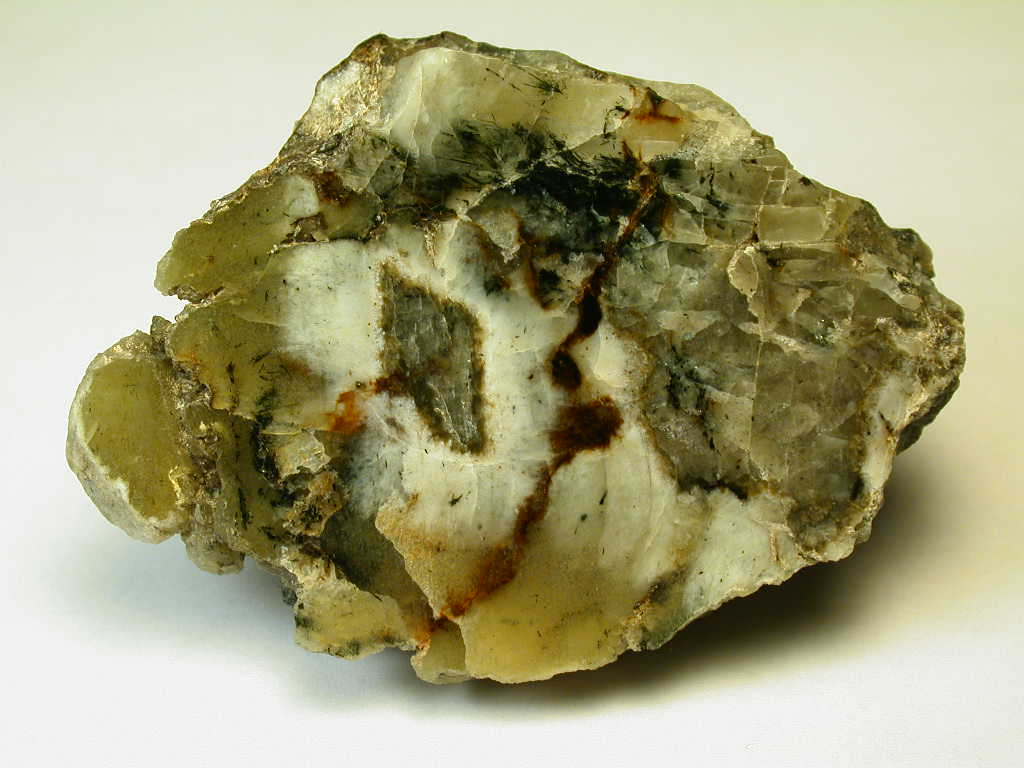
Weißer Perlialit mit grauem, idiomorphem Nephelin, schwarzem Aegirin und rotbraunem Yuksporit sowie Mikroklin. Loparskaja-Tal, Berg Juksporr. Polierte Scheibe von 5,2 cm Durchmesser.

Der Distrikt „Tal des Flusses Wuonnemjok“ ist derzeit Typlokalität für 8 Minerale:
Zu den Typmineralen gehören: Arctit, Bonshtedtit, Imandrit, Kostylevit, Lithosit, Perlialit, Umbit und Vuonnemit.

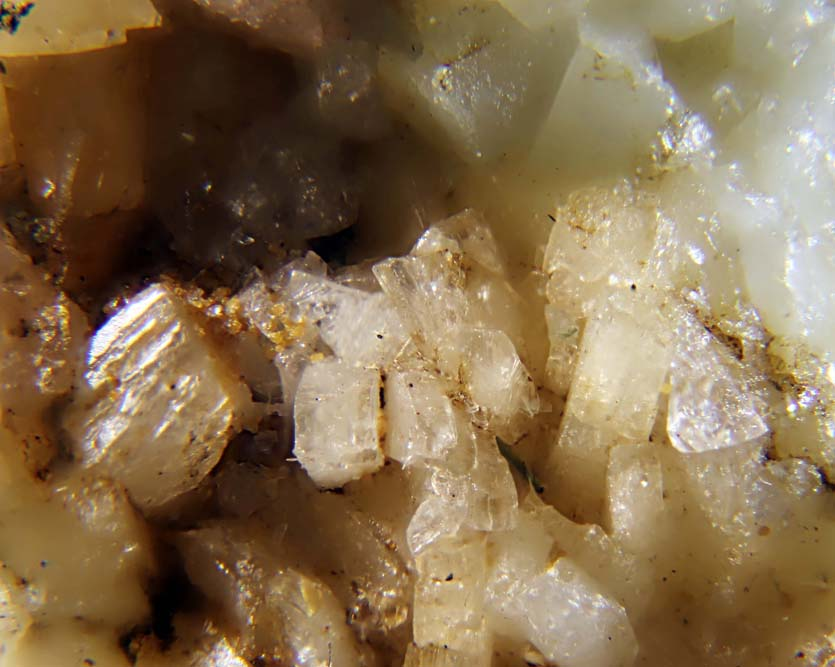
Kostylevit mit Sazykinait-(Y), Koaschwa (1983)
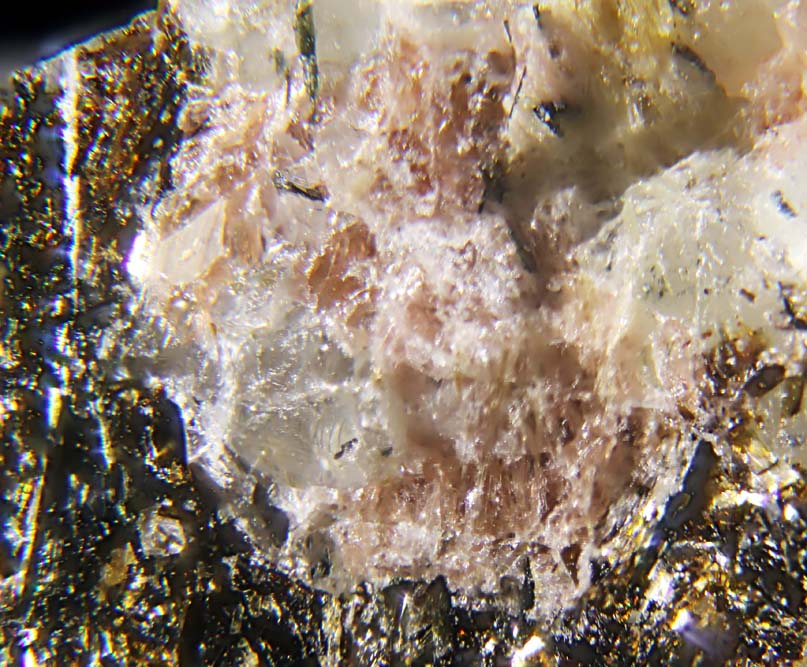
Umbit, Flusstal des Wuonnemjok (1983)

### Distrikt „Berg Maly Mannepachk“

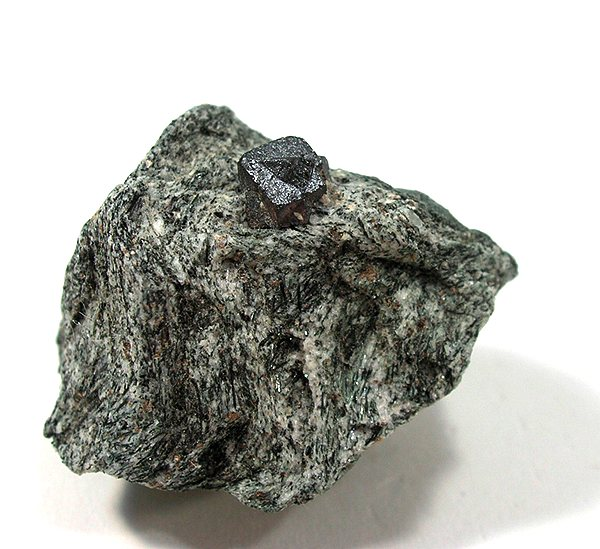
Loparit-(Ce) vom Berg Njorkpachk (1923)

Der Distrikt „Berg Maly Mannepachk“ ist derzeit Typlokalität für drei Minerale: Gutkovait-Mn, Loparit-(Ce) und Manganoneptunit.

### Distrikt „Kaskasnjutschorr“
Der Distrikt „Kaskasnjutschorr“ ist derzeit Typlokalität für vier Minerale: Edgarit, Ekplexit, Kaskasit und Manganokaskasit.

### Distrikt „Oleni Rutschej“
Der Distrikt „Oleni Rutschej“ ist derzeit Typlokalität für drei Minerale: Altisit, Ferrotychit und Natrit.

### Distrikt „Chibinpachktschorr“
Der Distrikt „Chibinpachktschorr“ ist derzeit Typlokalität für die Minerale: Burovait-Ca, Paratsepinit-Na und Tsepinit-Na.

### Distrikt „Berg Tachtarwumtschorr“
Der Distrikt „Berg Tachtarwumtschorr“ (russisch гора Тахтарвумчорр, einschließlich des gleichnamigen Molybdän-Bergwerks) ist derzeit Typlokalität für zwei Minerale: Chirvinskyit und Parakeldyshit.

### Weitere Typlokalitäten in den Chibinen

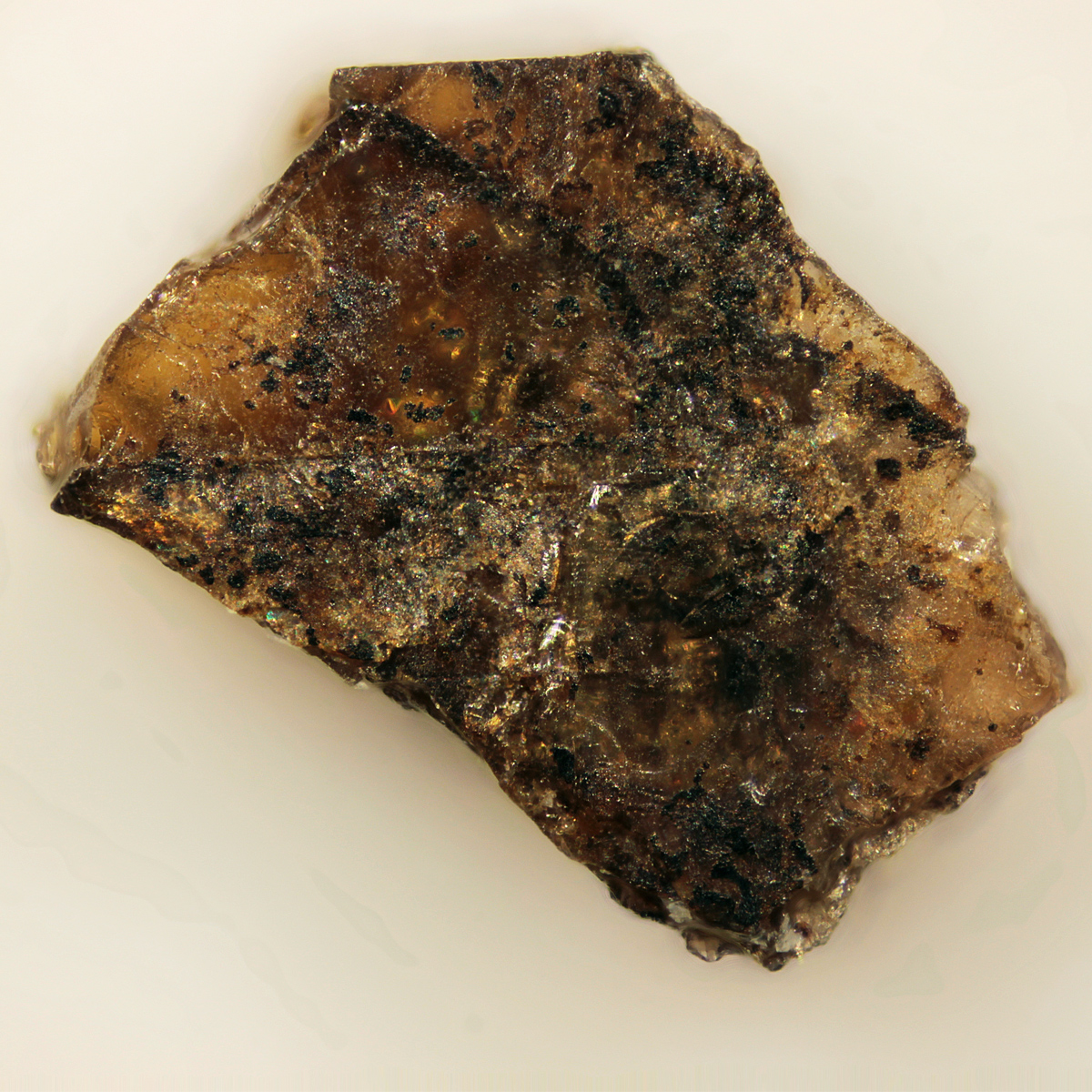
Georgbarsanovit, Nephelinpegmatit-Aufschluss am „Petrelius-Fluss“ (2005)

Die folgenden fünf Fundpunkte bilden den locus typicus für jeweils ein Mineral:
- Eisenbahnstation Chibiny am Fuß des Bergs Kilman: Kihlmanit-(Ce)
- Berg Restinjun (russisch гора Рестинъюн): Barentsit
- Pass Jumekorr (russisch перевал Юмъекорр): Labuntsovit-Mn
- Berg Njorkpachk (russisch гора Ньоркпахк): Labyrinthit
- Nephelinpegmatit-Aufschluss am Fluss Petrelius: Georgbarsanovit

## Bildergalerie

Eudialyte aus den Chibinen
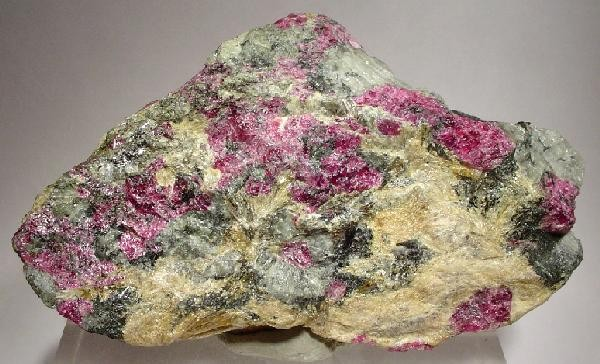
Eudialyt mit Titanit, Chibinen
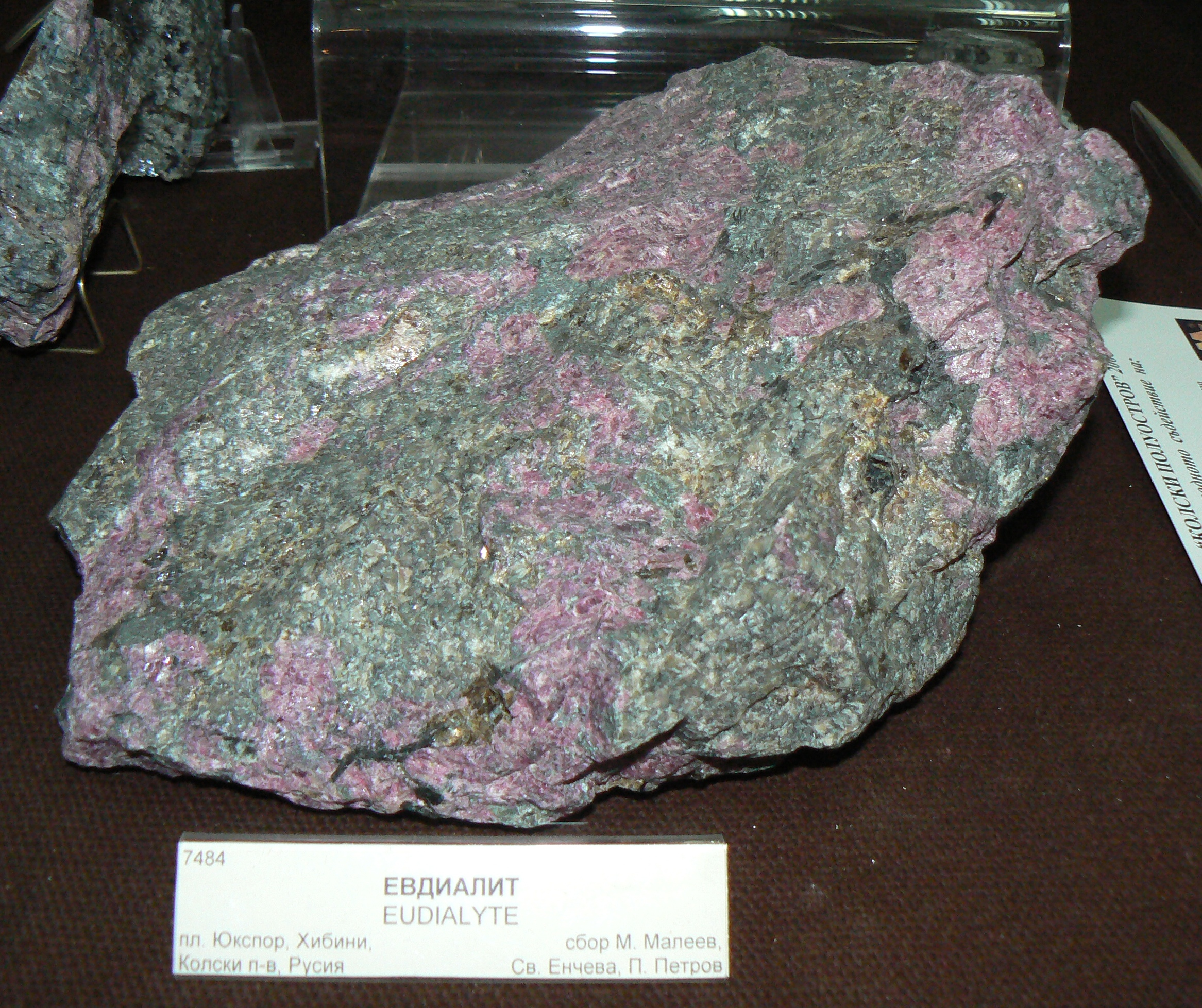
Berg Juksporr
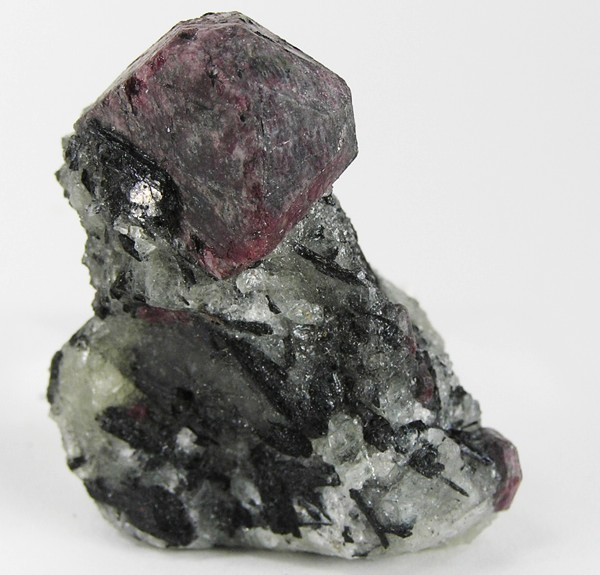
Chibinen
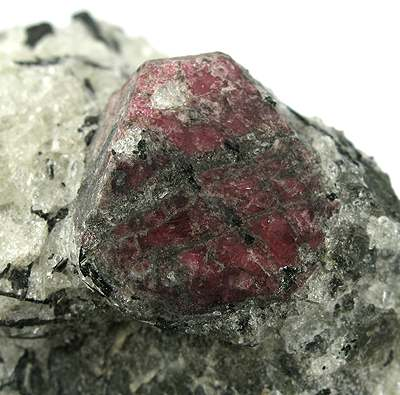
Eudialyt mit Aegirin, Juksporr
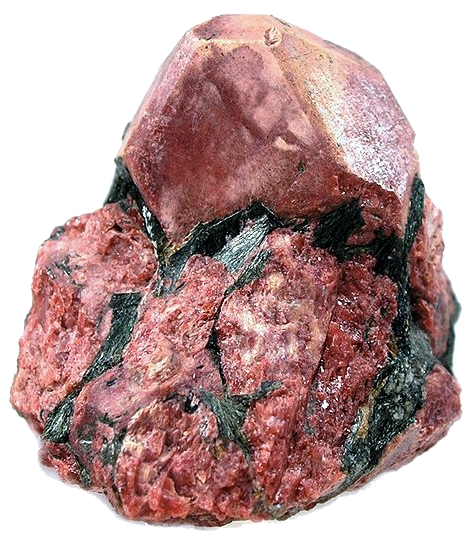
Putelitschorr
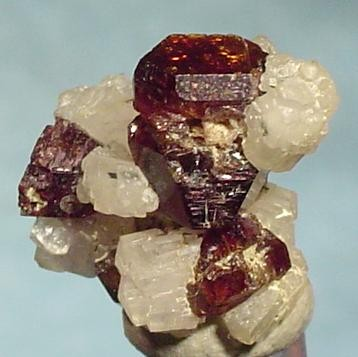
Chibinen

Astrophyllite aus den Chibinen
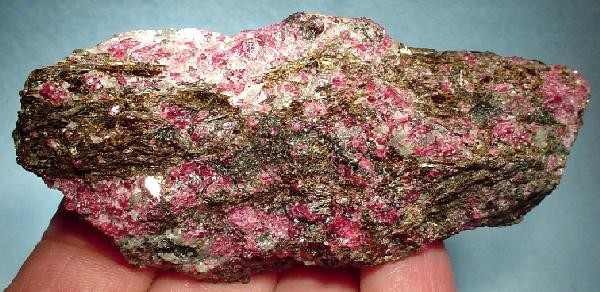
Eudialyt mit Astrophyllit, Chibinen
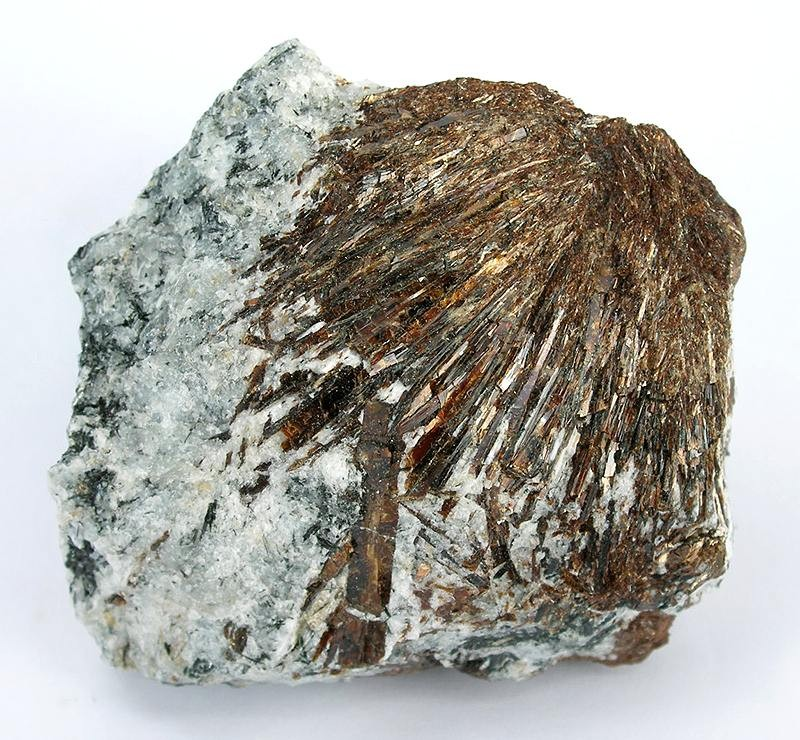
Astrophyllit, Chibinen
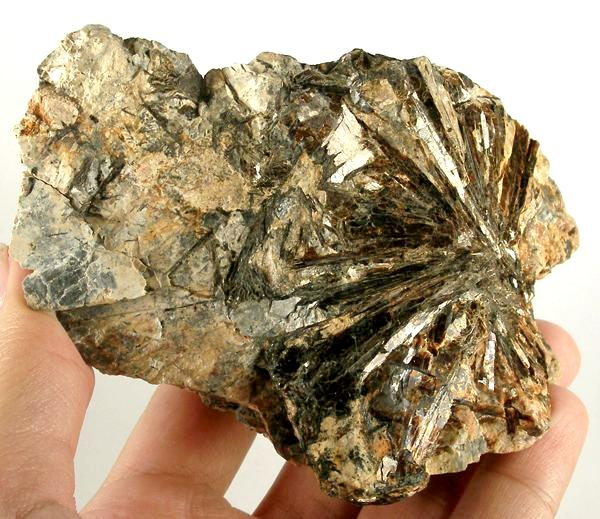
Astrophyllit, Chibinen
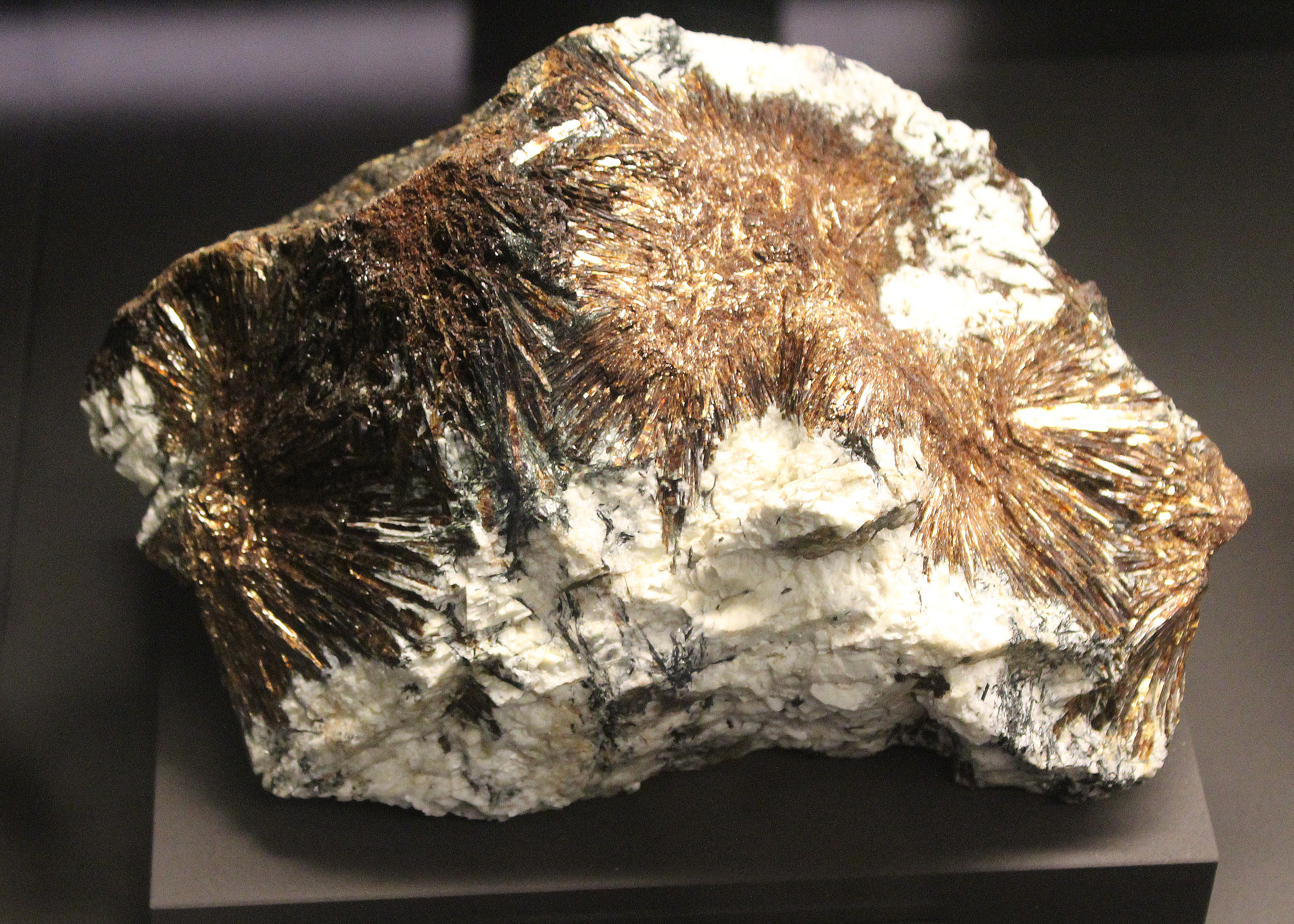
Astrophyllit, Chibinen
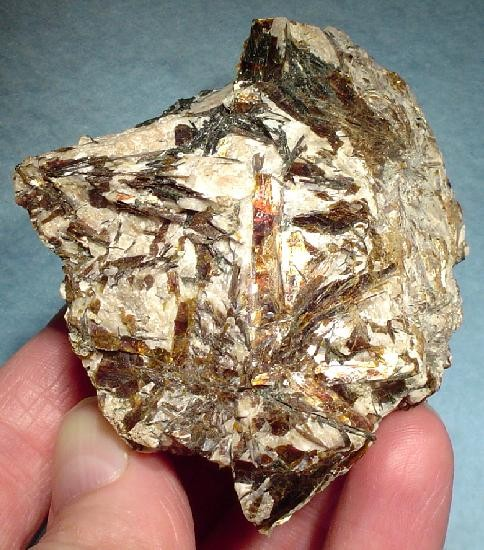
Astrophyllit, Chibinen

Weitere Minerale aus den Chibinen
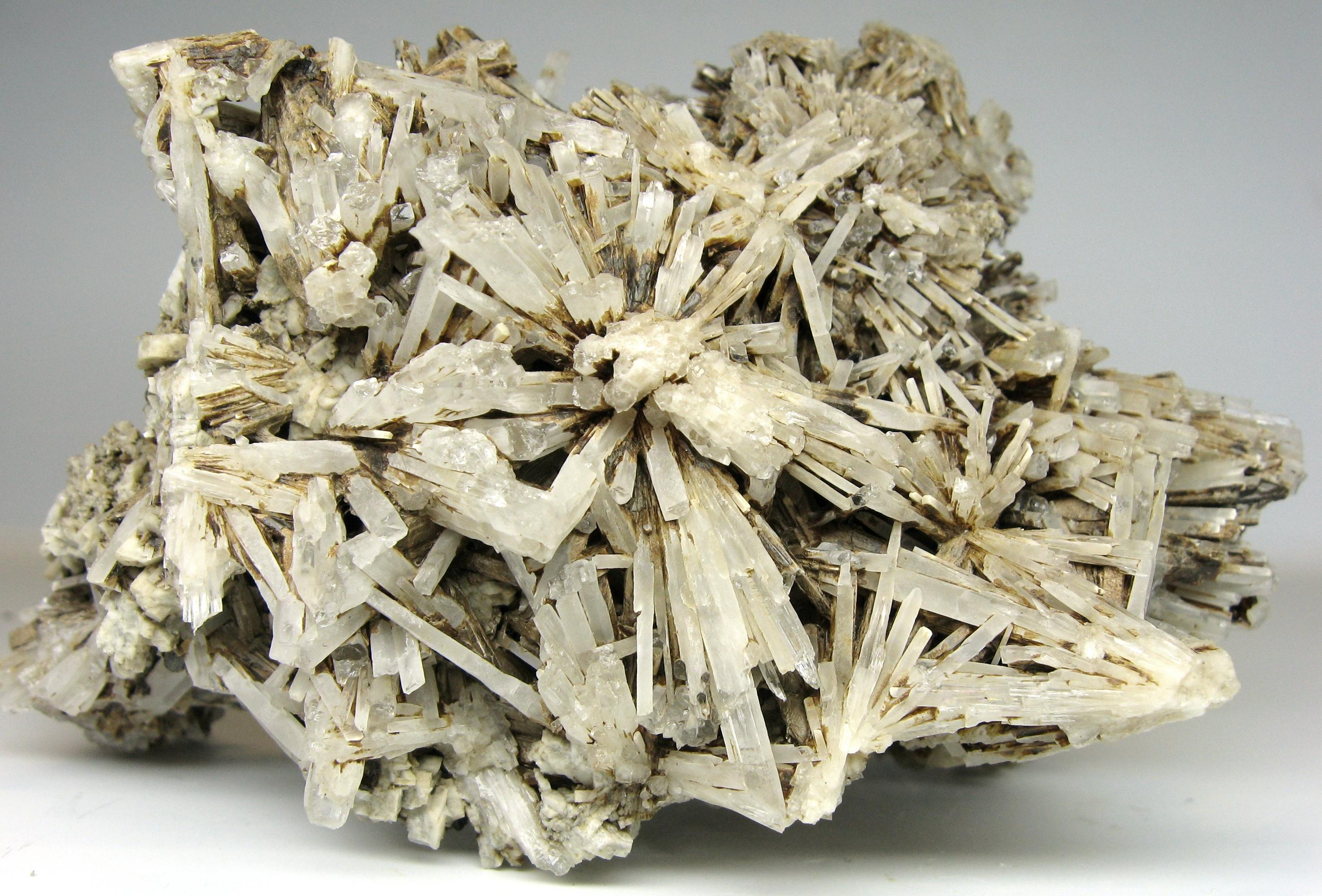
Natrolith, Pik Martschenko
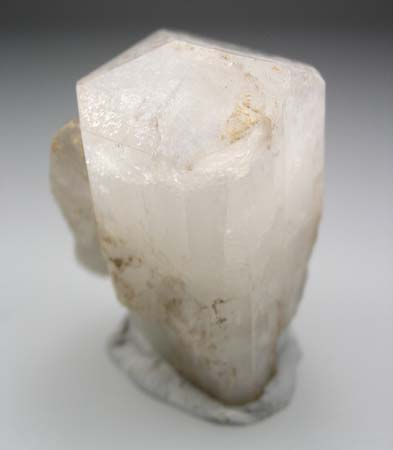
Natrolith, Chibinen
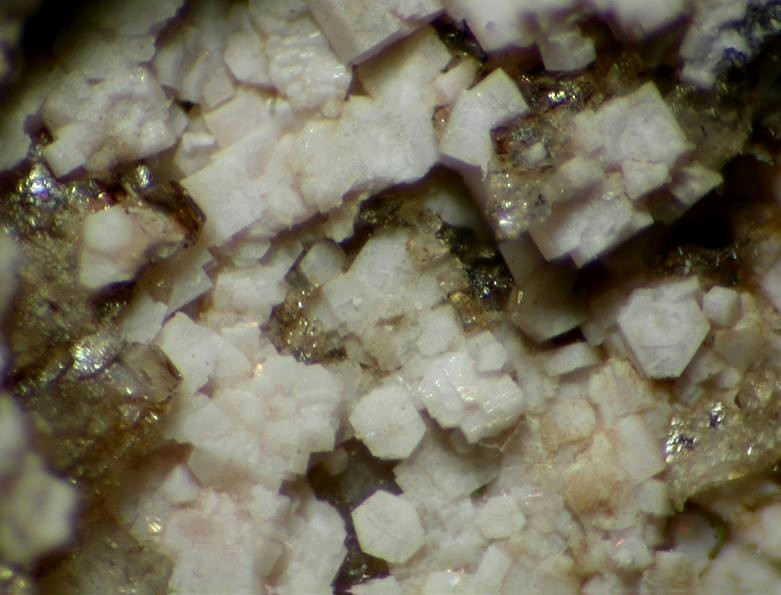
Vuoriyarvit-K, Kaskasnjutschorr
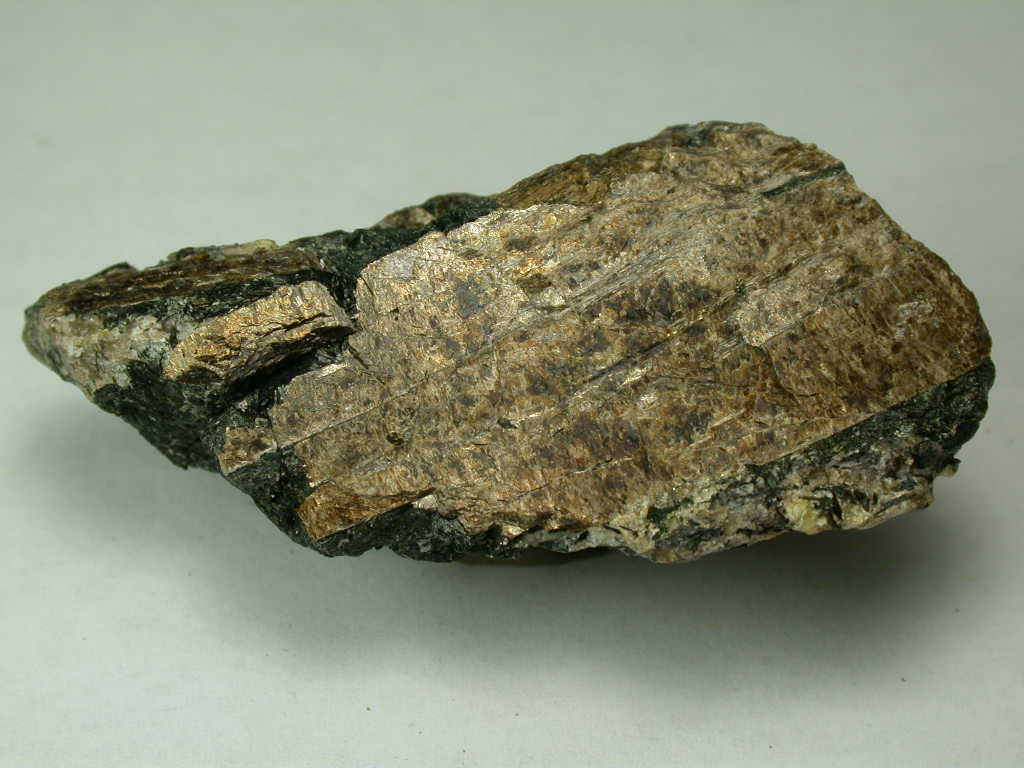
Lamprophyllit mit Aegirin, Chibinen
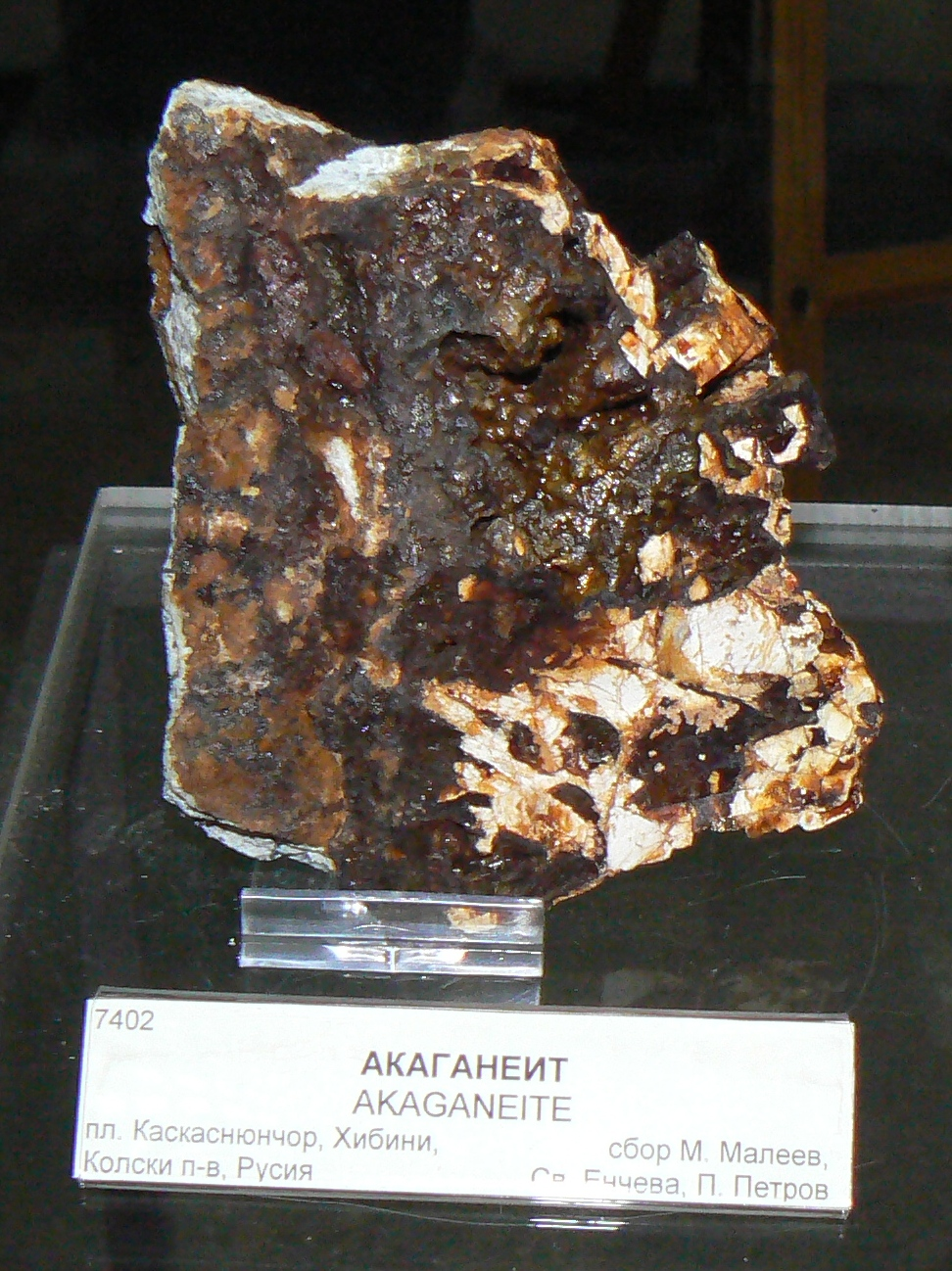
Akaganeit, Kaskasnjutschorr
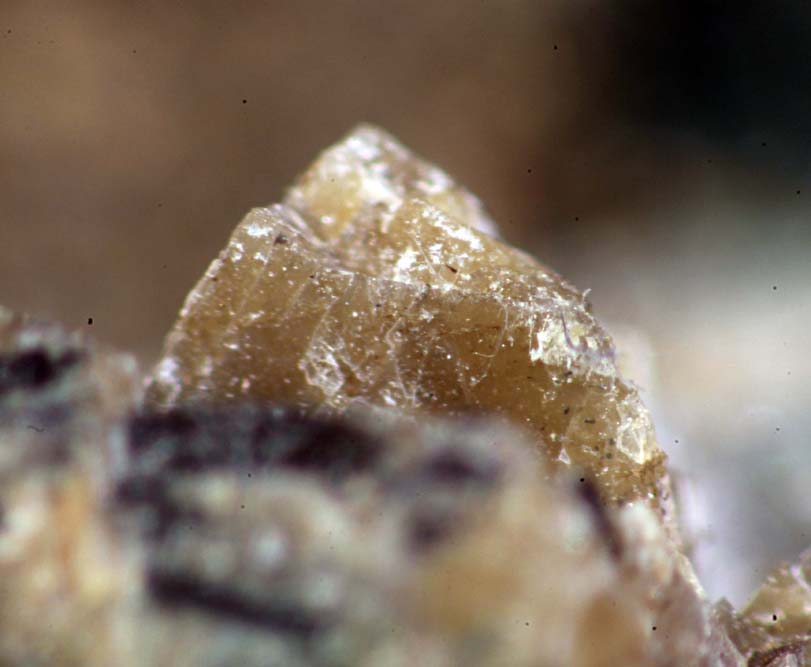
Betalomonosovit, Raswumtschorr
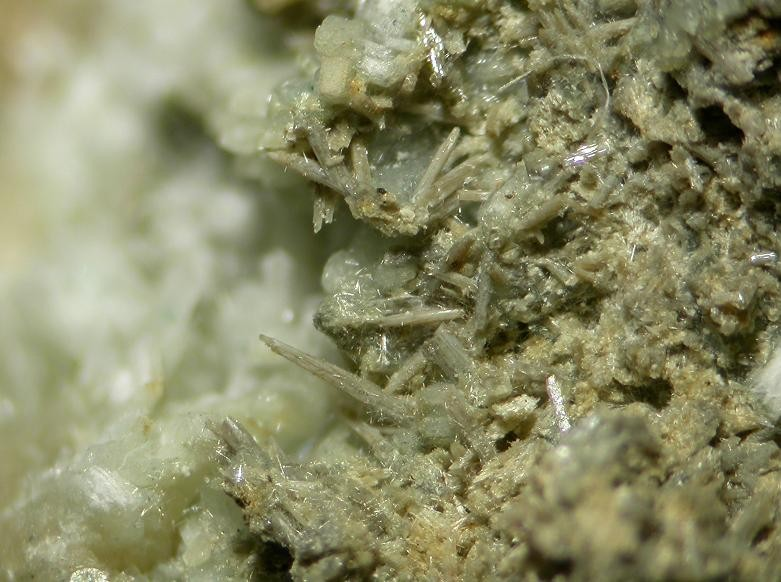
Carbocernait, Kirowsker Bergwerk, Kukiswumtschorr
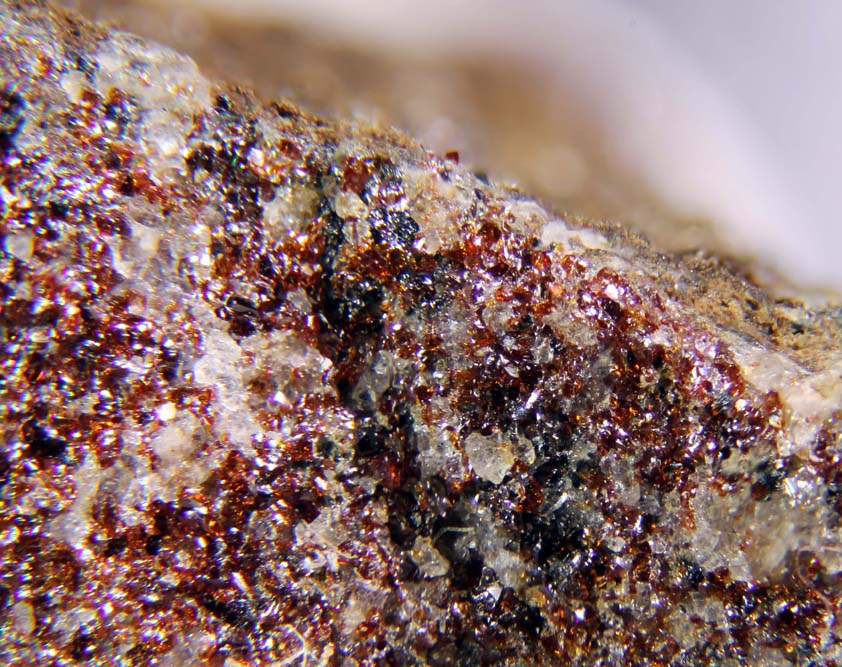
Freudenbergit, Kaskasnjutschorr
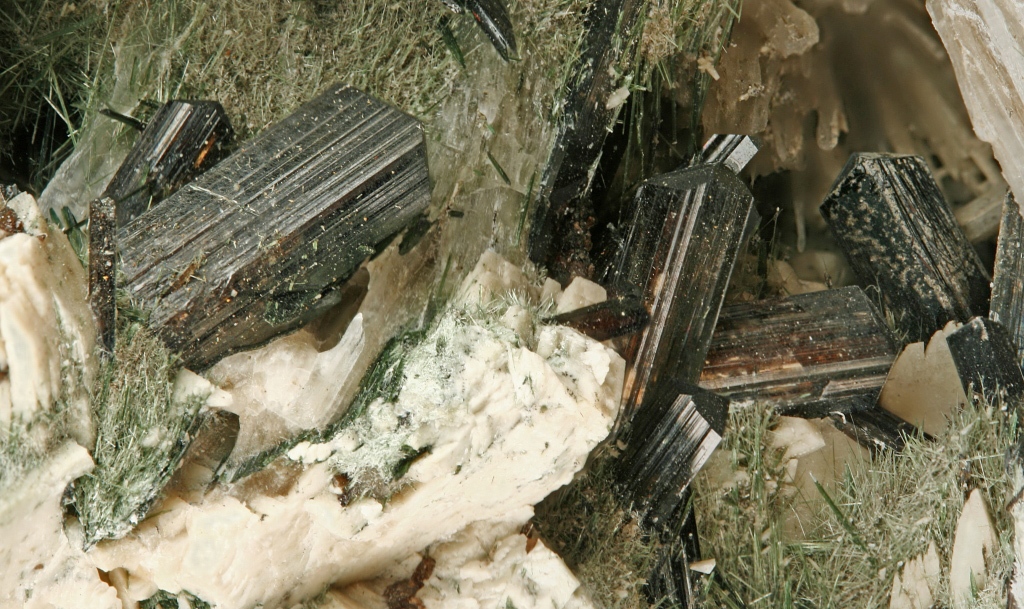
Lorenzenit, Chibinen
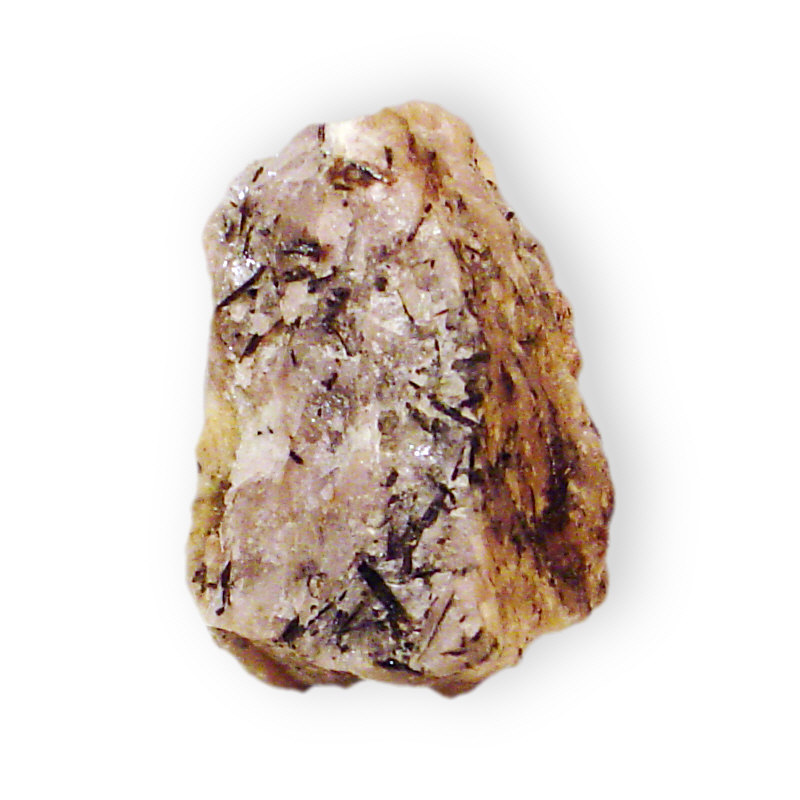
Murmanit mit Aegirin, Chibinen
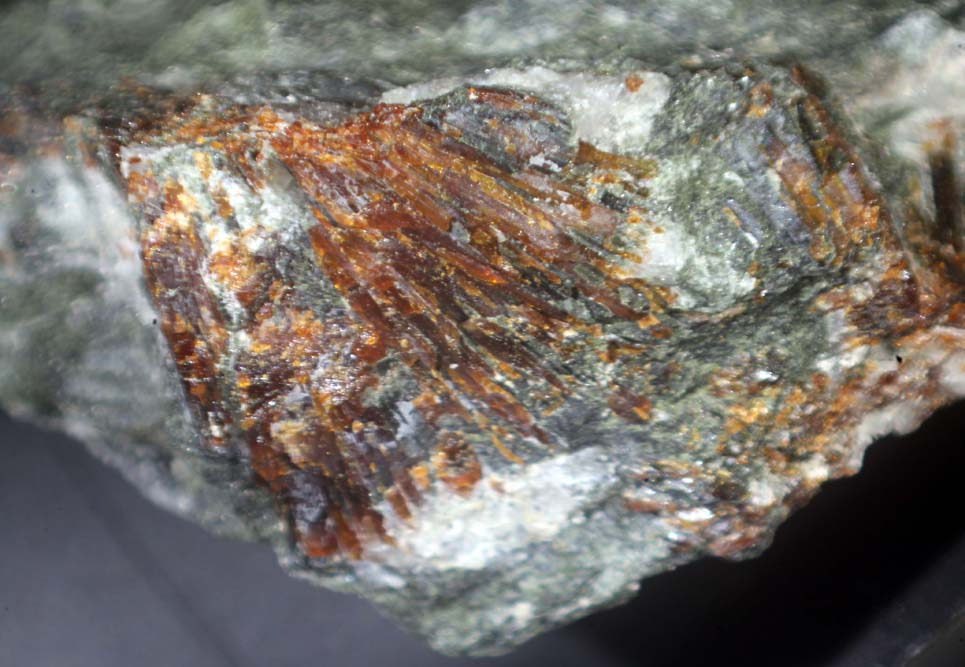
Normandit, Chibinen
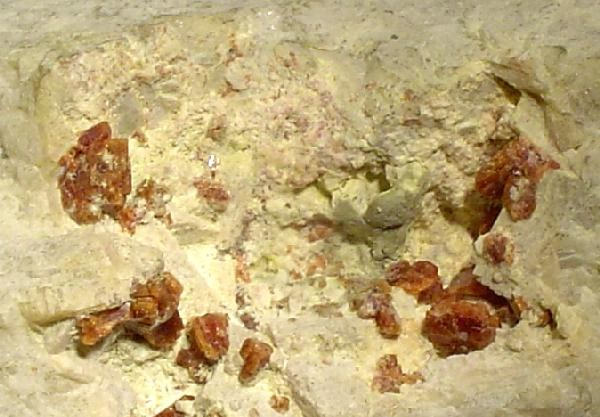
Labuntsovit, Chibinen
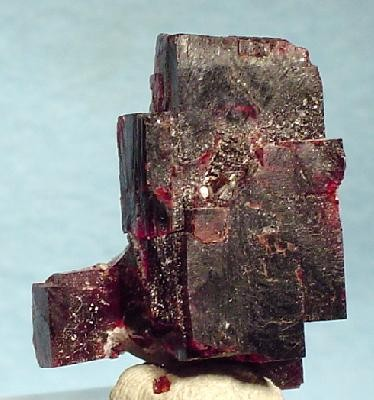
Villiaumit, Chibinen
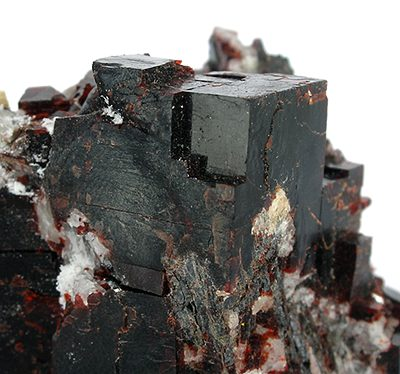
Villiaumit, Chibinen